# الجامع الأزهر
الجامع الأزهر هو أهم مساجد مصر على الإطلاق، وأحد المعاقل التاريخية لنشر وتعليم الإسلام كذلك هو واحد من أشهر المساجد الأثرية في مصر والعالم الإسلامي، وجزء من مؤسسة الأزهر الشريف يعود تاريخ بنائه إلى بداية عهد الدولة الفاطمية في مصر، بعدما أتم جوهر الصقلي فتح مصر سنة 969م، وشرع في تأسيس القاهرة قام بإنشاء القصر الكبير وأعده لنزول الخليفة المعز لدين الله، وفي أثناء ذلك بدأ في إنشاء الجامع الأزهر ليصلي فيه الخليفة، وليكون مسجداً جامعاً للمدينة حديثة النشأة أسوة بجامع عمرو في الفسطاط وجامع ابن طولون في القطائع، كذلك أعد وقتها ليكون معهداً تعليمياً لتعليم المذهب الشيعي ونشره، فبدأ في بناؤه في جمادي الأول 359هـ/970م، وأتم بناءه وأقيمت أول جمعة فيه في رمضان سنة 361هـ /972م، وعرف بجامع القاهرة ورغم أن يد الإصلاح والترميم توالت عليه على مر العصور فغيرت كثيراً من معالمه الفاطمية إلا أنه يعد أقدم أثر فاطمي قائم بمصر. وقد اختلف المؤرخون في أصل تسمية هذا الجامع، والراجح أن الفاطميين سموه بالأزهر تيمناً بفاطمة الزهراء ابنة النبي محمد.
يعتبر المسجد ثاني أقدم جامعة قائمة بشكل مستمر في العالم بعد جامعة القرويين. ورغم أن جامع عمرو بن العاص في الفسطاط سبقه في وظيفة التدريس حيث كانت تعقد فيه حلقات الدرس تطوعاً وتبرعاً، إلا أن الجامع الأزهر يعد الأول في مصر في تأدية دور المدارس والمعاهد النظامية، فكانت دروسه تعطى بتكليف من الدولة ويؤجر عليها العلماء والمدرسين. وألقي أول درس فيه في صفر سنة 365هـ/975م على يد علي بن النعمان القاضي في فقه الشيعة، وفي سنة 378هـ/988م قررت مرتبات لفقهاء الجامع وأعدت داراً لسكناهم بجواره وكانت عدتهم خمسة وثلاثين رجلاً.
بعد سقوط الدولة الفاطمية أفل نجم الأزهر على يد صلاح الدين الأيوبي الذي كان يهدف من وراء ذلك إلى محاربة المذهب الشيعي ومؤازرة المذهب السني، فأبطلت الخطبة فيه وظلت معطلة مائة عام إلى أن أعيدت في عهد السلطان المملوكي الظاهر بيبرس البندقداري. وفي عهد الدولة المملوكية عاد الأزهر ليؤدي رسالته العلمية ودوره الحيوي، فعين به فقهاء لتدريس المذهب السني والأحاديث النبوية وعنى بتجديده وتوسعته وصيانته فعد ذلك العصر الذهبي للأزهر، كما أظهر الحكام والأعيان في العصور التالية اهتماماً ملحوظاً بترميمه وصيانته وأوقفت عليه أوقافاً كثيرة.
في عهد الملك فؤاد الأول صدر القانون رقم 46 لسنة 1930 للأزهر والذي بموجبه أنشأت كليات أصول الدين والشريعة واللغة والعربية لاحقاً سنة 1933، وأصبح للأزهر رسميًا جامعة مستقلة في عام 1961. وقد اعتبرت جامعة الأزهر الأولى في العالم الإسلامي لدراسة المذهب السني والشريعة الإسلامية. ولا يزال الأزهر حتى اليوم منارة لنشر وسطية الإسلام ومؤسسة لها تأثير عميق في المجتمع المصري ورمزاً من رموز مصر الإسلامية.:122:ج1ص47:63

## التسمية

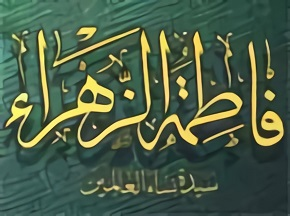

تأسست مدينة القاهرة على يد جوهر الصقلي، وهو قائد فاطمي رومي من أصل يوناني من جزيرة صقلية، وأطلق عليها اسم المنصورية، وأُعِدَّت المنصورية لتكون مقراً للخلافة الفاطمية المتواجدة في تونس، وقد استخدم المسجد لأول مرة في عام 972، وسُمّي في البداية بجامع المنصورية، وقد كانت تسمية المسجد باسم المدينة التي يتواجد بها ممارسة شائعة في ذلك الوقت، ومع دخول الخليفة المعز لدين الله لمصر قام بتسمية المدينة بالقاهرة، وهكذا أصبح اسم المسجد جامع قاهرة، حسب أول نسخة من المصادر العربية التاريخية.
اكتسب المسجد اسمه الحالي، الأزهر، في وقت ما بين الخليفة المعز، ونهاية عهد الخليفة الفاطمي الثاني في مصر العزيز بالله، والأزهر معناه المشرق وهو صيغة المذكر لكلمة الزهراء، والزَّهْرَاءُ لقبُ السيدة فاطمة بنتِ الرسول محمد، زوجة الخليفة علي بن أبي طالب، وقد ادعى المعز وأئمة الدولة الفاطمية أنهم من سلفهم؛ وهي النظرية الوحيدة المتداولة عن سبب تسمية الأزهر بهذا الاسم، ومع ذلك، لم تُؤَكَّد هذه النظرية في أي مصدر عربي، وقد استُحْسِن دعمها كلياً، وقد نفتها مصادر غربية في وقت لاحق.
يُقدم آخرون نظرية بديلة تتمثل في أن اسم المسجد اشتق من الأسماء التي قدمها الخلفاء الفاطميين إلى قصورهم القريبة من المسجد، فقد أطلقوا على قصورهم القصور الزاهرة تيمنًا بالحدائق الملكية بها التي اختيرت من قبل العزيز بالله، وبعد أن انتُهِىَ من القصور؛ غُيِّر اسم المسجد من جامع القاهرة إلى الأزهر. أما اشتقاق كلمة جامع من جذر الكلمة العربية الجامعة، وتعني «الجمع»، ويتم استخدام الكلمة للتعبير عن المساجد التي تجمع الكثير من الناس.

## التاريخ

### في عصر الدولة الفاطمية (التأسيس)

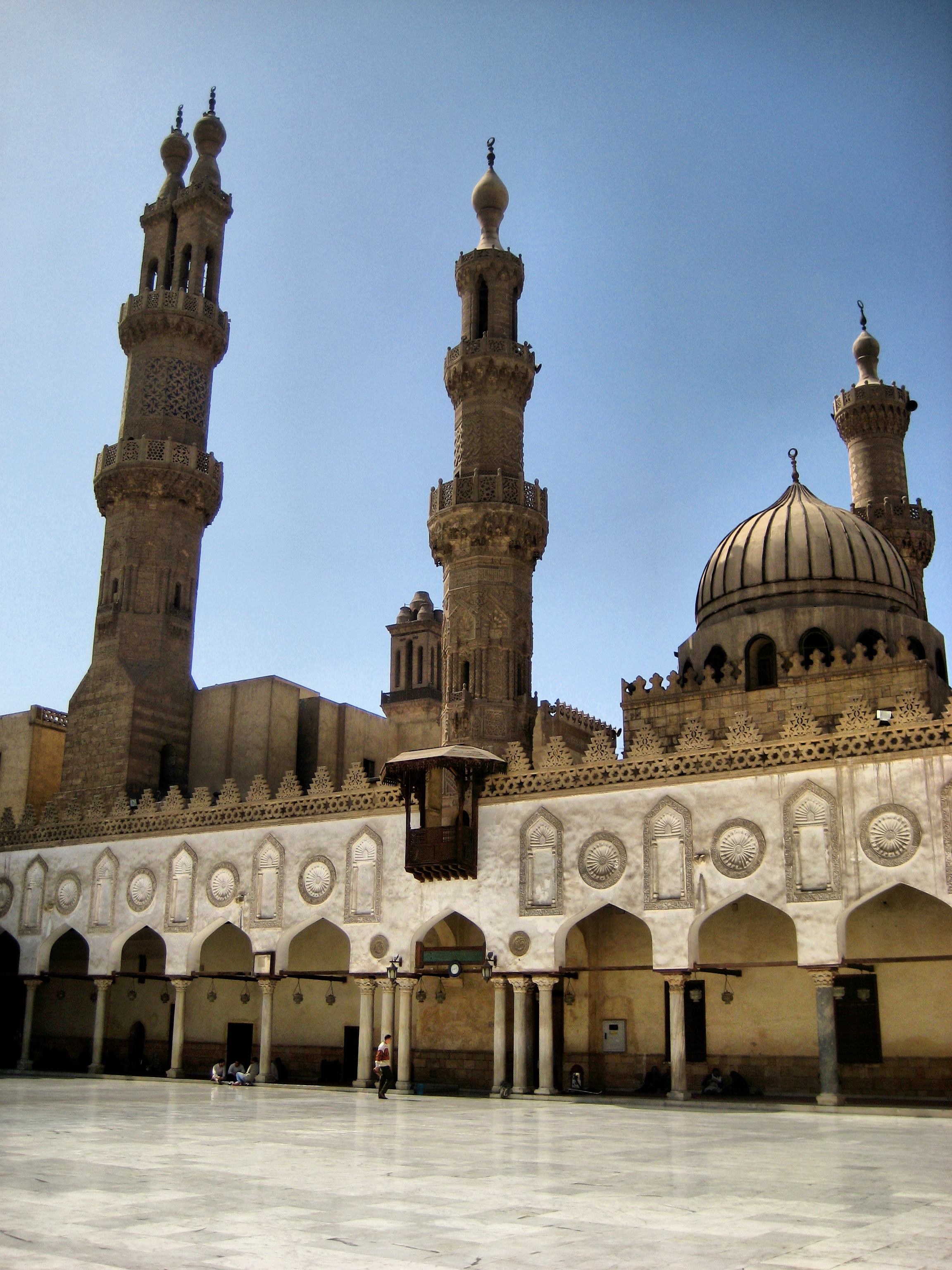
صورة لفِناء المسجد

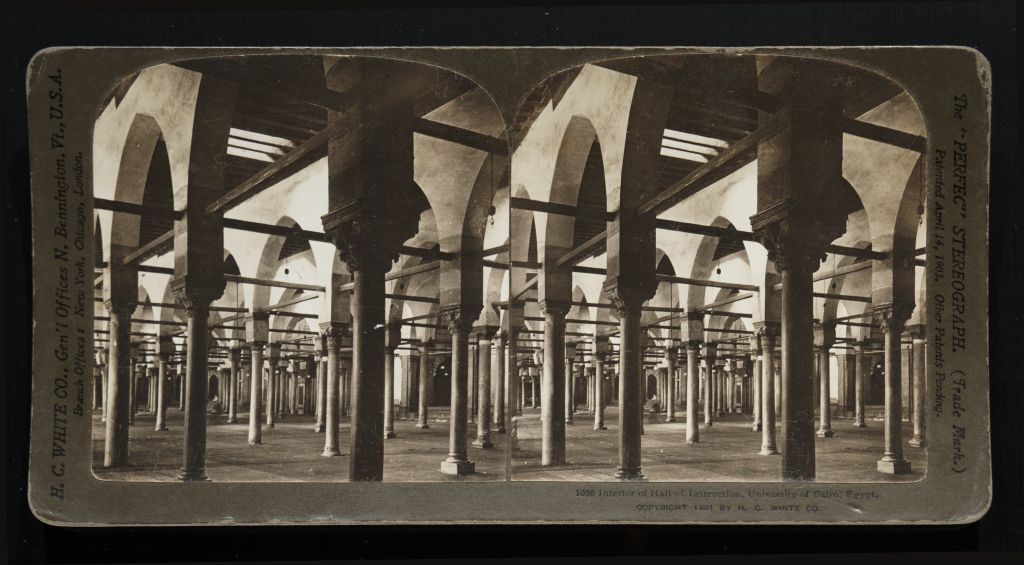
أروقة الأزهر 1901م

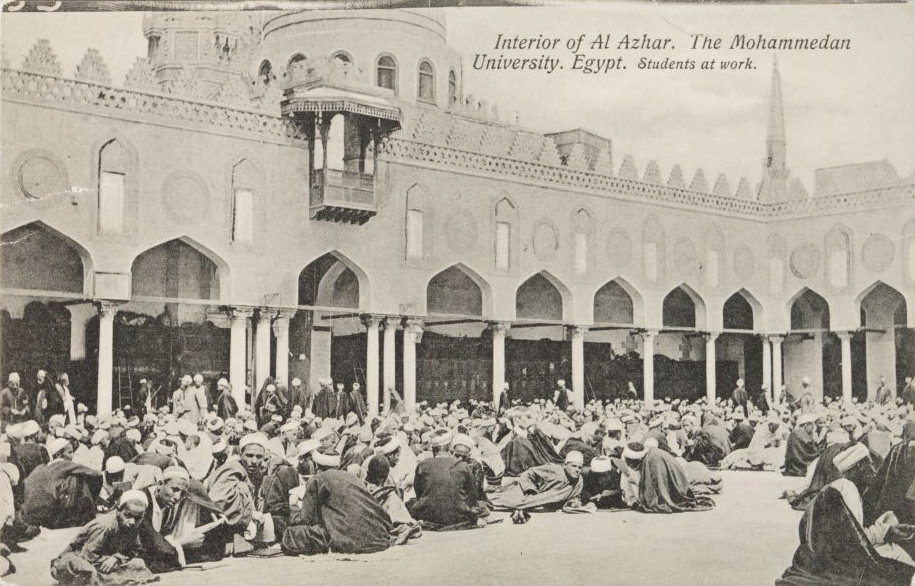
طلبة الأزهر قديما

في عهد الخليفة الفاطمي المعز لدين الله الإمام الإسماعيلي الرابع، قامت الجيوش الفاطمية بغزو مصر تحت قيادة جوهر الصقلي، والذي نجح في انتزاعها من سلالة الإخشيديين، وبأمر من الخليفة، أشرف جوهر على بناء المركز الملكي «للخلافة الفاطمية» وجيشها، وقد بنى الأزهر كقاعدة لنشر مذهب الشيعة الإسماعيلية، والذي يقع بالقرب من مدينة الفسطاط السنية، وقد أصبحت القاهرة مركزاً للطائفة الإسماعيلية الشيعية، ومقر حكم الدولة الفاطمية. وعلى ذلك أمر جوهر ببدء بناء مسجد كبير للمدينة الجديدة، وقد بدأ العمل في إنشائه سنة 970، وأتم في سنة 972، فعقدت أول صلاة جمعة فيه في 22 يونيو 972 خلال شهر رمضان.
سرعان ما أصبح الأزهر مركزًا للتعليم، وتخرج منه التصريحات الرسمية وتُعقد به جلسات المحاكم، وأصبحت التعاليم الباطنية الخاصة بالمذهب الإسماعيلي - والتي كانت تعاليم سرية لفترة طويلة - متاحة لعامة الناس في الأزهر، وقد عين المعز القاضي النعمان بن محمد القاضي، مسؤولاً عن تدريس المذهب الإسماعيلي، وكانت بعض الفصول تُدرَّس في قصر الخليفة، وكذلك في الأزهر، مع دورات منفصلة للنساء، وخلال عيد الفطر عام 973، رُسِّمَ المسجد مسجدًا رسميًّا لصلاة الجماعة في القاهرة بأمر من الخليفة المعز وابنه عندما أصبح بدوره الخليفة، وجعلوا خطبة الجمعة خلال شهر رمضان في الأزهر.
كما جعل يعقوب بن كلس - الفقيه والوزير الرسمي الأول للفاطميين - من الأزهر مركزًا رئيسيًا لتعليم القانون الإسلامي في عام 988، وفي السنة التالية، وُظِّفَ 45 عالمًا لإعطاء الدروس، ليتحول الأزهر إلى جامعة رائدة في العالم الإسلامي.
وُسِّع المسجد أثناء حكم الخليفة العزيز (975–996). ووفقا للمفضل فإن العزيز أمر بترميم أجزاء من المسجد كانت قد تصدعت، واستكمل الخليفة الفاطمي التالي الحاكم بأمر الله ترميم المسجد ووفَّر بابًا خشبيًا جديدًا في عام 1010. ومع ذلك، شهد عهد الحاكم تشييد مسجده الذي سمي باسمه تيمنا به، ويعد تشييد مسجد الحاكم فقد الأزهر مركزه كمسجد صلاة الجماعة الأولى في القاهرة. وفي أيار/مايو 1009 أصبح مسجد الحاكم بأمر الله المكان الوحيد لخطب الخليفة وخطبة الجمعة. وبعد عهد الحاكم استعاد الأزهر مكانه في عهد المستنصر، وقد نُفِّذَت إضافات وتجديدات على المسجد، كما أضيفت الكثير من التجديدات في عهد الخلفاء الفاطميين الذين أتوا من بعده.
أُنشِئت مكتبةٌ ضخمةٌ تابعةٌ للجامع الأزهر وهبها الخليفة الفاطمي في 1005 الآلاف من المخطوطات التي أعطت قيمة بليغة للمكتبة، وكان ذلك ضمن محاولة الفاطميين بشتى الجهود نشر ممارسة المذهب الإسماعيلي بين الناس، ولكن لم تنجح جهودهم، فالكثير من هذه المخطوطات فُرِقَّت في الفوضى التي تلت سقوط «الدولة الفاطمية»، وأصبح الأزهر فيما بعد مؤسسة سنية كبيرة.

### في عصر الدولة الأيوبية
كان صلاح الدين الأيوبي الذي أطاح بالفاطميين عام 1171 معادياً لمبادئ التعاليم الشيعية التي رُوِّجَت في الأزهر أثناء الخلافة الفاطمية، لذلك أُهِمَل المسجد خلال حكم السلالة الأيوبية لمصر، وحظر صدر الدين بن درباس الصلاة فيه، وهو قاضٍ عين من قبل صلاح الدين الأيوبي، والسبب في هذا المرسوم قد يكون بسبب الفقه الشافعي الذي يرى بعدم جواز خطبتين في بلد واحد، وقد يكون بسبب عدم الثقة في الجامع باعتباره مؤسسة شيعية، وأصبح مسجد الحاكم بأمر الله وهو المسجد الذي تُجرى فيه صلاة الجماعة وخطبة الجمعة في القاهرة.
بالإضافة إلى تجريد الأزهر من مركزه كمسجد صلاة الجماعة، أمر صلاح الدين الأيوبي أيضاً بإزالة شريط فضة أدرجت فيه أسماء الخلفاء الفاطميين عليه من محراب المسجد. كذلك أمر بإزالة شرائط فضية مماثلة من المساجد الأخرى بلغت قيمتها 5000 درهم. لم يتجاهل صلاح الدين الأيوبي تماماً صيانة المسجد، ووفقا للمفضل فإن إحدى مآذن المسجد رممت خلال حكم صلاح الدين.
كما أفل نجم الأزهر كمركز للتعليم الديني،  فسُحِبَ تمويل الطلاب، ولم تعد دروس الفقه تعقد في المسجد، واضطر الأساتذة الذين ذاع صيتهم في عهد الفاطميين إلى البحث عن وسائل أخرى لكسب عيشهم. كما تعرضت مكتبة المسجد الضخمة للإهمال، ودمرت مخطوطات التعاليم الفاطمية التي كانت تُدرَّس في الأزهر. ومع ذلك ظل الأزهر مكاناً لتعليم بعض العلوم الأخرى طوال تلك الفترة، فبينما تم إيقاف فصول الدراسة الرسمية في الجامع، إلا أنه استمرت الدروس الخاصة لتعليم اللغة العربية، وتذكر بعض المصادر أن البغدادي درَّس عددًَا من المواضيع مثل القانون والطب في الأزهر، وقد أمر صلاح الدين بأن يُدفع له راتبًا قُدر بـ 30 دينار، ثم ارتفع إلى 100 دينار من خلفاء صلاح الدين الأيوبي، على الجانب الآخر شجع الأيوبيون تدريس الفقه السني في المدارس المعانة، التي بنيت في جميع أنحاء القاهرة،  وأنشئت المؤسسات التعليمية من قبل الحكام السنيين كوسيلة لمكافحة ما يعتبرونه هرطقة تعاليم «الشيعة»، وقد كانت هذه الكليات تتراوح في حجمها وتركز على تعليم المذهب السني، وكان لها منهجًا ثابتًا وموحدًا شمل دورات خارج مواضيع دينية محضة، مثل البلاغة، والرياضيات، والعلوم، وقد بُنيت 26 مدرسة سنية في مصر فقط خلال عهد صلاح الدين والحكام الأيوبيين الذين أتوا من بعده، منها المدرسة الصالحية.
اعتمد الأزهر في نهاية المطاف الإصلاحات التعليمية التي فرضها صلاح الدين، وتحسنت حظوظه في عهد المماليك، الذين أعادوا رواتب الطلاب ورواتب الشيوخ.

### في عصر الدولة المملوكية
أعيد إقامة الصلاة في الأزهر أثناء حكم المماليك بأمر من السلطان بيبرس في 1266، ومع التوسع السريع في القاهرة، والحاجة إلى دور المسجد، قام السلطان بيبرس بتجاهل تاريخ الأزهر كمؤسسة لنشر المذهب الشيعي الإسماعيلي، وأمر بعودة رواتب الطلاب والمعلمين، فضلا عن بداية العمل لإصلاح المسجد، الذي أهمل منذ ما يقرب من 100 سنة. ووفقا للمفضل، فإن الأمير عز الدين أيدامور الهيلي بنى منزله بجوار المسجد، لمراقبة أعمال الإصلاح. وقد ذكر تقي الدين المقريزي أن الأمير أصلح الجدران والسقف، ووفَّر الحصير الجديد. وألقيت الخطبة الأولى منذ عهد الخليفة الفاطمي الحاكم في 16 كانون الثاني/يناير 1266، وقد ألقيت الخطبة على منبر جديد انتهى تجهيزه قبل الخطبة بخمسة أيام.

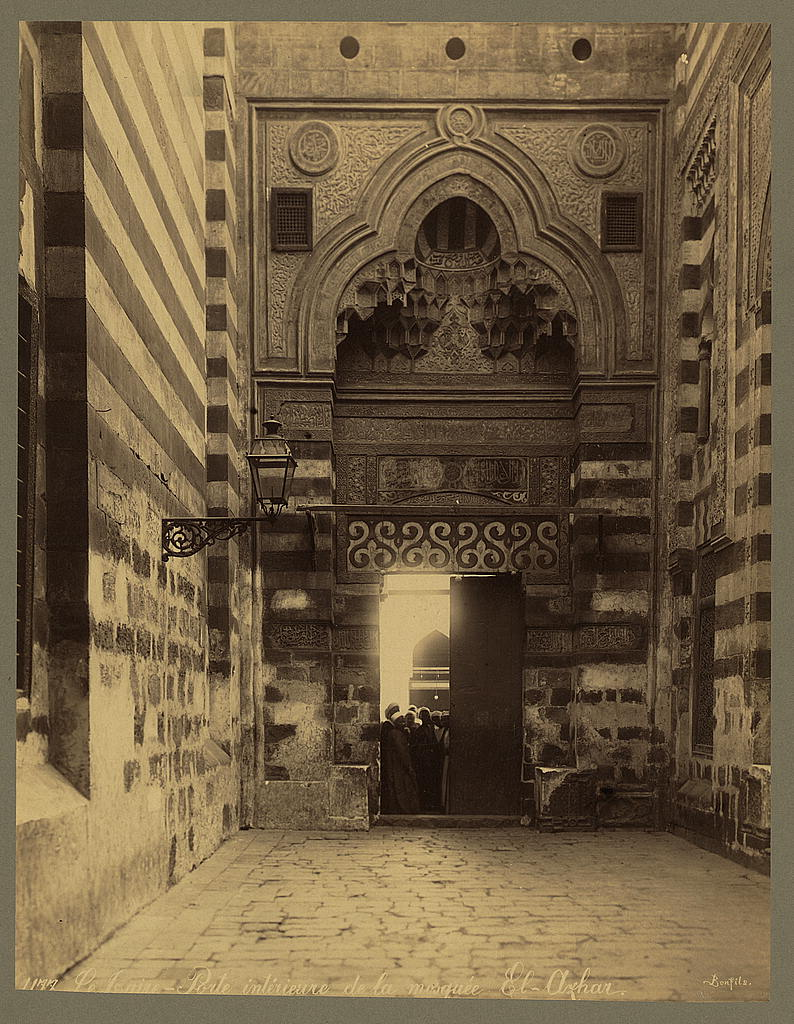
بوابة السلطان قايتباي، التي بُنيت في أواخر القرن الخامس عشر (الصورة من عام 1867)

في عام 1302 تسبب زلزال بأضرار كبيرة للأزهر وعدد من المساجد الأخرى في جميع أنحاء مصر. وتم تقسيم مسؤولية إعادة الإعمار بين أمراء السلطنة وكان المكلف بترميم الأزهر هو الأمير سالار، ليتولى بذلك أول أعمال إصلاح منذ عهد بيبرس، وبعد سبع سنوات تم بناء المدرسة الأقبغاوية على طول الجدار الذي يقع في الشمال الغربي من المسجد، وتمت إزالة أجزاء من جدار المسجد لاستيعاب المبنى الجديد، وبدأت أشغال بناء مدرسة أخرى، سميت بالمدرسة الطيبرسية في 1332-1333. وقد اكتمل هذا المبنى في 1339-1340، وبنى أيضا هيكل للمسجد، ونافورة للوضوء. وبنيت كل المدارس والمباني المكملة للأزهر، بمداخل وقاعات صلاة منفصلة.
على الرغم من أن المسجد قد استعاد مكانته في عهد المماليك، إلا أن أعمال التصليح والتوسعة، نفذت بأوامر من هم في مواقع أقل من السلطان، وقد تغير هذا في ظل حكم الظاهر برقوق، أول المماليك الشركس، الذي أولى المسجد رعايته المباشرة، وخلال أواخر حكم المماليك أدخلت تحسينات وإضافات من قبل السلطانين قايتباي وقنصوه الغوري، فأشرف كل منهما على العديد من الإصلاحات وبناء المآذن. وقد كانت هناك ممارسة شائعة بين سلاطين المماليك لبناء المآذن، ويُنظر إليها على أنها رمز القوة والطريقة الأكثر فعالية في تدعيم صورة مدينة القاهرة، وتمنى كل سلطان أن تكون له لمسة مرموقة في الأزهر.
على الرغم من أن مسجد الأزهر كان جامعة رائدة في العالم الإسلامي واستعاد الرعاية الملكية، إلا أنه لم يتفوق على المدارس الأخرى، كمكان مفضل للتعليم بين النخبة في القاهرة. واستمرت سمعة الأزهر بوصفه مكانًا مستقلًا للتعليم، في حين أن المدارس الدينية التي تم بنائها خلال حكم صلاح الدين الأيوبي كانت مندمجة تماما في النظام التعليمي للدولة. واستمر الأزهر في جذب الطلاب من مناطق أخرى في مصر والشرق الأوسط، وتجاوز أعداد الطلاب به أعداد الذين يحضرون المدارس الدينية الأخرى، وجرت دراسة فروع الشريعة الإسلامية بمتوسط مدة دراسة ست سنوات. في القرن الرابع عشر حقق الأزهر مكانة بارزة باعتباره مركز لدراسات الشريعة والفقه واللغة العربية، وأصبح قبلة الأنظار للطلاب من جميع أنحاء العالم الإسلامي. حتى بلغ عدد من درسوا به حوالي ثلث علماء المسلمين في مصر.

### في عصر الدولة العثمانية

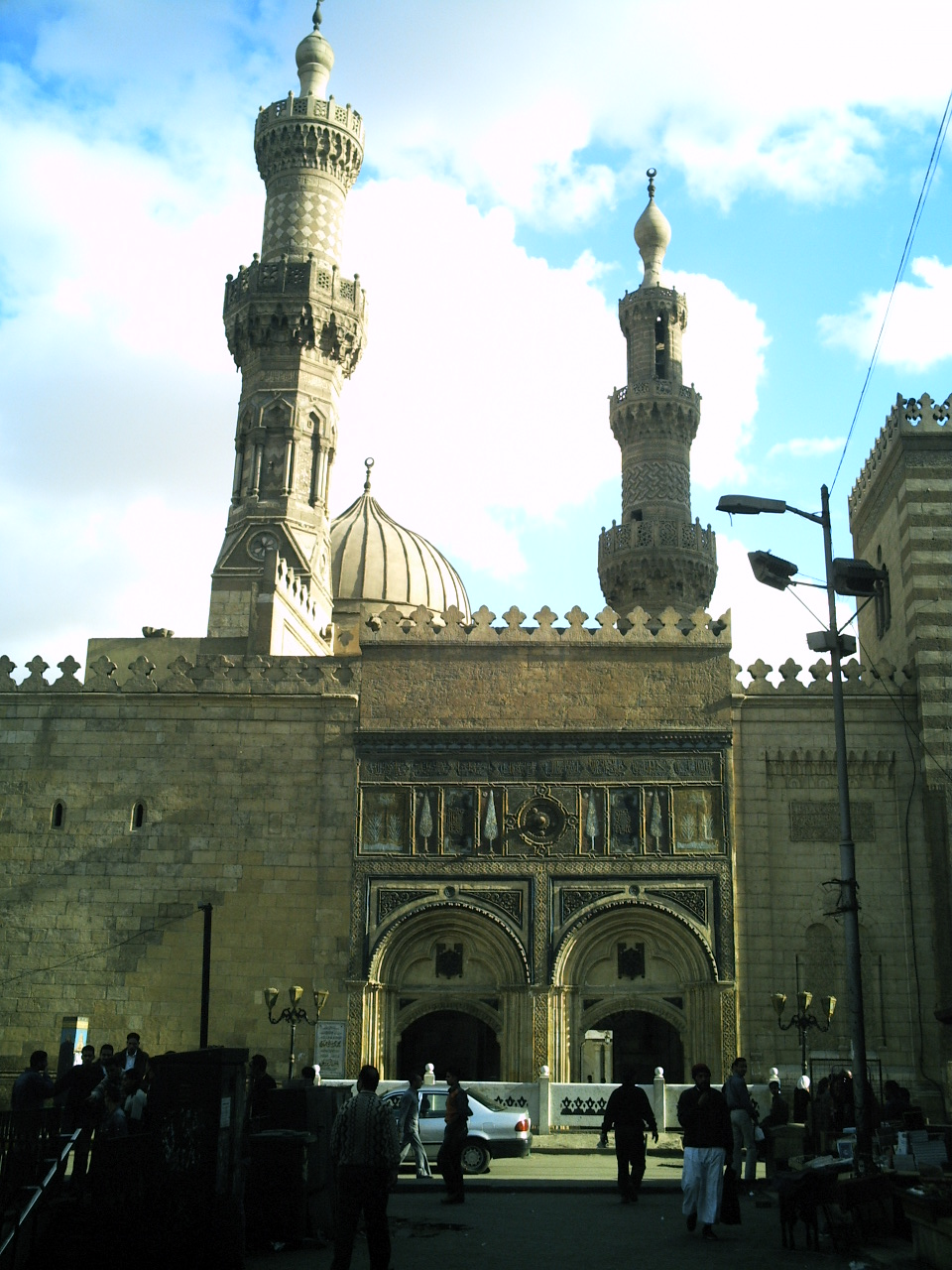
باب المزينين.

خلال بداية عهد الخلافة العثمانية سنة 1517 أظهر الأتراك احتراماً كبيراً للمسجد وكُليته، على الرغم من توقف الرعاية الملكية المباشرة له، فقد حضر السلطان سليم الأول بعد دخوله إلى مصر صلاة الجمعة في الجامع الأزهر، وذلك خلال الأسبوع الأخير له في مصر، كذلك كان يحضر الأمراء العثمانيين بانتظام لصلاة الجمعة في الأزهر، ولقد وفَّر العثمانيون رواتب للطلاب والمعلمين؛ لكن نادرًا ما يتم القيام بأي تطويرات أو توسيعات بالمسجد خلال العهد العثماني، على عكس عهد المماليك التي أُجريت فيه الكثير من التوسعات والإضافات.
ظل للمماليك تأثير خاص في المجتمع المصري على الرغم من هزيمتهم على يد سليم الأول والعثمانيين في عام 1517، فأصبحوا بايات وولاة في الدولة العثمانية، بدلا من أمراء وأصحاب دولة وإمبراطورية. ويعتبر خاير بك أول حاكم لمصر في عهد سليم الأول بعد يونس باشا، وهو أمير مملوكي انشق إلى العثمانيين خلال معركة مرج دابق، وعلى الرغم من أن المماليك قاموا بثورات متعددة لإعادة دولة المماليك، بما في ذلك ثورتان في عام 1523، فلم يقم العثمانيون بالإبادة الكاملة للمماليك على في مصر.
وقد عانى المماليك من خسائر – اقتصادية وعسكرية على حد سواء – في أعقاب انتصار العثمانيين، وهذا ينعكس في عدم وجود المساعدات المالية المقدمة إلى الأزهر في أول مئة عام من الحكم العثماني. وفي القرن الثامن عشر استطاع نخبة من المماليك استعادة الكثير من نفوذهم، وقامو بتجديدات عديدة في جميع أنحاء القاهرة والأزهر.
وقد قام القازدوغلي بك المملوكي بالعديد من الإضافات والتجديدات في بداية القرن 18. وتحت إدارته أُضِيف رواق للطلاب المكفوفين في سنة 1735. وقام أيضا بإعادة بناء أروقة تركية وسورية، وكلاهما قد بنيت في الأصل في عهد قايتباي.
ثم أجريت توسعات كبيرة على يد عبد الرحمن كتخدا، وقد عين كتخدا (رئيسا للإنكشارية) في 1749، وشرع في عدة مشاريع في جميع أنحاء القاهرة والأزهر. وتحت إدارته بُنِيَت ثلاث بوابات جديدة للجامع: باب المزينين (بوابة الحلاقين)، وقد سُمِّى بذلك لأنه يخرج منه الطلاب لحلق رؤوسهم، الذي أصبح في نهاية المطاف المدخل الرئيسي للمسجد؛ وباب الصعايدة، ومخصص لدخول أهل صعيد مصر، وفي وقت لاحق أنشئ باب الشربة، والشربة هي حساء الأرز وهي من الأكلات التي غالباً يتم تقديمها إلى الطلاب، وأضيفت قاعة للصلاة في جنوب المُصلى الأصلي، وضوعفت أيضا حجم المساحة المتاحة للصلاة. وقام كتخدا أيضا بتجديد أو إعادة بناء العديد من الأروقة التي تحيط بالمسجد. ودفن كتخدا في الأزهر في عام 1776، وأصبح كتخدا الشخص الأول (والأخير) الذي يدفن داخل المسجد منذ نفيسة البكرية التي توفيت حوالي عام 1588.
خلال العهد العثماني استعاد الأزهر مركزه كأكبر مؤسسة تعليمية في مصر، متجاوز المدارس الدينية التي أسسها صلاح الدين الأيوبي، وتوسع الأزهر بشكل كبير بجهود المماليك. وبنهاية القرن الثامن عشر، أصبح الأزهر مرتبطًا ارتباطًا وثيقا بعلماء مصر، وقد كان للعلماء القدرة على التأثير على الحكومة بصفة رسمية، وتم تعيين عدة شيوخ في المجالس الاستشارية التي تقدم التقارير إلى الباشا، هذه الفترة شهدت إدراج دورات تعليمية أكثر لتُدرَّس في الأزهر، مع العلم والمنطق ضُمَّت الفلسفة في المناهج الدراسية. وخلال هذه الفترة، شهد الأزهر أول شيخ للأزهر ليس من المذهب المالكي وهو عبد الله الشبراوي الشافعي المذهب، ولم يعد منصب شيخ الأزهر من المالكية حتى عام 1899 عندما أصبح سليم البشري شيخًا للأزهر.
كان الأزهر أيضا بمثابة نقطة محورية للاحتجاجات ضد الولاة أثناء الحكم العثماني لمصر، سواء كانت الاحتجاجات داخل أوساط العلماء أو داخل أوساط الطلبة أو من عامة الناس. وقد كانت الاحتجاجات الطلابية التي عقدت في الأزهر شائعة بين عامة الناس، وأغلقت المحلات التجارية في محيط المسجد تضامنا مع الطلاب، كما كان أيضا العلماء في بعض الأحيان قادرين على تحدي الحكومة.
ما بين 1730–1731، قام آغاوات الدولة العثمانية بمضايقة السكان المقيمين بالقرب من الأزهر أثناء ملاحقة بعض الهاربين، وأغلقت البوابات في الأزهر احتجاجا على ذلك، وأمر الحاكم العثماني الآغاوات الامتناع عن الذهاب قرب الأزهر، خوفاً من قيام انتفاضة كبرى، وقد حدث اضطراب آخر في عام 1791 تسبب فيه مضايقات الوالي قرب مسجد الإمام الحسين، ثم ذهب إلى الأزهر لتبرير موقفه. وقد أقيل الوالي بعد ذلك من منصبه.

### الحملة الفرنسية
غزا نابليون مصر في يوليو 1798، فوصل إلى الإسكندرية يوم 2 يوليو ودخل القاهرة يوم 22 يوليو، وفي محاولة لاسترضاء السكان المصريين والإمبراطورية العثمانية، ألقى نابليون خطابا في الإسكندرية والذي أعلن فيه عن مدى احترامه للإسلام والسلطان:
وفي 25 يوليو أنشأ نابليون ديوان يتكون من تسعة شيوخ الأزهر، وكلفهم بإدارة القاهرة، وهي أول هيئة رسمية من المصريين منذ بداية الحكم العثماني، وشكل أول مجلس في الإسكندرية، وشمل لاحقا جميع أنحاء مصر الخاضعة للاحتلال الفرنسي، وقد سعى نابليون أيضا لفتوى من أئمة الأزهر، التي من شأنها تنص بجواز الولاء لنابليون بموجب الشريعة الإسلامية، لكن من غير جدوى.
وباءت جهود نابليون للهيمنة على المصريين والعثمانيين بالفشل؛ فقد أعلنت الإمبراطورية العثمانية الحرب في 9 سبتمبر 1798، وبدأت ثورة ضد القوات الفرنسية من الأزهر في 21 أكتوبر 1798، وقام المصريون المسلحون بالحجارة والرماح فقط بأعمال بطولية ضد جيش نابليون الجرار، وفي صباح اليوم التالي اجتمع الديوان مع نابليون في محاولة للتوصل إلى نهاية سلمية للأعمال العدائية، وقد غضب نابليون في البداية، لكنه وافق لمحاولة التوصل إلى حل سلمي، وطلب من شيوخ الديوان تنظيم محادثات مع الثوار، وقد اعتبر الثوار هذه الخطوة تدل على ضعف الفرنسيين ورفضوها، وعلى إثر هذا أمر نابليون بإطلاق النار على المدينة من قلعة القاهرة، وتصويب النار على الأزهر مباشرة. وخلال التمرد قتل حوالي ثلاثمائة جندي فرنسي، وأُصيب 3,000 مصري، وقتل ستة من علماء الأزهر بعد أن حُكم بالإعدام عليهم، وقد ألقت القوات الفرنسية القبض على كل مصري شارك في المظاهرات ووضع في السجن، وإذا وجدوا عنده سلاح قُطع رأسه، وقد دنست القوات الفرنسية المسجد عمدًا، ومشوا فيه بأحذيتهم والبنادق المعروضة. وقامت القوات بربط خيولها في المحراب ونهب أرباع الطلاب والمكتبات، ورموا نسخًا من القرآن على الأرض. ثم حاول قادة الثورة التفاوض على التسوية مع نابليون، ورُفِضَ طلبهم.
وفقد نابليون احترام وإعجاب المصريين بعد قيام الثورة، بعد أن كان يحظى باحترام كبير في مصر، وبعد أن لُقِّب بـ السلطان العظيم بين الناس في القاهرة، وفي مارس 1800، اُغتيل الجنرال الفرنسي جان بابتيست كليبر على يد سليمان الحلبي، وهو طالب في الأزهر. وبعد عملية الاغتيال، أمر نابليون بإغلاق المسجد، وظلت أبوابه مغلقة حتى وصول المساعدات العثمانية والبريطانية في أغسطس 1801، وقد فقد المسجد الكثير من محتوياته بغزو نابليون.
استفاد الأزهر كثيرًا من ابتكار آلة الطباعة الحديثة، التي أضافت بدورها بُعْدًا آخر في مجال التعليم، وقد تحولت المناهج الدراسية من محاضرات عن طريق الفم وتحفيظ للدرس بالنص إلى محاضرات مطبوعة، ولقد اكتسب مطبعة خاصة به في عام 1930.
بعد انسحاب الفرنسيين، شجع محمد على باشا على إدخال التعليم غير الديني في الأزهر مثل دراسة التاريخ والرياضيات والعلوم الحديثة، وقد اعتُمِد على المناهج الدراسية التي كانت تلقى قبل عام 1872، تحت إشراف جمال الدين الأفغاني، كما أضيفت الفلسفة الأوروبية لمناهج الدراسة.

### محمد علي والاحتلال البريطاني
بعد انسحاب الفرنسيين، قام الوالي محمد علي بتعيين نفسه خديويًّا (أميرًا) على مصر، وسعى لتوطيد سيطرته على مصر الحديثة التي أسسها، ولتحقيق هذه الغاية فقد اتخذ عددا من الخطوات للحد، والقضاء على قدرة علماء الأزهر للتأثير على الحكومة. وفرض ضرائب على أراضي رزقة (وهي أراضٍ تابعة للمساجد) والمدارس الدينية، كما قام أيضا بأخذ جزء كبير من مداخيل الأزهر،  وفي يونيو 1809، أمر بمصادرة جميع أراضي رزقة وضمها إلى أملاك الدولة في خطوة أثارت غضبًا واسعًا بين العلماء، ونتيجة لذلك، قام عمر مكرم بثورة في يوليو 1809، وقد فشلت الثورة ونفي مكرم، حليف العلماء، إلى دمياط.
سعى محمد علي أيضا إلى الحد من نفوذ شيوخ الأزهر بتوزيع المناصب داخل الحكومة لأولئك الذين تلقوا تعليمهم خارج الأزهر. وبعث الطلاب إلى فرنسا تحديدًا، لينشئوا تحت نظام تعليمي غربي، وقام بإنشاء نظام تعليمي يستند إلى هذا النموذج وموازيًا إليه، وهكذا تجاوز نظام الأزهر.
واستهلت مشاريع الأشغال العامة الرئيسية تحت حكم إسماعيل باشا، حفيد محمد علي، بهدف تحويل مدينة القاهرة إلى الطراز الأوروبي، في البداية كانت هذه المشاريع ممولة من مصنع القطن، لكنه استدان ديون ضخمة من البريطانيين، وأصبحت تلك الديون ذريعة لبريطانيا باحتلال مصر عام 1882، بعد إجبار إسماعيل باشا على دفعها في عام 1879.
كما شهد عهد إسماعيل باشا أيضا عودة الرعاية الملكية السامية إلى الأزهر، واستعاد إسماعيل باب الصعايدة (بني لأول مرة في عهد كتخدا) والمدرسة الأقبغاوية، كما واصل توفيق باشا بن إسماعيل - الذي أصبح بدوره الخديوي بعد أن أطاح بوالده نتيجة للضغط البريطاني - استعادة المسجد، وقام توفيق بتجديد قاعة الصلاة التي أضيفت في عهد كتخدا، بمحاذاة الواجهة الجنوبية الشرقية من القاعة والشارع الذي يقع وراءها، وإعادة تشكيل عدة مناطق أخرى من المسجد. ونجح ابن توفيق، عباس الثاني خديوي مصر والسودان في عام 1892، بإعادة هيكلة الواجهة الرئيسية للمسجد وبنى الرواق الجديد واستمرت التجديدات التي كتبها جده إسماعيل. وتحت حكمه، واستعيدت لجنة حفظ الآثار الفنية العربية (شكلت في البداية تحت الاحتلال الفرنسي)، وأيضا استعاد الصحن الفاطمي الأصلي.
كما استمرت مجموعة كبيرة من الإصلاحات التي بدأت في ظل حكم إسماعيل باشا في ظل الاحتلال البريطاني، ومع قدوم شيخ الأزهر محمد المهدي العباسي، وضعت مجموعة من الإصلاحات تهدف إلى تشكيل هئية تدريس هيكل تعليمي لتوحيد امتحانات الطلاب في عام 1872، وقد بذل الجهد لتحديث النظام التعليمي تحت إدارة حلمي خلال الاحتلال البريطاني، وجُمِعَت مخطوطات المسجد في مكتبة مركزية، وحُسِّنَت أيضا المرافق الصحية للطلاب، ووضع نظام للامتحانات. وفي عام 1885، وضعت كليات أخرى في مصر مباشرة تحت إدارة الجامع الأزهر.
وخلال فترة سعد زغلول كوزير للتعليم، قبل أن ينتقل إلى قيادة الثورة المصرية عام 1919، بُذلت جهود أخرى لتعديل السياسة التعليمية للأزهر، وأيده التيار المحافظ في سياسته، في حين لقي سعد زغلول معارضة تيارات أخرى مثل جماعة الإخوان المسلمون التي تأسست عام 1928، وقد جذبت المدرسة طلاب من جميع أنحاء العالم، بما في ذلك طلاب من جنوب شرق آسيا وخاصة إندونيسيا.
في عهد الملك فؤاد الأول، صدر قانونان من شأنهما تنظيم الهيكل التعليمي للأزهر. وأول هذه القوانين، في عام 1930، وينص على تقسيم المدرسة إلى ثلاثة أقسام: اللغة العربية، الشريعة، وأصول الدين، وأن يقع كل قسم في مبنى خارج المسجد في جميع أنحاء القاهرة، ويُمتحن الطلاب امتحانًا رسميًا لكسب شهادة في واحدة من هذه المجالات الثلاثة من الدراسة، وبعد ست سنوات، صدر القانون الثاني الذي نقل المكتب الرئيسي للمدرسة لمبنى شُيِّد حديثًا موازيًا لشارع المسجد، وأضيفت هياكل إضافية في وقت لاحق لاستكمال إدارات المباني الثلاثة.
كما بدأت الأفكار التي ينادي بها العديد من الإصلاحيين تزداد في مدخل القرن العشرين، أمثال محمد عبده ومحمد الأحمدي الظواهري وغيرهم من المفكرين، وأخذت هذه الأفكار تترسخ في الأزهر، وفي عام 1928 عُيِّن محمد مصطفى المراغي شيخًا للأزهر وهو من أتباع محمد عبده. وقد عارضت الغالبية العظمى من العلماء تعيينه، وبدأت إدارة المراغي وخلفائه سلسلة من الإصلاحات والتحديثات التي طرأت على المسجد وجامعته، وتوسيع المناهج التعليمية خارج إطار الموضوعات التقليدية. وقد كره الملك فؤاد المراغي، وقام باستبداله بعد سنة واحدة من تعيينه وعين الظواهري مكانه، ولكن المراغي عاد إلى منصب شيخًا للأزهر في عام 1935، وظل بمركزه حتى وفاته في عام 1945. وتحت قيادته وُسِّعَت مناهج الأزهر لتشمل لغات غير العربية والعلوم الحديثة.

### الأزهر وثورة يوليو
في أعقاب الثورة المصرية عام 1952، التي قامت بها حركة الضباط الأحرار بقيادة محمد نجيب وجمال عبد الناصر، والتي أدت إلى سقوط النظام الملكي المصري، خلال هذه الفترة تمت مراحل فصل الجامعة عن المسجد. وقد تم ضم الكثير من الممتلكات التي تحيط بالمسجد وهدمها لتوفير مساحة للحرم الحديث، وفي عام 1955، لم يعد المسجد بمثابة مدرسة، وتم إنشاء كليات رسمية للجامعة في عام 1961، وفي عام 1961 صدر قانون ينص على فصل الأدوار المزدوجة للمؤسسة التعليمية والمؤسسة الدينية التي لقيت آذانا صاغية في جميع أنحاء العالم الإسلامي، ونص القانون على إنشاء كليات غير دينية داخل الأزهر، مثل كليات الطب والهندسة، والاقتصاد، وتعزيز الجهود في التحديث للمرة الأولى بعد الاحتلال الفرنسي، وقد أدت إصلاحات المناهج إلى نمو هائل في عدد الطلاب المصريين الذين حضروا إلى المدارس، وعلى وجه الخصوص الشباب الذين يحضرون المدارس الابتدائية والمدارس الثانوية داخل منظومة الأزهر، وبحسب إحصائيات عدد الطلبة الذين حضروا إلى مدارس الأزهر الابتدائية والمدارس الثانوية ارتفع من أقل 90,000 طالب في عام 1970 إلى 300,000 طالب في أوائل الثمانينات، ثم إلى ما يقرب من مليون طالب في أوائل التسعينات، وتجاوز 1.3 مليون طالب في عام 2001.

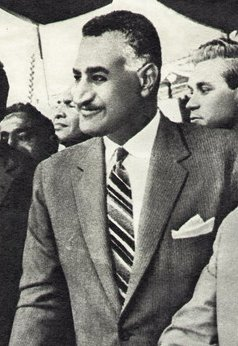
جمال عبد الناصر.

وقد واصل جمال عبد الناصر خلال فترة توليه منصب رئيس الوزراء، ثم الرئيس، جهوده المبذولة للحد من سلطة علماء الأزهر وإلى استخدام نفوذهم لمصلحته، وفي عام 1952 أُمِّمَت الأوقاف ووضعت تحت سلطة وزارة الأوقاف التي أنشئت حديثًا، مما قطع من قدرة المسجد للسيطرة على الشؤون المالية، وألغى المحاكم الشرعية، ودمج المحاكم الدينية مع النظام القضائي للدولة في عام 1955، مما يحد بشدة من استقلال العلماء، وفي عام 1961 صدر قانون الإصلاح، الذي ينص على إبطال قانون استقال الأزهر عام 1936، وأصبح لرئيس مصر سلطة تعيين شيخ الأزهر، وهو موقف أنشئ لأول مرة أثناء الحكم العثماني.
وواصل الأزهر، الذي ظل رمزاً للطابع الإسلامي للأمة والدولة، التأثير على السكان بينما لم يصبح قادرًا على فرض إرادته على الدولة. وتعرض الأزهر بشكل متزايد إلى بيروقراطية الدولة بعد الثورة وتوقف استقلال منهجه ووظيفته كمسجد، كذلك أُضعِفت سلطة العلماء بإنشاء الوكالات الحكومية المسؤولة عن تقديم تفسيرات للقوانين الدينية، في حين أن هذه الإصلاحات قُلِّصَت جذريا باستقلال سلطة العلماء، كما كان لها تأثير بإعادة ترسيخ نفوذهم بإدماجهم في جهاز الدولة، كما ينص قانون إصلاح العلماء لعام 1961، بتخصيص موارد الدولة لهم، مع أن خزينة المال كانت خارج سيطرة الأزهر، في حين سعى جمال عبد الناصر إلى إخضاع العلماء تحت الدولة، لم يسمح بالمزيد من الاقتراحات المتطرفة للحد من نفوذ الأزهر. مثل اقتراح طه حسين في عام 1955. حيث سعى حسين إلى تفكيك نظام الأزهر للتعليم الابتدائي والثانوي وتحويل الجامعة إلى كلية للشريعة ضمن النظام التعليمي الحديث، وقد عارضه العلماء على هذه الخطة، على الرغم من أن خيار عبد الناصر للحفاظ على مركز الأزهر يرجع إلى اعتبارات سياسية شخصية، مثل استخدام الأزهر بمنح الشرعية للنظام، وتجتب معارضة العلماء.

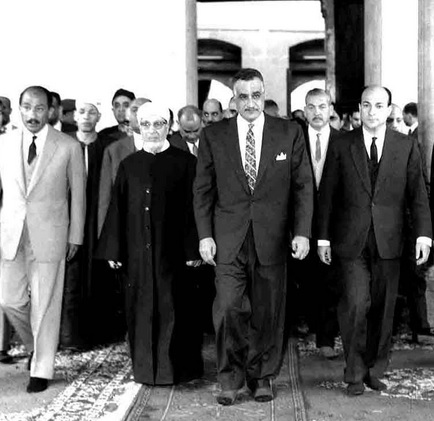
جمال عبد الناصر أثناء استقباله في الأزهر سنة 1966

وأصبح الأزهر في هذه الفترة بشكل كامل كذراع للحكومة، ثم استخدم لتبرير تصرفات الحكومة. على الرغم من أن العلماء كانوا قد أصدروا في وقت سابق أن الاشتراكية لا يمكنها أن تتوافق مع الإسلام، لكن بعد الثورة والاستصلاح الزراعي، أصدر علماء الأزهر أحكامًا جديدة تتوافق مع عبد الناصر مع تبريرها دينيًا وسموها الاشتراكية الإسلامية، وأصبح استخدام العلماء بمثابة قوة موازية لجماعة الإخوان المسلمين، والحد من النفوذ الوهابي في المملكة العربية السعودية، وألقى باللائمة في محاولة اغتيال ناصر على جماعة الإخوان المسلمين وحُظِرَت، وقد احتاج عبد الناصر إلى دعم من العلماء كما أنه بادر باعتقالات جماعية من أعضاء جماعة الإخوان المسلمين،  وعلى إثره خففت بعض القيود المفروضة على الأزهر. وبدورهم أيد علماء الأزهر عبد الناصر في محاولاته لتفكيك جماعة الإخوان المسلمين، واستمر الحال على ذلك في الأنظمة اللاحقة، وعلى الرغم من الجهود المبذولة من الأزهر لتشويه سمعة الإخوان المسلمين، استمرت جماعة الإخوان المسلمين في عملها، كما قدم الأزهر أيضا شرعية للحرب مع الكيان الصهيوني في عام 1967، معلنا الجهاد ضد الكيان الصهيوني.
بعد وفاة عبد الناصر في عام 1970، وأصبح أنور السادات رئيسا لمصر، وعبَّر السادات عن رغبته باستعادة الأزهر كرمز للقيادة المصرية في جميع أنحاء العالم العربي، قائلا أن: «العالم العربي لا يمكن أن بعمل بدون مصر والأزهر»، وزاد هذا الاعتراف من النفوذ المتزايد لجماعة الإخوان المسلمين، وقد خفف السادات عددا من القيود المفروضة على الإخوان والعلماء ككل. ومع ذلك، أطلقت حملة في سبتمبر 1971 من الصحفيين والمنظمات على السادات وهاجموا مواقفه بشكل مفاجئ، فوضع السادات عقوبات ضد العلماء الذين انتقدوا السياسات الرسمية للدولة. كما واصل استخدام علماء الأزهر كأداة من الحكومة، مما أثار انتقادات بين عدة مجموعات، بما في ذلك الجماعات الإسلامية وغيرها الأكثر اعتدالا، اتهم شكري مصطفى علماء الأزهر بتقديم الأحكام الدينية لغرض وحيد وهو راحة الحكومة، وعندما أقدم السادات لعقد السلام مع إسرائيل، اعتبرته الغالبية العظمى من السكان المصريين خائنًا، وقدَّم الأزهر بيانًا ينص على أن الوقت قد حان لصنع السلام.
وبعد اغتيال السادات، أصبح حسني مبارك رئيسا لمصر في عام 1981، وواصل الأزهر بمنح الشرعية الدينية لما تمليه الحكومة، وقد أعطى نظام مبارك نتيجة ذلك الاستقلالية إلى الجامع الأزهر وعلمائه، ثم أصبح جاد الحق علي جاد الحق شيخًا للأزهر في الفترة من 1982 حتى وفاته في عام 1996، وقد أكد رغبته باستقلال الأزهر عن الدولة كغيره من علماء الأزهر، وقال جاد الحق أن الحكومة إذا رغبت من الأزهر مكافحة فعالة للجماعة الإسلامية في مصر، يجب عليها أن تعطي للأزهر أكبر قدر من الاستقلالية عن الدولة وأن يكون للأزهر صوتًا لا تتدخل فيه الدولة، وفي عهد مبارك، تنازل عن عدد من سلطات الدولة إلى الأزهر، وخلال بداية التسعينات قُدِّمت تعديلات على قوانين الرقابة الموجودة وأعطي للأزهر القدرة على فرض رقابة على كل المطبوعات والإعلام الإلكتروني. على الرغم من أن القانون ينص على أن الأزهر قد يشارك في كتابة شكوى فقط، على سبيل المثال، أرسلت النصوص التلفزيونية بشكل روتيني إلى الأزهر للموافقة عليها قبل أن تُبث.
واصل الأزهر عقد مراكز عليا للسلطات الدينية السنية الأخرى في جميع أنحاء العالم، بما أن السنيين يشكلون الأغلبية العظمى من مجموع السكان المسلمين، وقد كان للأزهر تأثير كبير على العالم الإسلامي برمته، بالإضافة إلى كونه السلطة الدينية داخل مصر، وقد طلب من الأزهر استشارات للأحكام الدينية من خارج مصر. فمثلا قبل «حرب الخليج»، طلب فهد بن عبد العزيز ملك المملكة العربية السعودية من شيخ الأزهر بدلاً من مفتي عام المملكة العربية السعودية، فتوى تأذن بتمركز قوات أجنبية داخل المملكة، على الرغم من تواجد اثنين من أقدس الأماكن الإسلامية داخل المملكة العربية السعودية، وفي عام 2003 طلب وزير الداخلية الفرنسي نيكولا ساركوزي إصدار فتوى من الأزهر للسماح للفتيات المسلمات بعدم ارتداء الحجاب في المدارس العامة الفرنسية، على الرغم من وجود «المجلس الفرنسي للإسلام». وقدم شيخ الأزهر بيانًا قائلا فيه أنه في حين أن ارتداء الحجاب واجب إسلامي، فإن المرأة المسلمة في فرنسا ملزمة باحترام واتباع القوانين الفرنسية. وقد تعرض شيخ الأزهر للكثير من الانتقادات داخل مصر، واعتُبرت الفتوى تنازلًا عن المبادئ الإسلامية لإرضاء الحكومة الفرنسية.

### بعد عام 2011
لم يتأثر الأزهر بالثورة المصرية التي شهدت إزالة حسني مبارك كرئيس لمصر عام 2011، وأسفرت انتخابات الحكومة الطلابية في الأشهر التي تلت الثورة في فوز ساحق لجماعة الاخوان المسلمين، بعدها اندلعت احتجاجات تطالب المجلس العسكري الحاكم لمصر باستعادة استقلال المسجد عن الدولة، وقد كُلِّف المسجد نفسه بكتابة مشروع قانون من شأنه منح الأزهر استقلالا أكبر من الحكومة، في غضون ذلك، حل مؤتمر نقاش في الأزهر حول مستقبله ودوره الشرعي داخل الدولة، وقد أدت وجهات النظر المختلفة حول دور الأزهر في المستقبل في مصر تأتي من عدة أحزاب، بما في ذلك المنظمات الإسلامية الرائدة مثل الإخوان المسلمين، والأصوات الليبرالية التي ترغب في رؤية الأزهر يقف كحصن ضد المتطرفين، ويأمل الأزهر أن يصبح مستقلاً تمامًا عن الدولة.

## العمارة

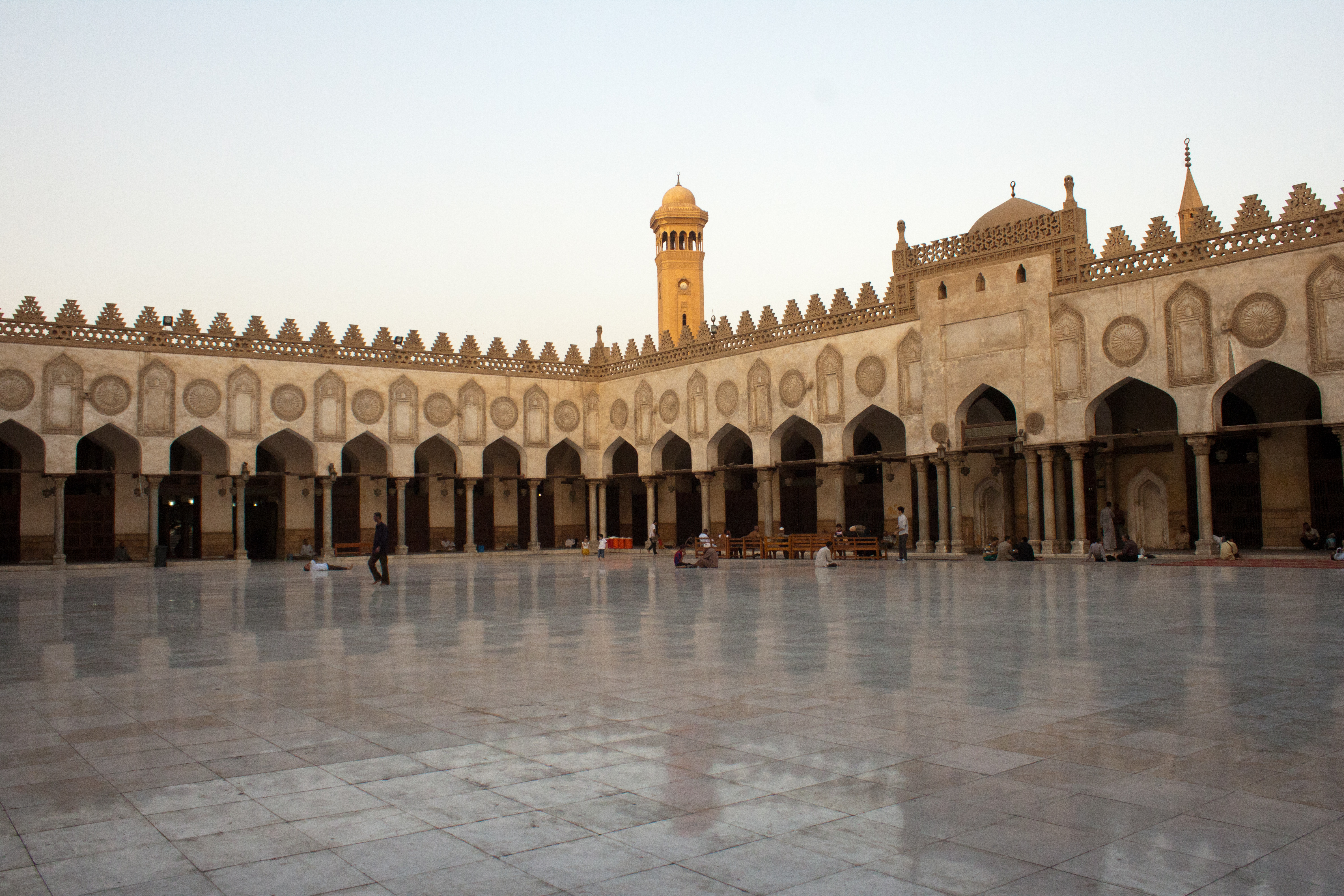
صورة لفناء جامع الأزهر، وتظهر مدي براعة الشكل المعماري

الهندسة المعمارية للأزهر ترتبط ارتباطًا وثيقا بتاريخ القاهرة. واستخدمت فيها مواد مأخوذة من فترات متعددة من التاريخ المصري، والتي استفادت من أسلوب العمارة الفاطمي في إفريقية، ثم حصل المسجد على إضافات وتوسعات من الحكام الذي تعاقبوا على مصر، فتأثرت عمارة الجامع بأساليب معمارية عدة من داخل وخارج مصر على حد سواء، مُزجت هذه التأثيرات معًا، وظهرت معها أساليب معمارية جديدة كانت مصدر إلهام فيما بعد، مثل القباب التي بُنيت الفترة العثمانية والمآذن التي بناها المماليك.
بُني المسجد في البداية على شكل قاعة للصلاة مع خمسة ممرات وفناء مركزي متواضع، ومنذ ذلك الحين وُسِّع المسجد عدة مرات مع منشآت إضافية محيطة بالمبنى الأصلي، فأضيفت العديد من المآذن من قبل المماليك، وأضيفت البوابات أثناء الحكم العثماني، واستُبدل المحراب بمحراب جديد، نجت بعض المآذن والقباب الأصلية وظلت حتى الآن، وبعضها أعيد بناؤها عدة مرات.

### العهد الفاطمي
كان الهيكل الأصلي للجامع الأزهر 280 قدمًا (85 مترًا) في الطول و227 قدمًا (69 مترًا) في العرض، ويتألف من ثلاثة أروقة معمدة تقع حول فناء، وفي جهة الجنوب الشرقي من الفناء، بنيت قاعة الصلاة الأصلية على هيئة بهو معمد، مع خمسة ممرات عميقة، بقياس 260 قدمًا (79 م) في الطول و75 قدمًا (23 م) في العرض، وكان جدار القبلة منحرفًا قليلاً عن الزاوية الصحيحة، وأعيد استخدام الأعمدة الرخامية لدعم الأروقة الأربعة التي تؤدي لقاعة الصلاة من مواقع موجودة في أوقات مختلفة في التاريخ المصري، من العصور الفرعونية مرورًا بالحكم الروماني وحتى الحقبة القبطية، مما أدى إلى اختلاف ارتفاعات مستوى الأعمدة لاستخدامها قواعد متفاوتة السماكة، كما تظهر في الجص تأثيرات من العمارة العباسية والقبطية والبيزنطية.
وقد بني في النهاية ثلاث قباب، وهي سمة مشتركة بين أوائل المساجد في شمال أفريقيا، ولم ينجُ أيا منها خلال التجديدات التي لحقت بالأزهر، وسجل المؤرخ المقريزي أنه في القبة الأصلية التي بناها الصقلي كتب فيها:
وقد لقي الصقلي رعاية شرفية من المعز، وقد عينه، «سكرتيره الخاص» ويعتبر الصقلي أول شخص يحصل على منصب سكرتير قبل أن يصبح منصب عام.
المحراب الأصلي، كشف عنه في عام 1933، لديه شبه قبة فوقه مع عمود من الرخام في كل جانب، وقد كانت الزخارف الجصية المعقدة سمة بارزة في المسجد، فقد كانت كل الجدران والمحراب مزينة بالنقوش، وقد كتب على المحراب مجموعتان من الآيات القرآنية المدرجة في قوقعته، والتي لا تزال سليمة، أول مجموعة من الآيات هي أول ثلاث آيات من سورة المؤمنون:

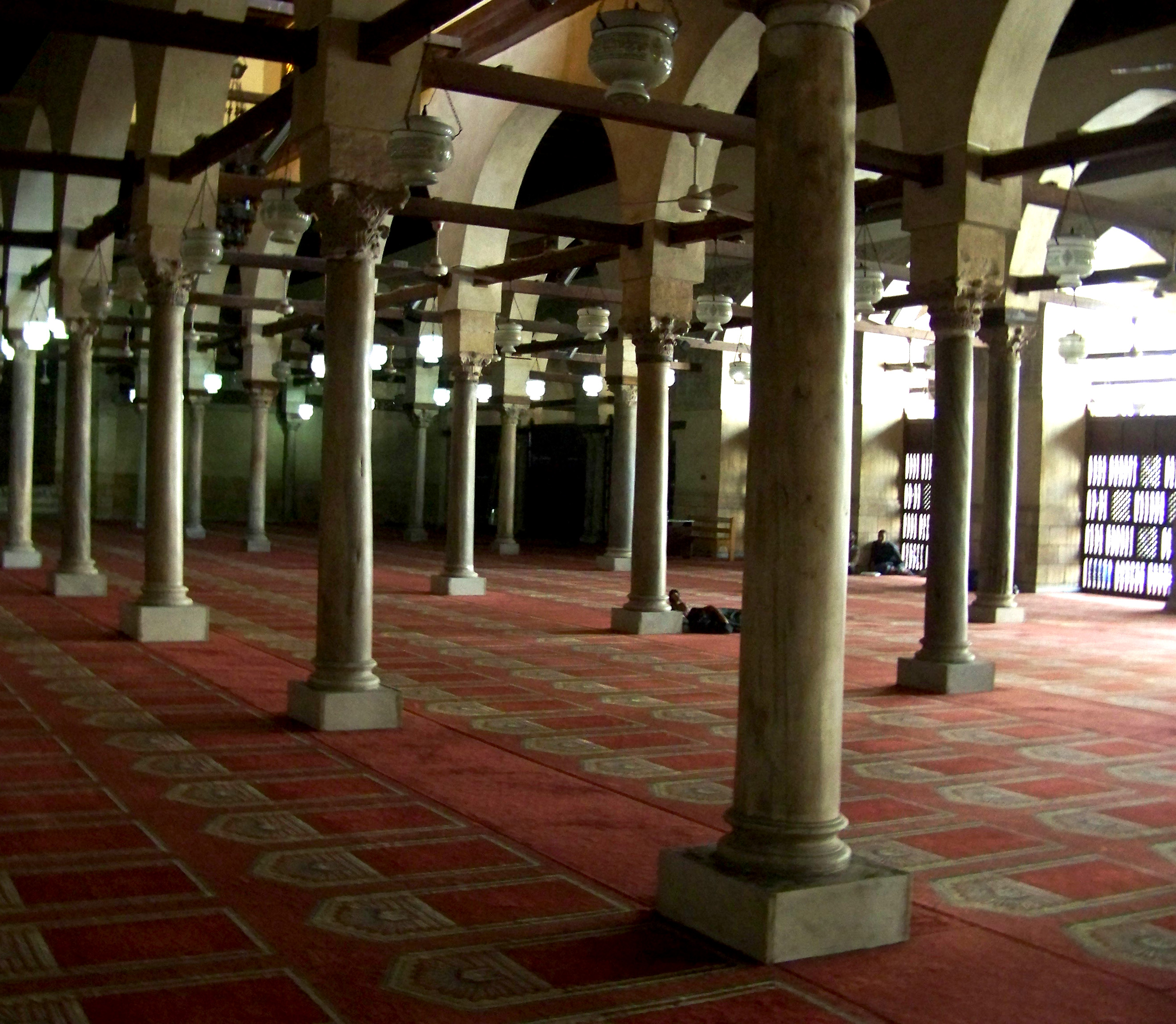
قاعة الصلاة مع الأعمدة المستخدمة من فترات مختلفة في التاريخ المصري

المجموعة الثانية من الآيات 162، 163 من سورة الأنعام:
هذه النقوش هي القطعة الوحيدة الباقية من الديكور التي ترجع إلى العهد الفاطمي.

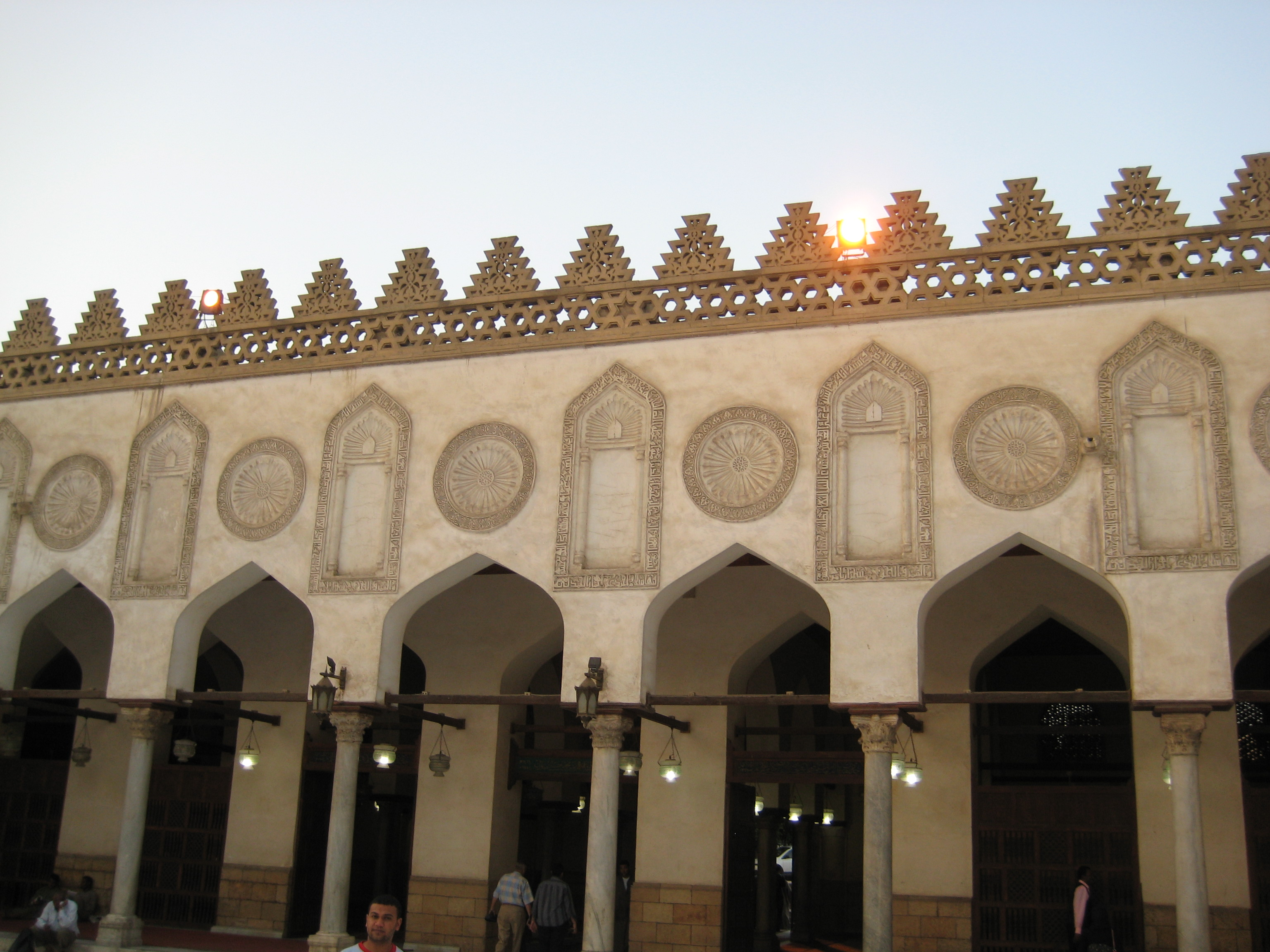
أقواس على شكل عارضة على طول جدار الفناء.

أضيفت الساحة المركزية المعبَّدة من رخام بين 1009 و1010، وأضيفت أيضا الممرات التي تحيط الفناء لها عارضة مقوسة الشكل مع نقوش جصية. وقد بنيت الأقواس في عهد الحافظ لدين الله من الحلي والجص، وقد أعيد بناؤها في عام 1891 باستخدام نوعين من الحلي،  يظهر أعلى مركز القوس الأول ويتكون من رونديل غارق والفصوص الأربعة والعشرين. وأضيفت زمرة دائرية من زخارف نباتية في عام 1893، أما الزخرفة الثانية المستخدمة، التي هي ما بين كل قوس، تتكون من منافذ ضحلة تحت غطاء مخدد تشكل سقف أعمدة متشاركة، والتي تحيط بها مجموعة من الكتابات القرآنية بالخط الكوفي. أضيفت النصوص القرآنية بعد حكم الحافظ خلال الفترة الفاطمية، وتصدرت الجدران على شكل نجمة مع زينة للشرفة على ثلاث مستويات، الممر الجنوبي الشرقي من الفناء يحتوي على المدخل الرئيسي إلى قاعة الصلاة. بوابة تأطير الفارسي، التي قوس مركزها لها ممر مستطيل تفتح إلى قاعة الصلاة.
رُكِّب باب خشبي جديد ومحراب خشبي جديد في عهد الحاكم بأمر الله في 1009، وفي سنة 1125، شيدت قبة إضافية في عهد الحافظ لدين الله، بالإضافة إلى ذلك، فقد أمر بإنشاء ممر رابع حول الفناء، أما الشرفة فقد بنيت على الطرف الغربي من الصحن.

### الإضافات المملوكية

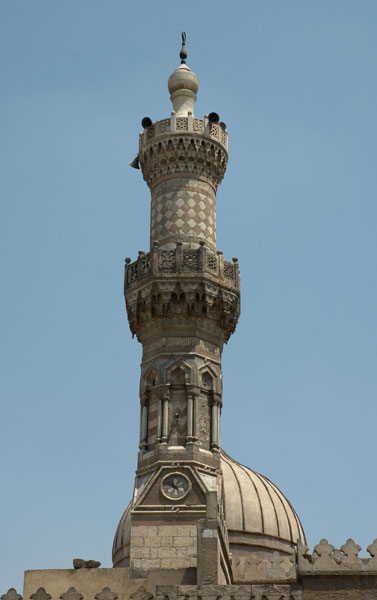
مئذنة فوق المدرسة الأقبغاوية. بنيت أصلا أثناء حكم المماليك كجزء من مسجد قائم بذاته، وقام كتخدا بتجديد المئذنة خلال الفترة العثمانية.

عين صلاح الدين في البداية وزيرا من طرف أخر الخلفاء الفاطميين العاضد لدين الله الذي كان يثق بصلاح الدين، وانهارت الدولة الفاطمية خلال عهد صلاح الدين الأيوبي وسلالته، وقام صلاح الدين الأيوبي في مصر، بالتحالف مع الخلافة العباسية السنية في بغداد، ولعدم ثقته بالأزهر الشيعي تاريخا، خسر المسجد مكانته أثناء فترة حكم صلاح الدين، ومع ذلك، استعاد المسجد مكانته خلال فترة المماليك الذين قاموا بسلسلة من الترميمات والإضافات للمسجد، والإشراف على التوسع السريع في مناهجه التعليمية، ومن بين الترميمات التي قام بها المماليك تعديل المحراب، مع تركيب الرخام الملون لواجهته.
وفي عام 1339، بنيت قبة ومئذنة لتغطية المدرسة الأقبغاوية، التي تحتوي على قبر الأمير أقبغا عبد الواحد، كانت في البداية مسجدُا قائمًا بذاته ومدرسة، ثم أصبحت مدرسة متكاملة ودُمجت في الجامع الأزهر، أما: المدخل، وجدار القبلة، والفسيفساء والزجاج في المحراب مع القبة الأصلية يرجع تاريخها إلى الفترة العثمانية.
في عام 1440، بنيت المدرسة الجوهرية وتحتوي على قبر الأمير جوهر القنقبائي، الذي كان يشغل منصب الخازندار (المشرف على خزائن الأموال السلطانية) أثناء حكم السلطان المملوكي الأشرف سيف الدين برسباي، وكانت أرضية المدرسة من الرخام، والجدران تصطف مع الخزائن، وزينت المطعمة مع خشب الأبنوس والعاج والصدف، وغطيت حجرة القبر بواسطة قبة صغيرة مزخرفة.

#### المدرسة الطيبرسية
وفي عام 1309، بنيت المدرسة الطيبرسية، التي تحتوي على قبر الأمير علاء الدين طيبرس،  وقد بنيت أصلا لتعمل كمسجد مكمل للأزهر ومنذ ذلك الحين دمجت مع بقية المسجد،  ودرست المذاهب المالكية والشافعية في هذه المدرسة، وتستخدم المدرسة الآن للاحتفاظ بالمخطوطات من المكتبة.
ذكر المقريزي أن المدرسة كانت تستخدم فقط لدراسة المذهب الشافعي، في حين أن مؤرخا عن ابن دقماق ذكر أن واحدا من إيوانات المدرسة كان لتعاليم الشافعي حين أن الآخر كان لتعاليم المالكي.
أعيد بناء المدرسة بالكامل في عهد عبد الرحمن كتخدا، ولم يتبق سوى الجدار الجنوبي الشرقي والمحراب وهي القطع الوحيدة الأصلية الباقية من عهد الأمير علاء الدين طيبرس،  والمحراب بقياس 1.13 مترا في العرض و76 سم في العمق. وعلى كل جانب من المحراب يقف عمود من الحجر السماقي بارتفاع 2.78 متر (9.1 قدم). وتوجد فوق الأعمدة رسمات مزخرفة بأشكال هندسية ملونة، وأضيفت نصف قبة في أعلى المحراب داخل القوس الخارجي، ويحيط بهذا إطار خارجي مستطيل، ويعتبر هذا المحراب الأول في مصر الذي استخدم هذا النوع من الإطار،  وقد وصف المؤرخ كريزويل هذا المحراب بأنه «واحدة من أرقى التحف المعمارية في القاهرة.»

#### مئذنة قايتباي

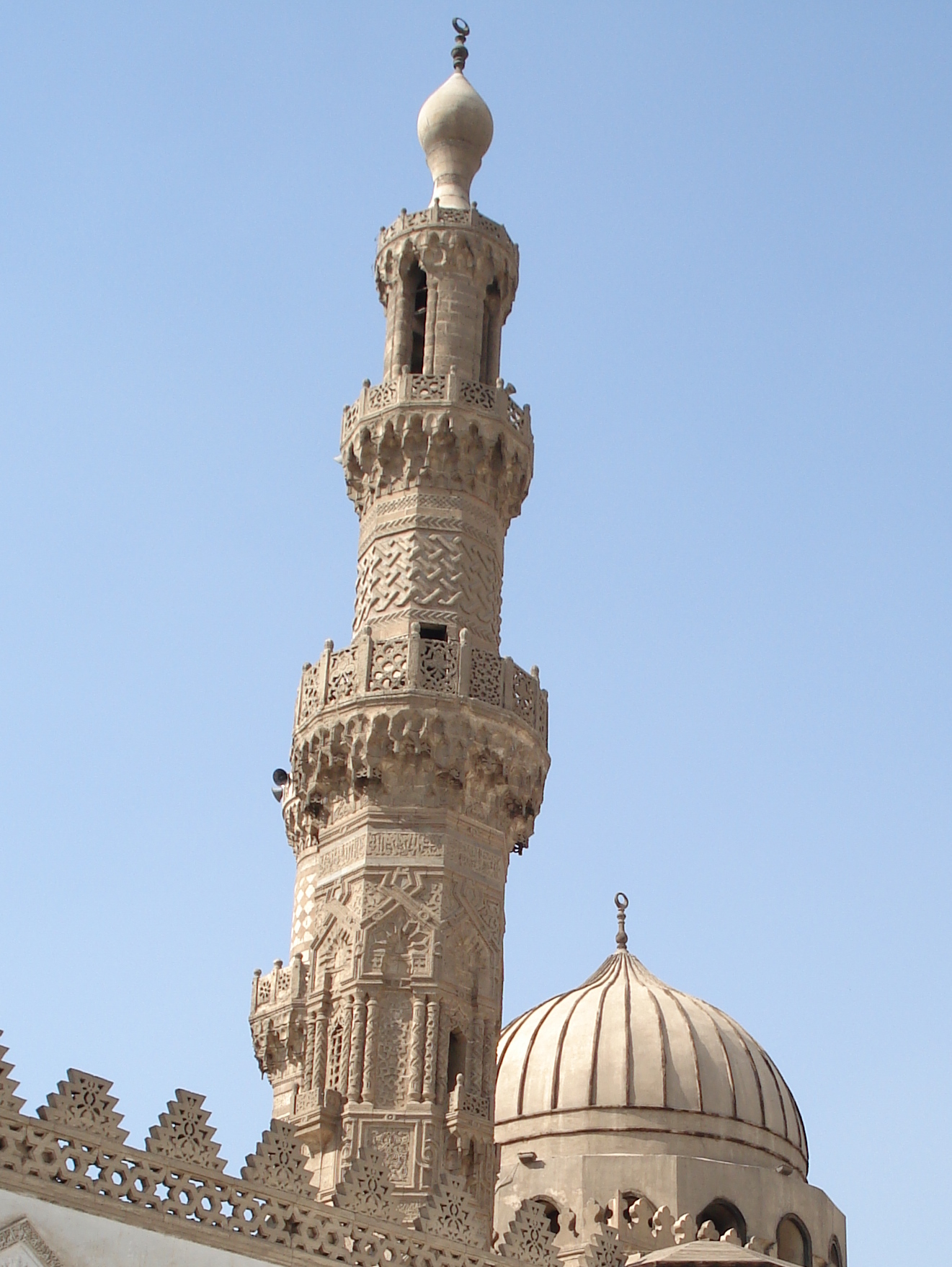
مئذنة قايتباي.

بنيت مئذنة قايتباي في عام 1483، وهي على شكل عمود أسطواني ينقسم إلى جزئين مثمنين، ومئذنة قايتباي تتكون من ثلاث شرفات، تدعمها مقرنصات، وشكل سقفها معقود الهوابط الذي يوفر الانتقال السلس من سطح مستو لمنحني واحد، وسجل أول استخدام له في مصر في 1085، الجزء السفلي مثمن، زُين بلوحات عارضة مقوسة من كل جانب، مع مجموعة من ثلاثة أعمدة لتفصل كل لوحة، أما المنطقة الوسطى أيضا مثمنة فصلت عن الجزء السفلي بشرفة زينت بضفر، الشرفة الثانية تفصل هذا الجزء مع جزء أسطواني في نهاية المئذنة، وزينت بأربعة أقواس. فوق هذا توجد الشرفة الثالثة، التي توجد في أعلى جزء من المئذنة.
ويعتقد أن المئذنة أقيمت في موضع مئذنة الطوب الفاطمية، التي أعيد بناؤها عدة مرات. الحسابات المعاصرة تشير إلى أن المئذنة الفاطمية كان بها عيوب عند بنائها، ويلزم إعادة بنائها عدة مرات، فقد أُعيد بناؤها تحت إشراف صدر الدين الأذرعي الدمشقي الحنفي، وهو قاضي القضاة خلال فترة حكم «السلطان بيبرس»، وقد أُعيد بناؤها مرة أخرى خلال عهد برقوق في 1397، وقد بدأت المئذنة تميل بزاوية خطرة، وأعيد بناؤها في عام 1414 بأمر من تاج الدين الشاوباكي، والي ومحتسب القاهرة، وبنيت مئذنة قايتباي في موقعها اليوم، كجزء من إعادة بناء مدخل المسجد في عام 1432.

#### باب الجندي
يقع باب الجندي (باب قايتباي) مباشرة بعد فناء مدخل باب المزينين، ويؤدي بدوره إلى الباحة الرئيسية من قاعة الصلاة، وقد بني عام 1495.

#### مئذنة الغوري

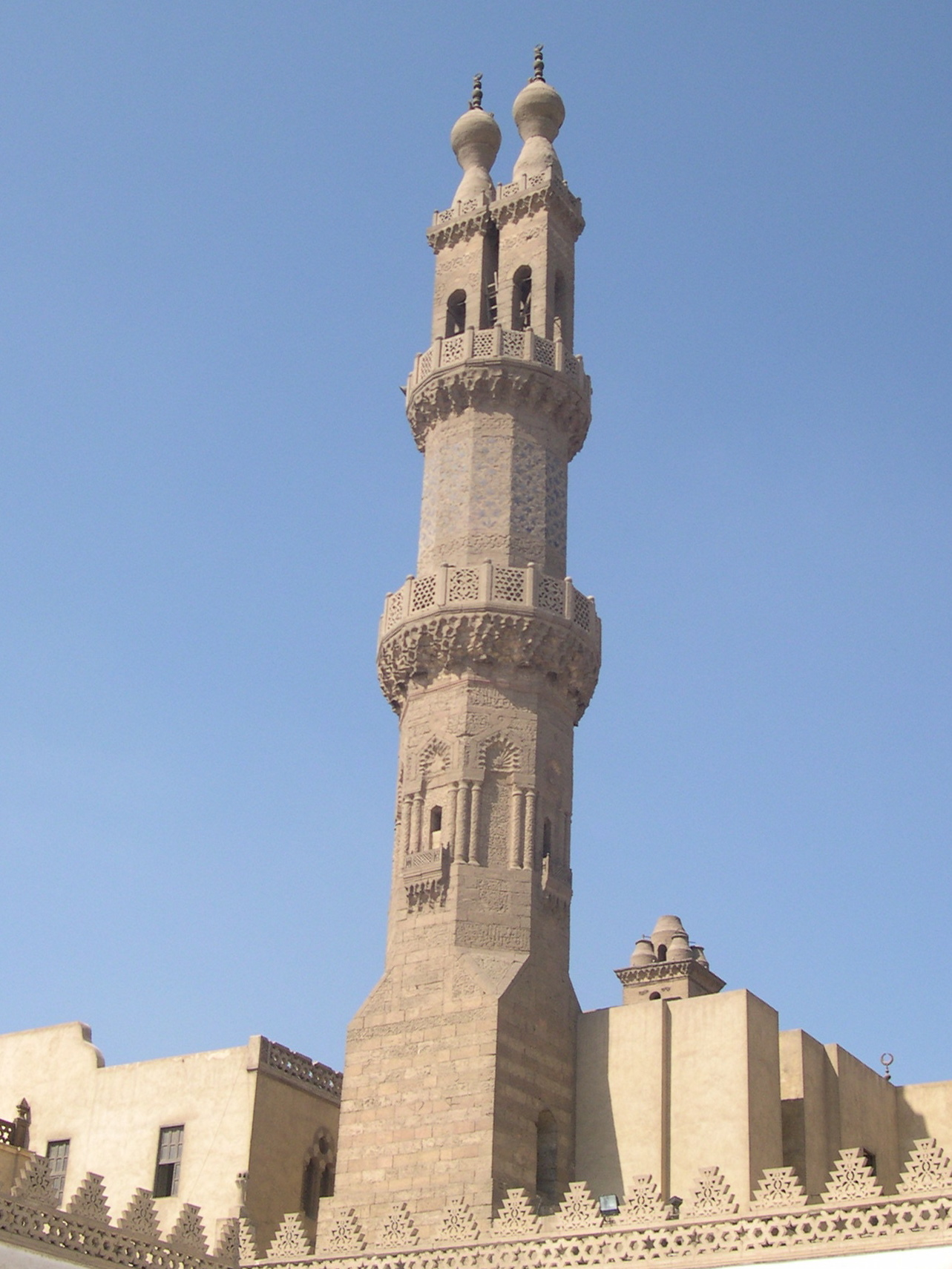
مئذنة الغوري

بنيت المئذنة مزدوجة الرؤوس في عام 1509 في عهد قنصوة الغوري، وتقع على قاعدة مربعة، الجزء السفلي منها مثمن، وقد قوست جوانبه الأربعة بعارضات زخرفية، وفصل عن جوانبيه بعمودين، أما المنطقة الوسطى فصلت عن الجزء السفلي بشرفات مكعبة تدعمه مقرنصات، وهو على شكل مثمن زُيِّن بالقيشاني الأزرق، ويتكون الجزء العلوي من عمودين مستطيلين مع الأقواس على شكل حدوة حصان على كل جانب منها توجد مهاوي. ويعلو الجزء العلوي مربع يحمل اثنين من الرؤوس كمثرية الشكل تحمل كل منها هلالاً نحاسيًّا.

### التجديدات العثمانية والإضافات
قُدمت عدة إضافات وترميمات خلال عهد الخلافة العثمانية في مصر، وأنجز الكثير منها تحت إشراف عبد الرحمن كتخدا الذي ضاعف تقريبا حجم المسجد، وأضاف ثلاث بوابات وهي:
- باب المزينين، الذي أصبح المدخل الرئيسي للمسجد.
- باب الشربة.
- باب الصعايدة.

وأضاف كتخدا عدة أروقة، بما في ذلك واحدة للطلاب المكفوفين من الأزهر، كما أضاف قاعة صلاة إضافية جنوب القاعة الفاطمية الأصلية، مع محراب إضافي، لمضاعفة مساحة قاعة الصلاة الإجمالية.

#### باب المزينين

مخطط المسجد

هو أكبر وأهم الأبواب الثمانية للجامع الأزهر وهو المدخل الرئيسي للجامع، وسبب تسميته بهذا الاسم أن المزينين كانوا يجلسون أمامه من أجل حلق رؤوس المجاورين، وهو نموذج للعمارة العثمانية في القاهرة، ويعود الفضل لبنائه إلى عبد الرحمن كتخدا عام 1753. كان يحتوي على مئذنة قائمة بذاتها خارج البوابة بناها كتخدا، وقد هدمت المئذنة قبل افتتاح شارع الأزهر من قبل توفيق باشا خلال جهود التحديث التي وقعت في جميع أنحاء القاهرة.

### التخطيط الحالي والهيكل
المدخل الرئيسي الحالي إلى المسجد هو باب المزينين، وهو أحد أبواب الأزهر والذي يؤدي إلى فناء من الرخام الأبيض في الجهة المقابلة من قاعة الصلاة الرئيسية، إلى الشمال الشرقي من باب المزينين، نجد الفناء المحيط بواجهة المدرسة الأقبغاوية؛ وفي جنوب غرب نهاية الفناء نجد المدرسة الطيبرسية،  ومباشرة عبر الفناء من مدخل باب المزينين نجد باب الجندي (بوابة قايتباي)، الذي بني عام 1495، ويقف فوق مئذنة قايتباي، ومن خلال هذه البوابة نجد موقع باحة قاعة الصلاة. وقد غير المحراب مؤخرا إلى رخام عادي مواجه مع نقوش ذهبية.

## شيخ الأزهر
شيخ الأزهر يُسمى كذلك «الإمام الأكبر» هو أعلى منصب في هيكل إدارة الجامع، وقد كان النظام المتبع أن ينتخب من بين كبار العلماء، وقد أنشئ منصب شيخ الجامع الأزهر في عهد الحكم العثماني ليتولى رئاسة علمائه، ويشرف على شؤونه الإدارية، ويحافظ على الأمن والنظام بالأزهر.
وشيوخ الأزهر بالترتيب الزمني هم:
| - محمد بن عبد الله الخرشي (1090 هـ - 1101 هـ) - إبراهيم البرماوي (1101 هـ - 1106 هـ) - محمد النشرتي (1106 هـ - 1120 هـ) - عبد الباقي القليني (1120 هـ - هـ) - محمد شنن (هـ - هـ) - إبراهيم بن موسى الفيومي (1133هـ - 1137 هـ) - عبد الله الشبراوي (1137 هـ - 1171 هـ) - محمد بن سالم الحفني (1171 هـ - 1181 هـ) - عبد الرؤوف السجيني (1181 هـ - 1182 هـ) - أحمد الدمنهوري (1182 هـ - 1190 هـ) | - أحمد بن موسى العروسى (1192 هـ - 1208 هـ) - عبد الله الشرقاوي (1208هـ - 1227 هـ) - محمد الشنواني (1227 هـ - 1233 هـ) - محمد بن أحمد العروسي (1233 هـ - 1245 هـ) - أحمد بن علي الدمهوجي (1245 هـ - 1246 هـ) - حسن العطار (1246 هـ - 1250 هـ) - حسن القويسني (1250 هـ - 1254 هـ) - أحمد بن عبد الجواد السفطي (1254 هـ -1263 هـ) - إبراهيم الباجوري (1263 هـ - 1277 هـ) - مصطفى العروسي (1281 هـ - 1287 هـ) | - المهدي العباسي (1287 هـ - 1299 هـ) - شمس الدين الإنبابي (1299 هـ - 1313 هـ) - حسونة النواوي (1313 هـ - 1317 هـ) - عبد الرحمن القطب النواوي (1317 هـ - 1317 هـ) - سليم البشري (1317 هـ - 1320 هـ) - علي بن محمد الببلاوي (1320 هـ - 1323 هـ) - عبد الرحمن الشربيني (1323 هـ - 1327 هـ) - حسونة النواوي (1327 هـ - 1327 هـ) - سليم البشري (1327 هـ - 1335 هـ) - محمد أبو الفضل الجيزاوي (1325 هـ - 1348 هـ) | - محمد مصطفى المراغي (1348 هـ - 1350 هـ) - محمد الأحمدي الظواهري (1350 هـ - 1354 هـ) - محمد مصطفى المراغي (1354 هـ - 1364 هـ) - مصطفى عبد الرازق (1364 هـ - 1366 هـ) - محمد مأمون الشناوي (1366 هـ - 1369 هـ) - عبد المجيد سليم (1369 هـ - 1370 هـ) - إبراهيم حمروش (1370 هـ - 1371 هـ) - عبد المجيد سليم (1371 - 1371 هـ) - محمد الخضر حسين (1371 هـ - 1373 هـ) - عبد الرحمن تاج (1373 هـ - 1377 هـ) | - محمود شلتوت (1377 هـ - 1383 هـ) - حسن مأمون (1383 هـ - 1389 هـ) - محمد الفحام (1389 هـ - 1393 هـ) - عبد الحليم محمود (1393 هـ - 1398 هـ) - محمد عبد الرحمن بيصار (1398 هـ - 1402 هـ) - جاد الحق علي جاد الحق (1402 هـ - 1417 هـ) - محمد سيد طنطاوي (1417 هـ - 1431 هـ) - أحمد الطيب (1431 هـ - حتى الآن) |

## التكريم
نظراً للقيمة الأثرية والتاريخية للجامع الأزهر، وكنوع من تسليط الضوء على أحد المعالم المصرية العريقة، فقد تم تزيين وجه العملة الورقية المصرية فئة خمسون قرشاً برسم صورة الجامع الأزهر في أكثر من إصدار، بينما يحمل ظهر الورقة الحالية صورة لتمثال رمسيس الثاني.

عملة مصرية ورقية "سابقة" فئة خمسون قرشاً
عملة مصرية ورقية "سابقة" فئة خمسون قرشاً
عملة مصرية ورقية "سابقة" فئة خمسون قرشاً
عملة مصرية ورقية "حالية" فئة خمسون قرشاً

## معرض صور

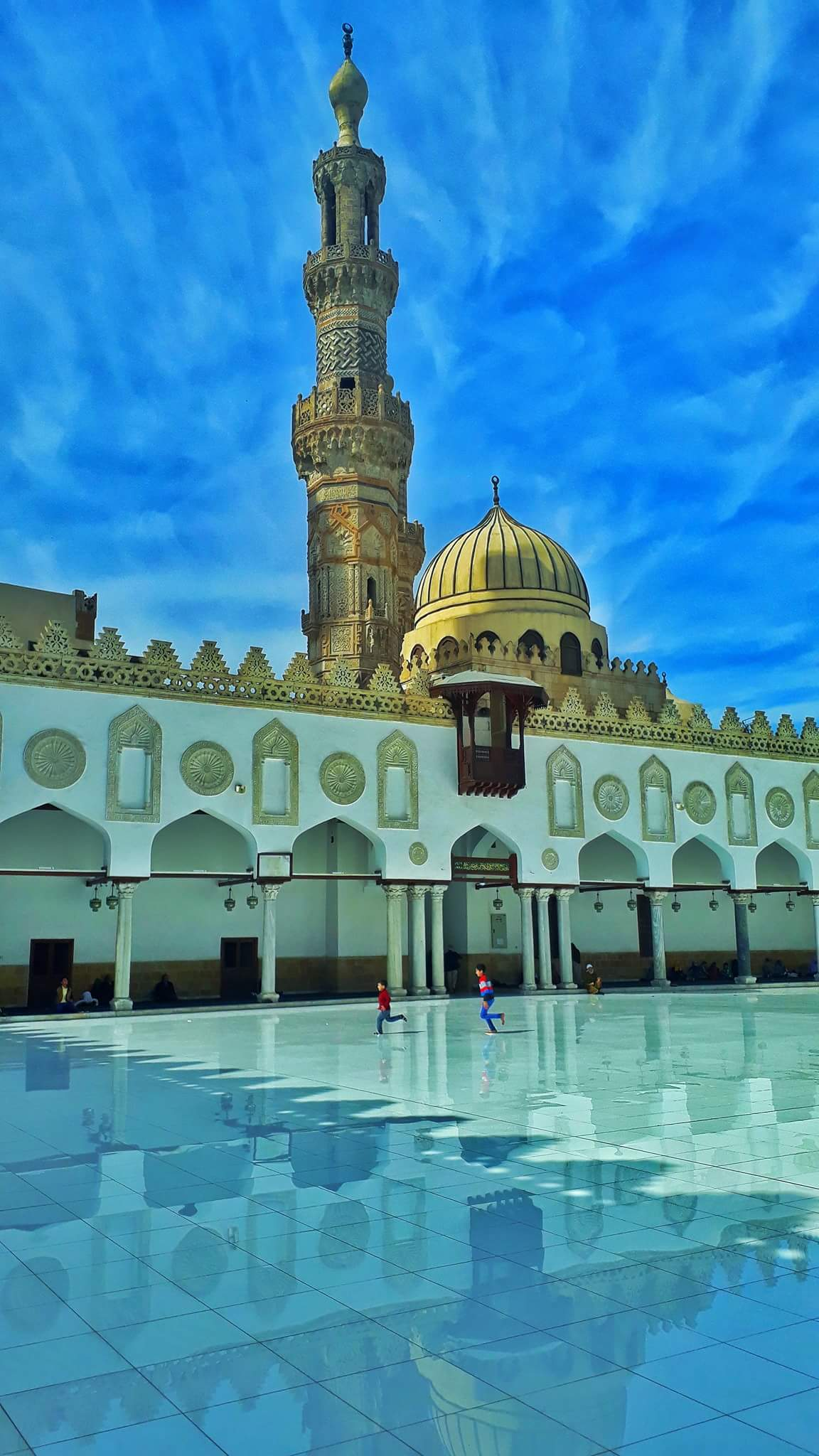
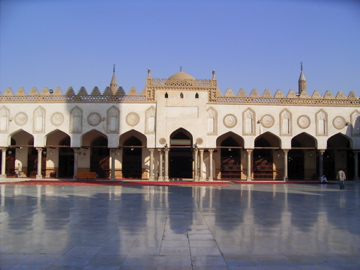
. منظر عام للأزهر
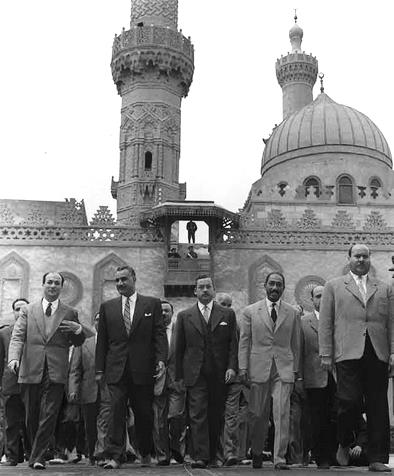
صورة للأزهر سنة 1959.
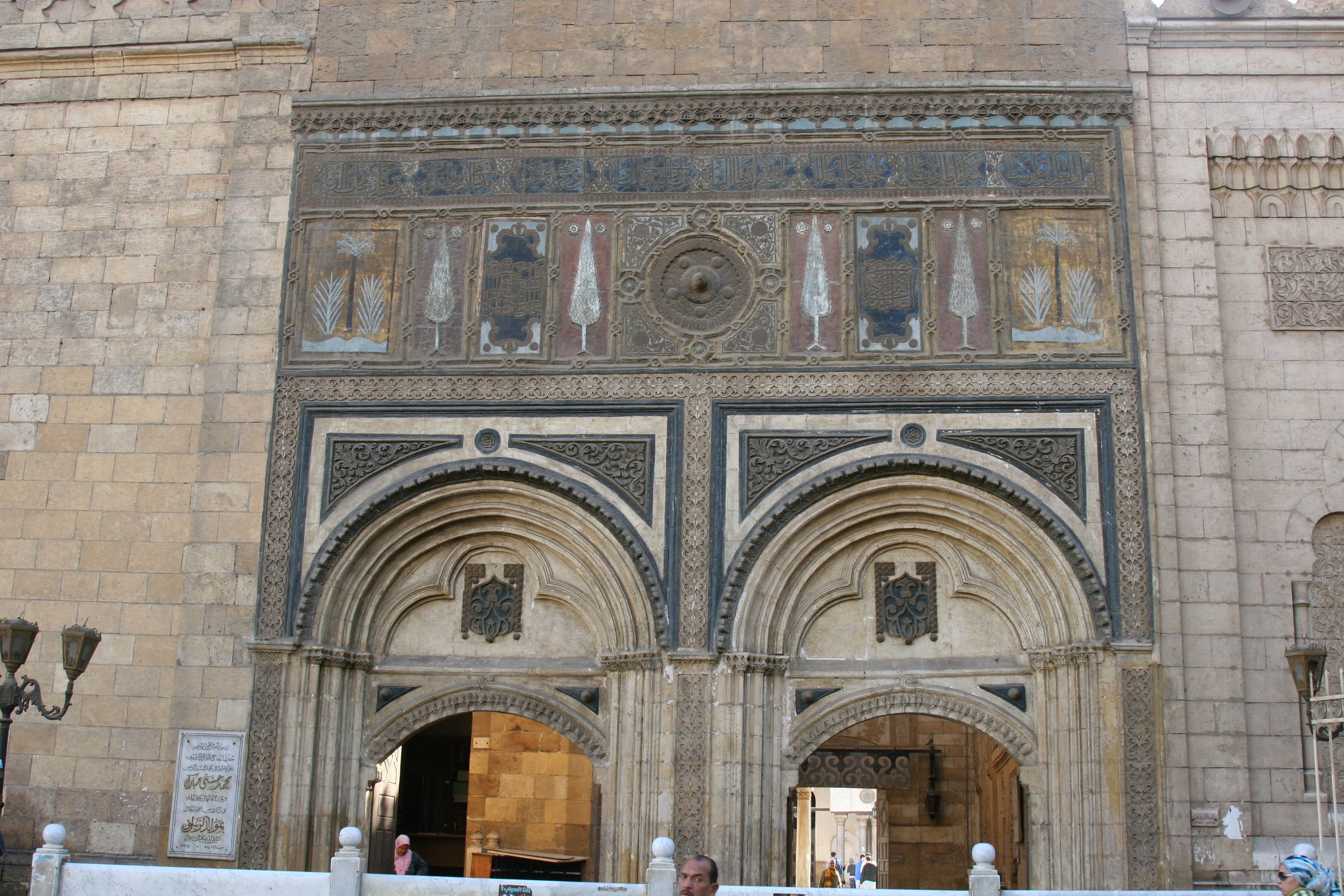
باب المزينين.
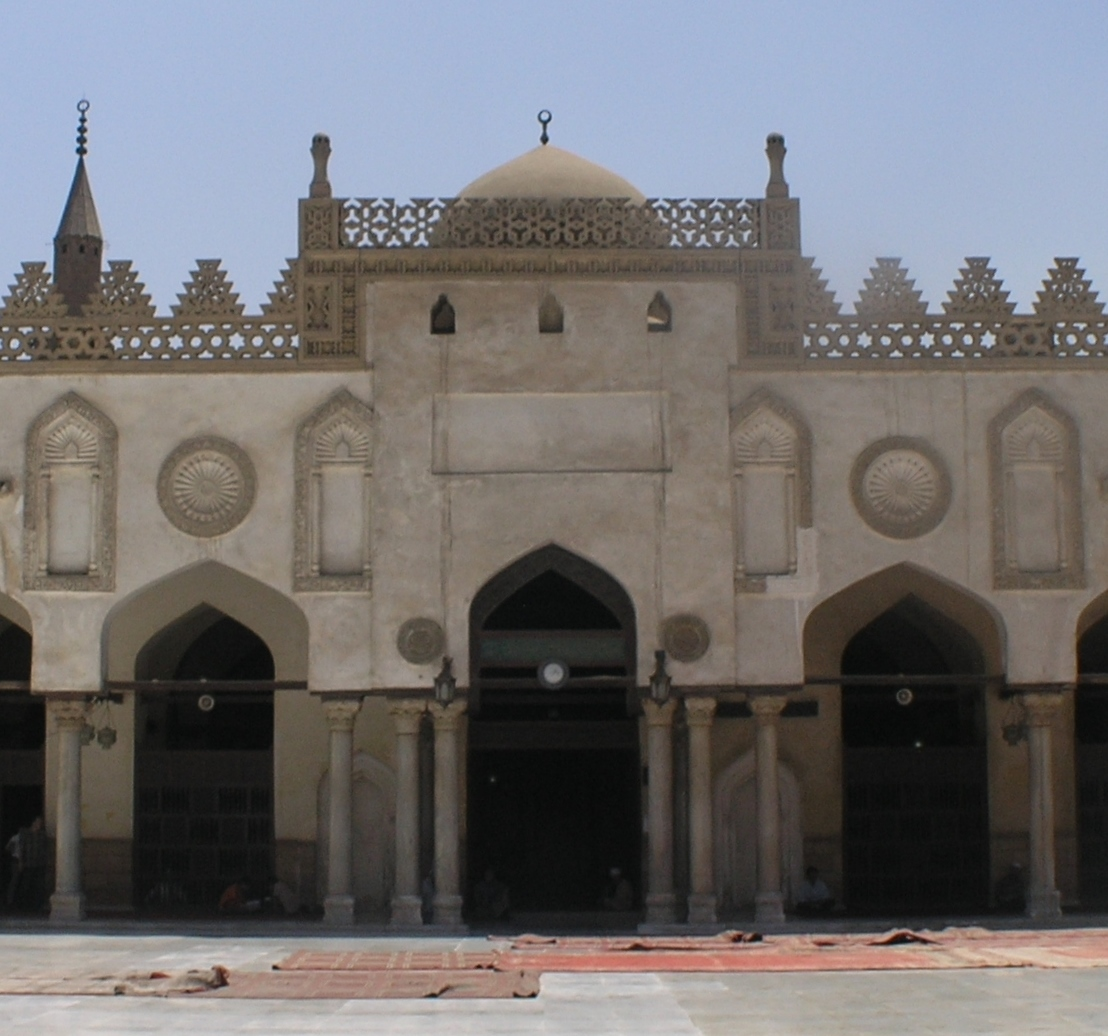
البوابة الفارسية.
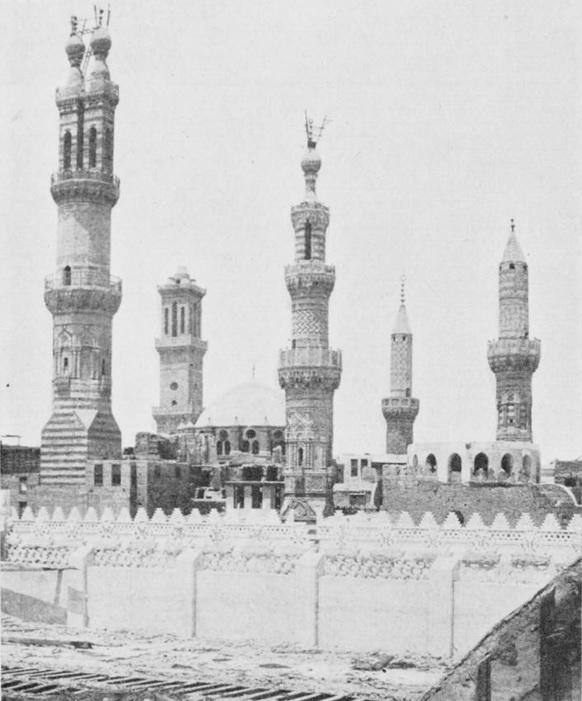
الأزهر سنة 1906.
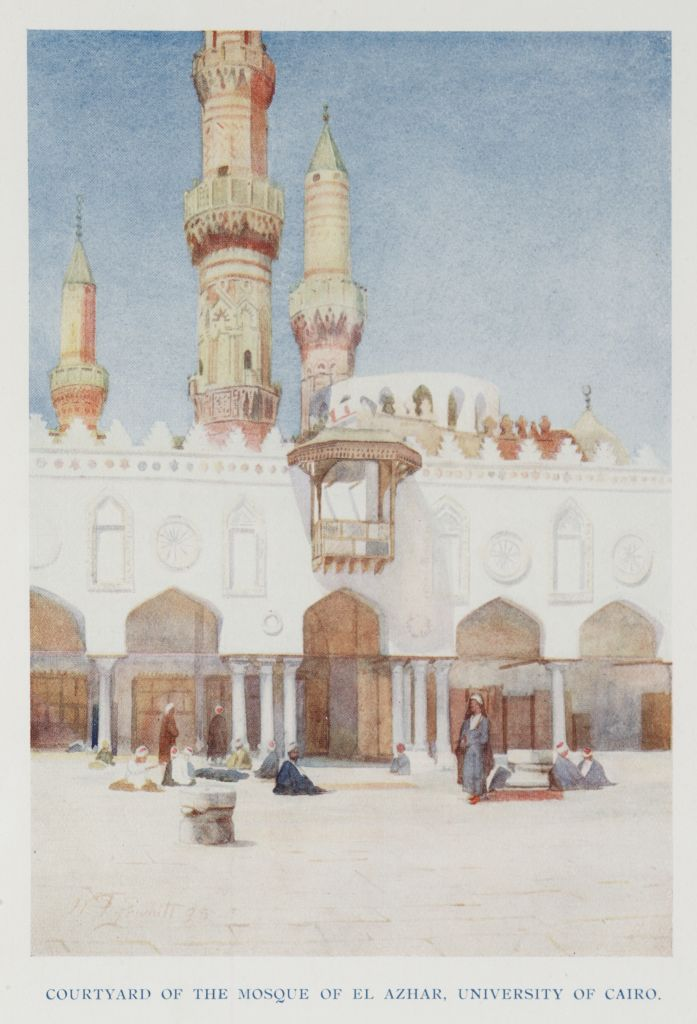
الأزهر سنة 1907.
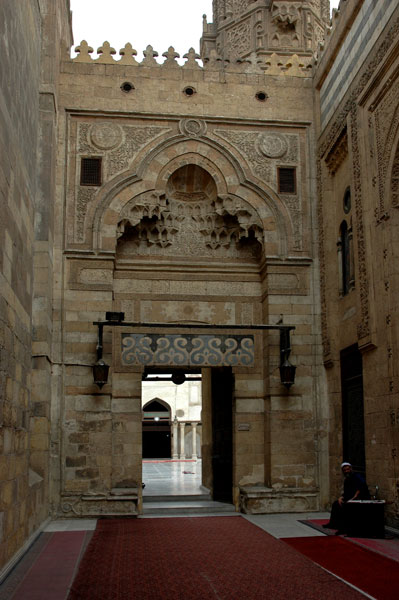
البوابة الرباعية.
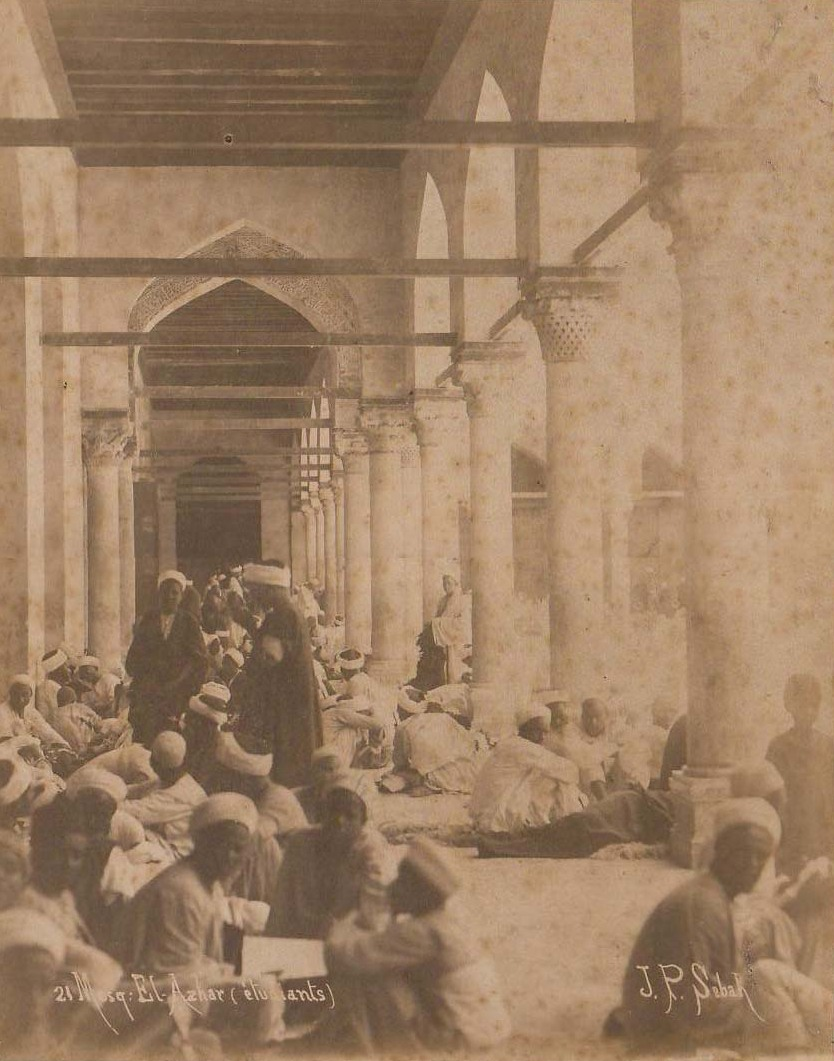
المنظر الداخلي للمسجد في العصر العثماني تحديدا 1880.
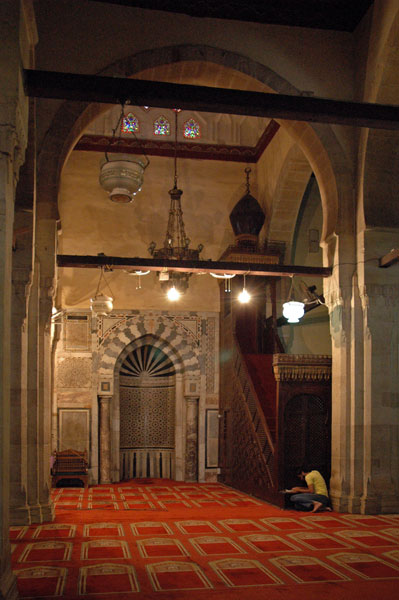
صورة أمامية للمحراب في العصر الحديث.
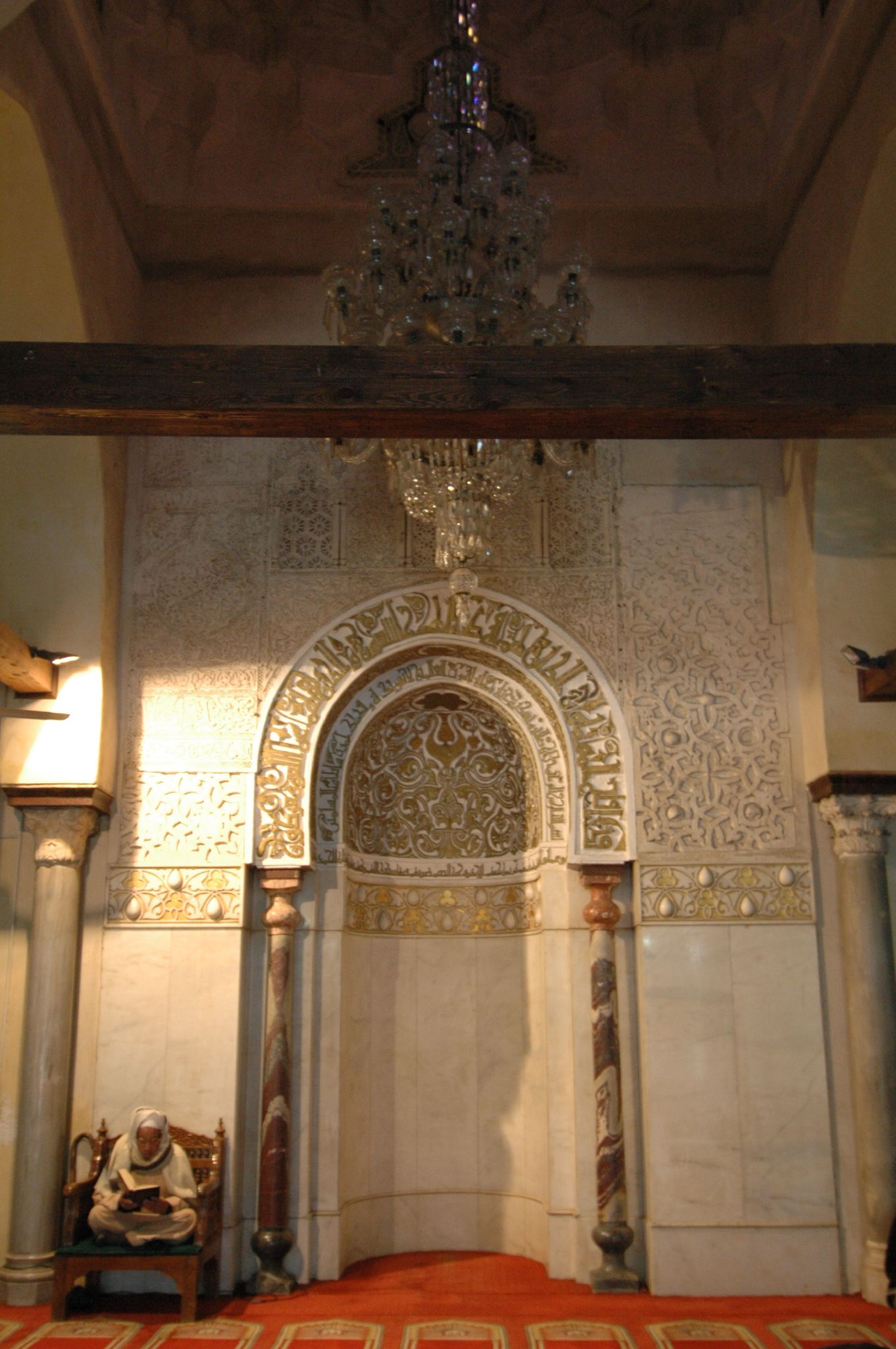
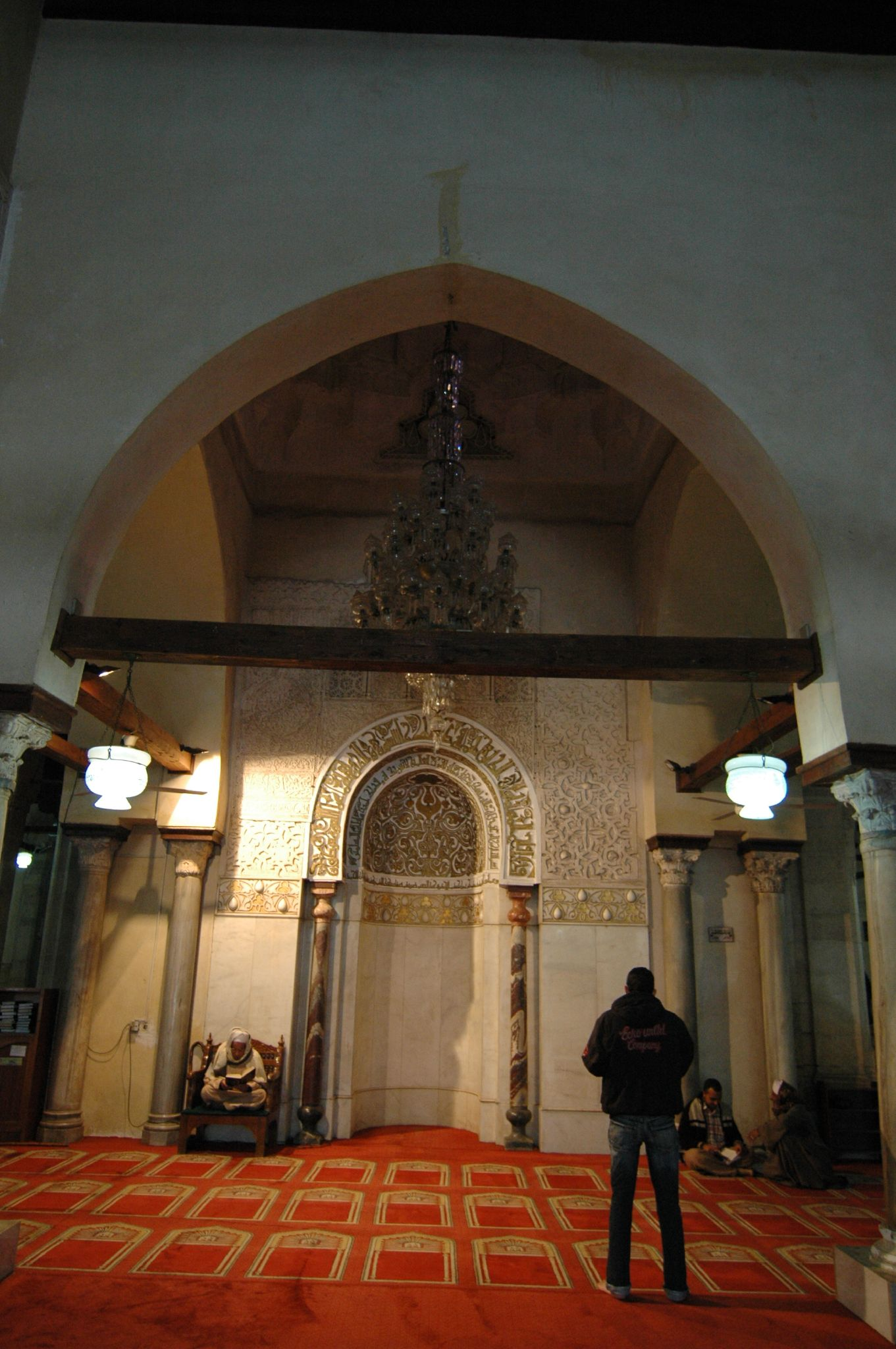
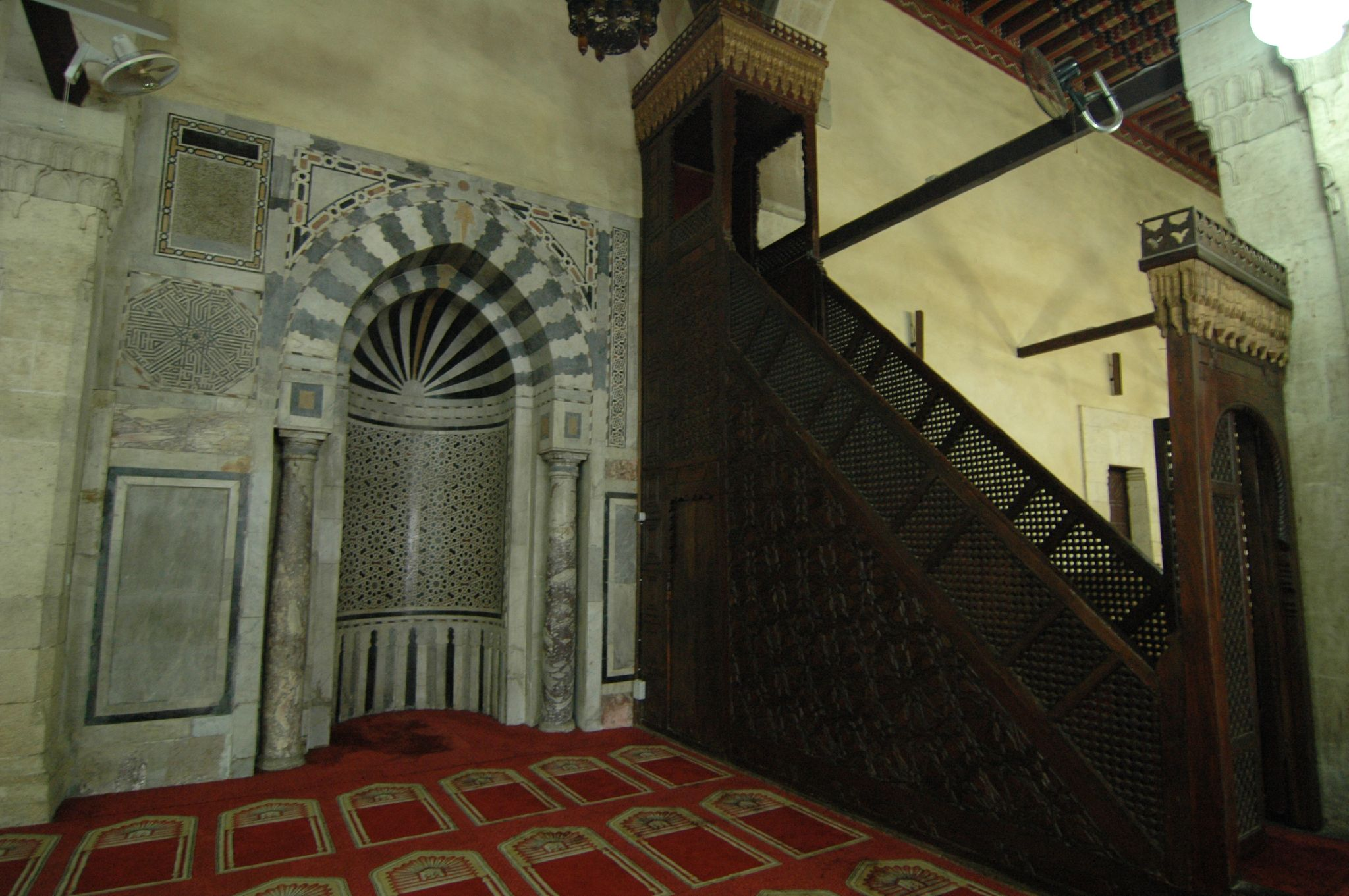
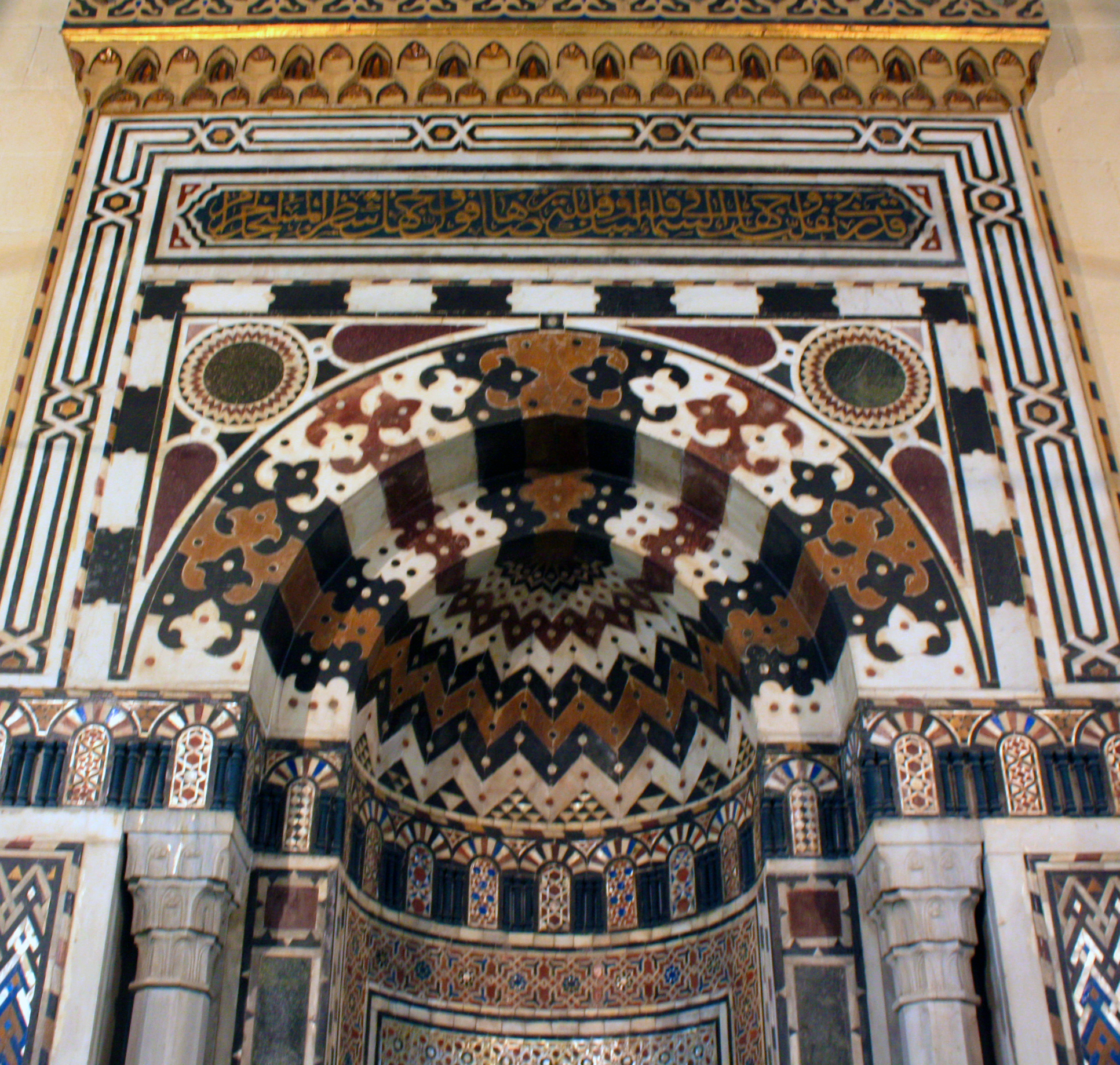
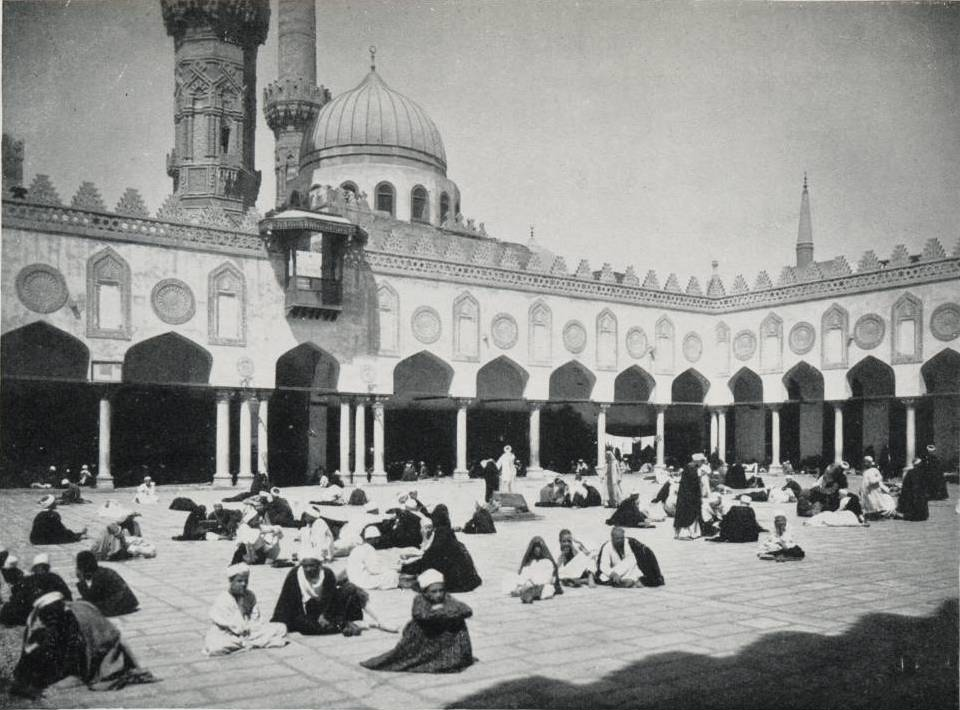
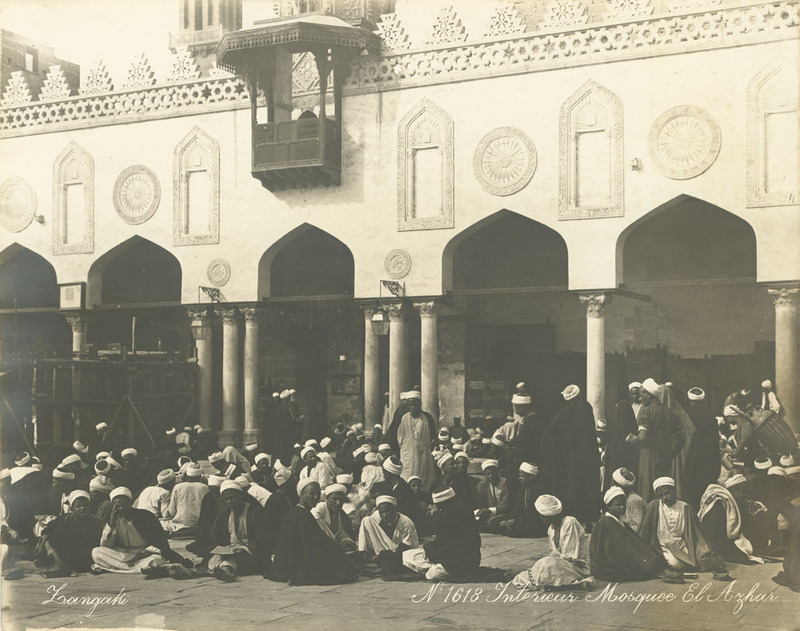
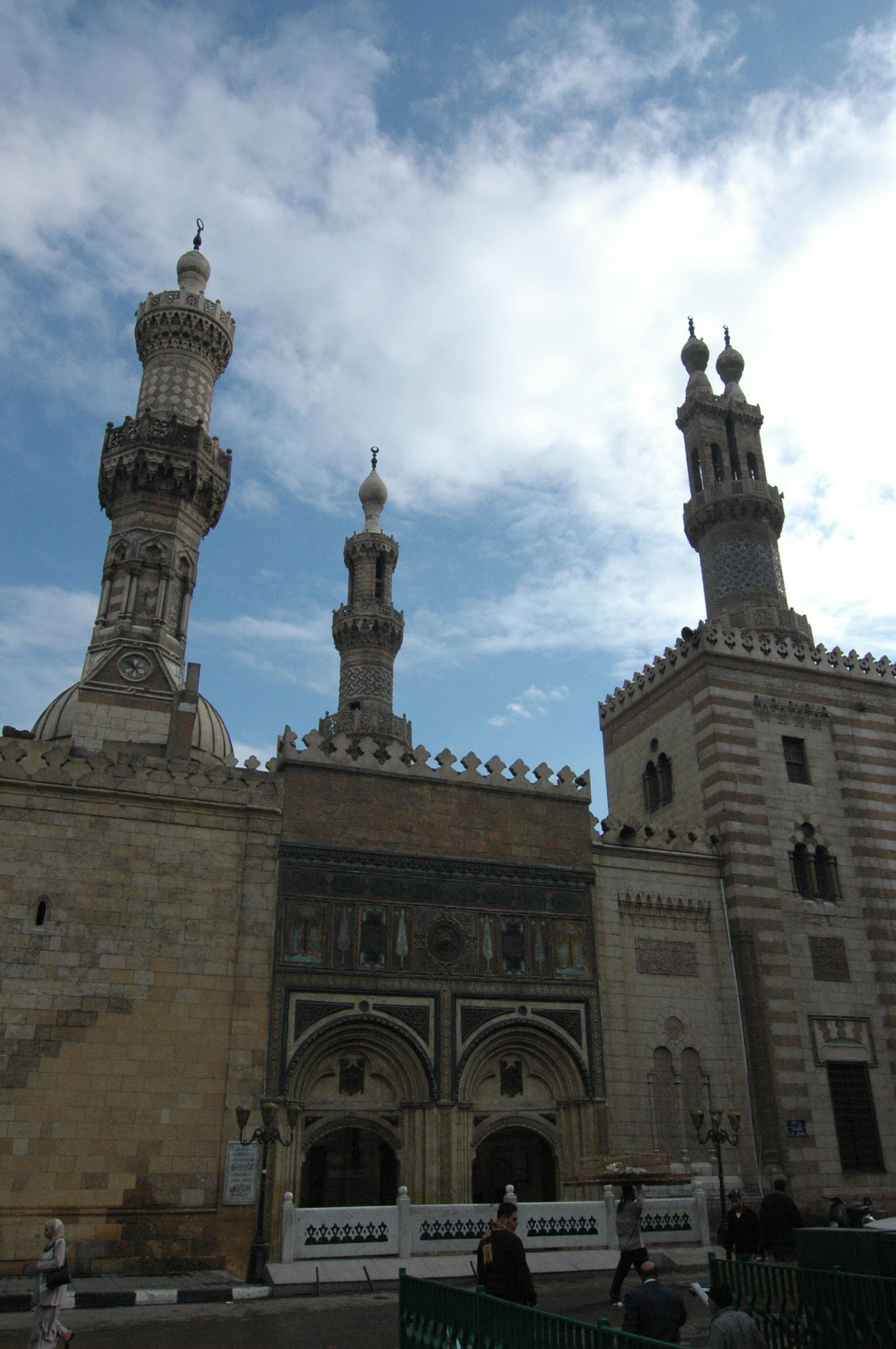
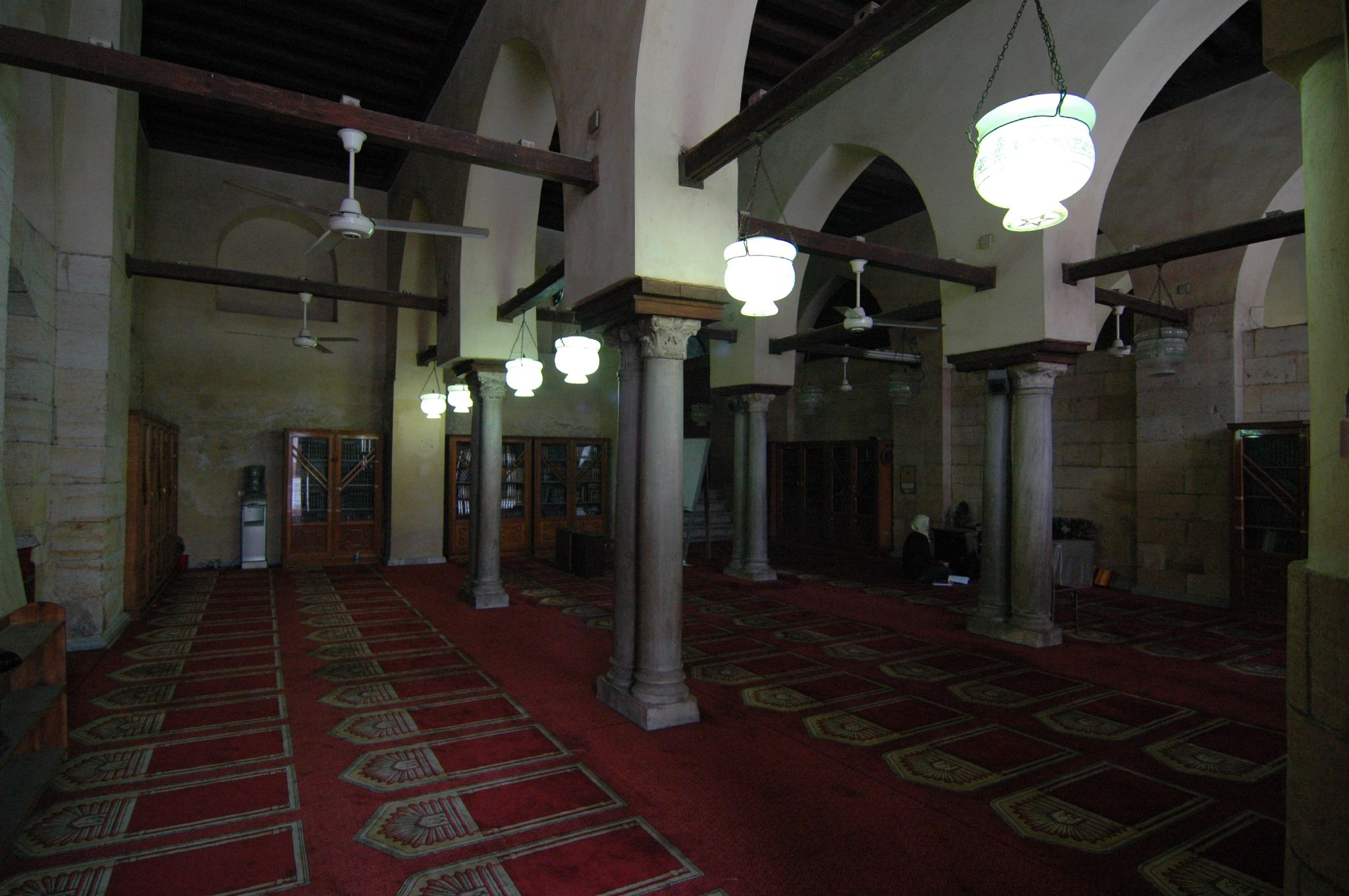
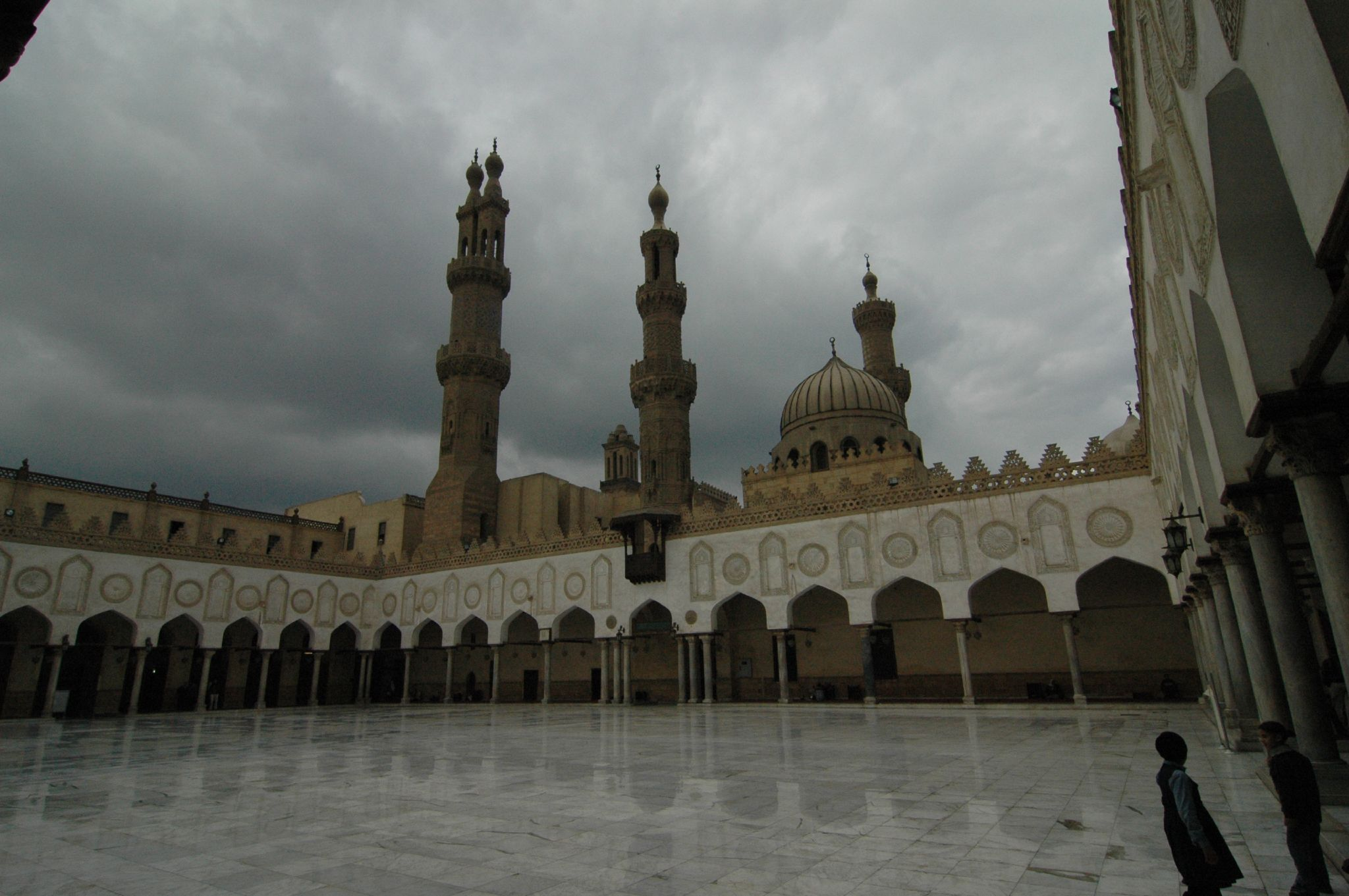
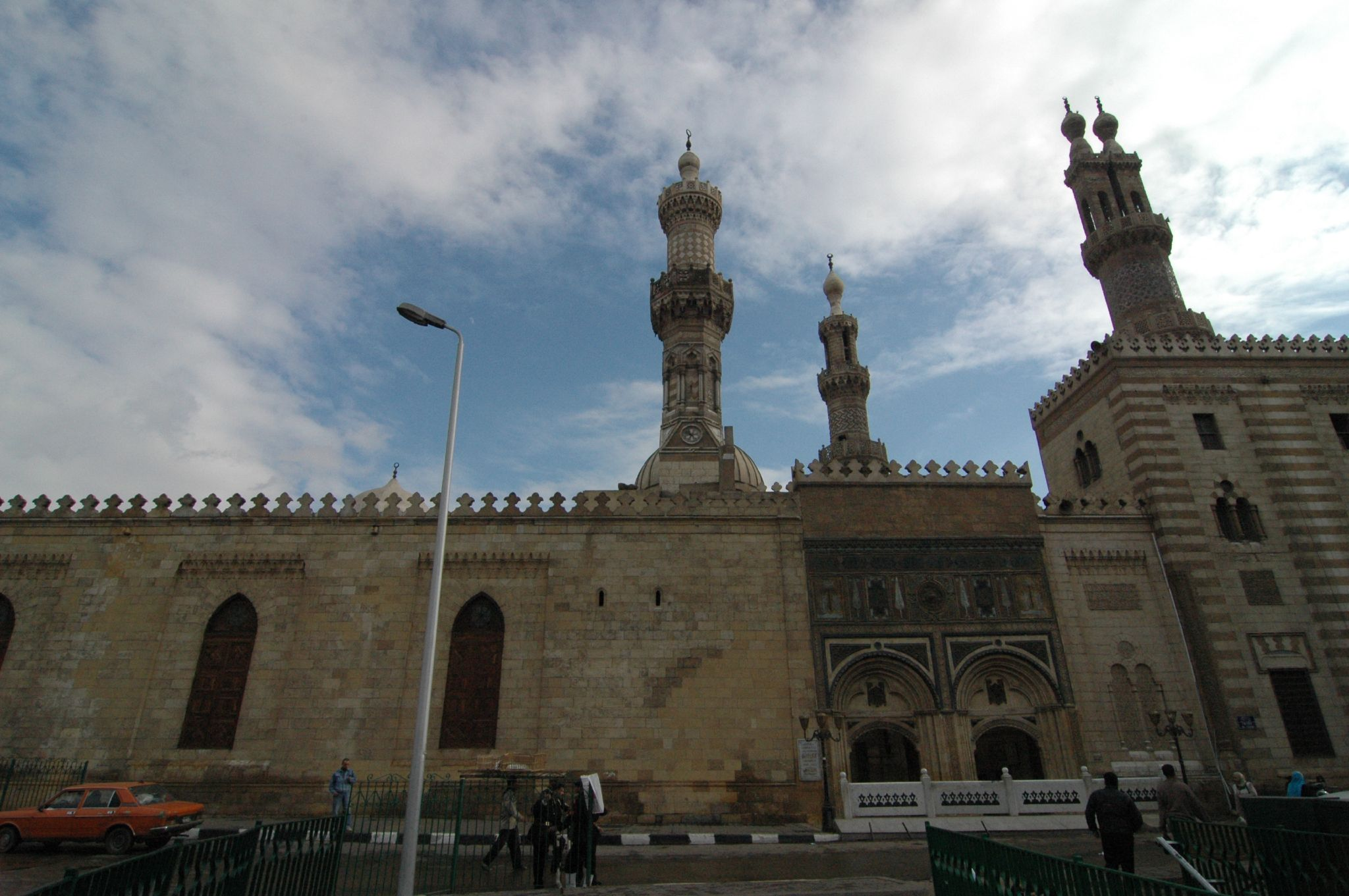
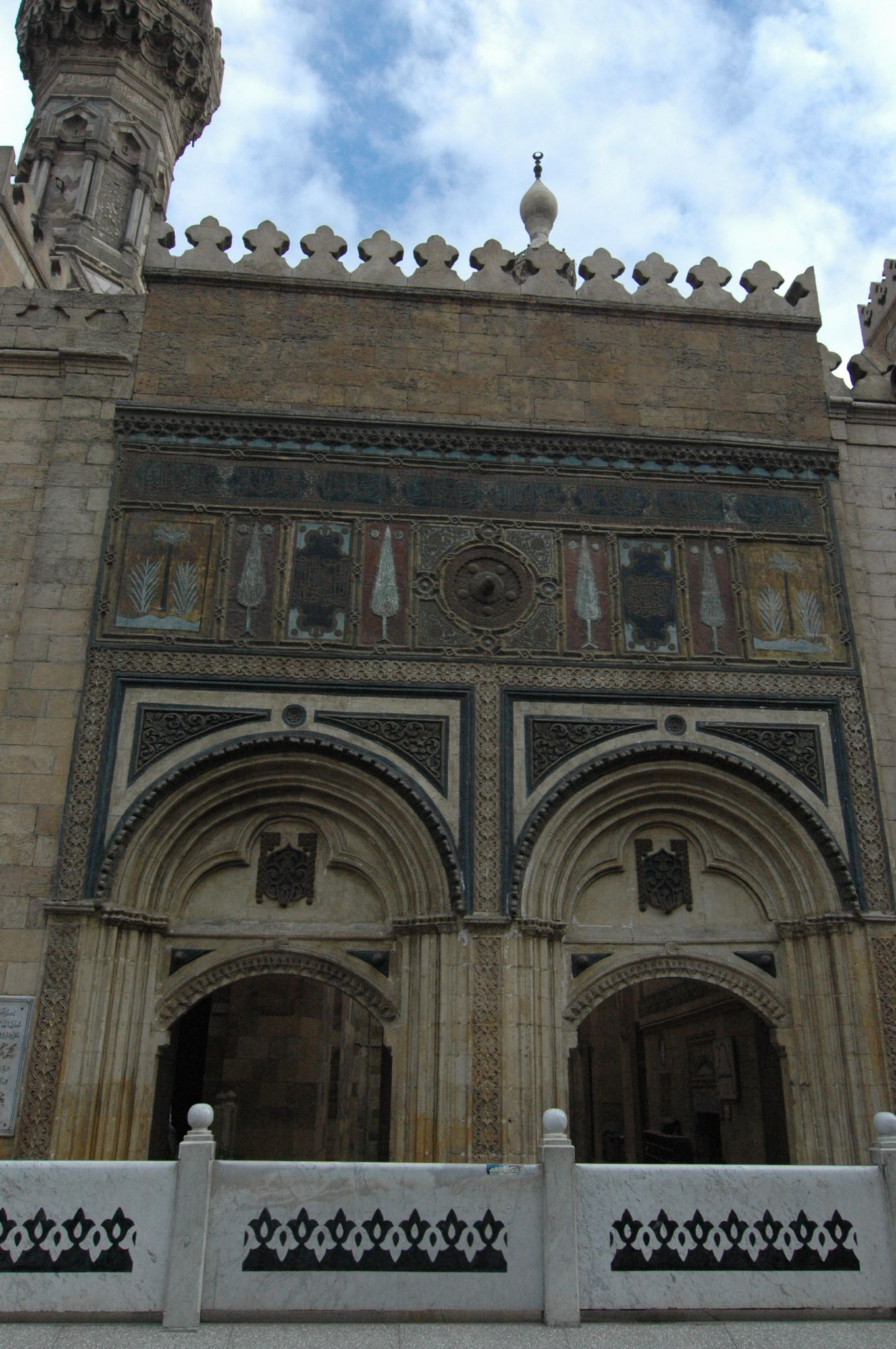
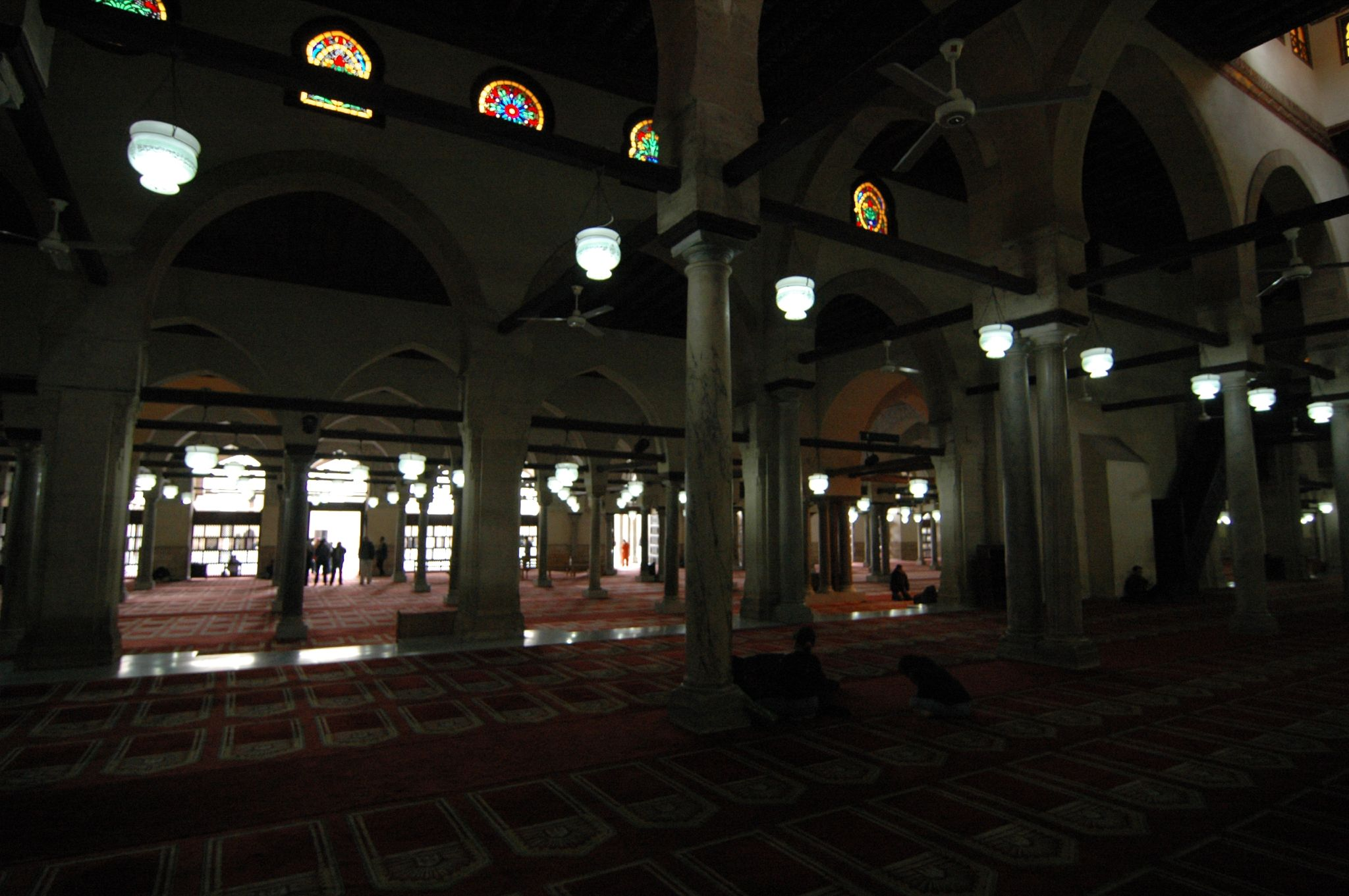
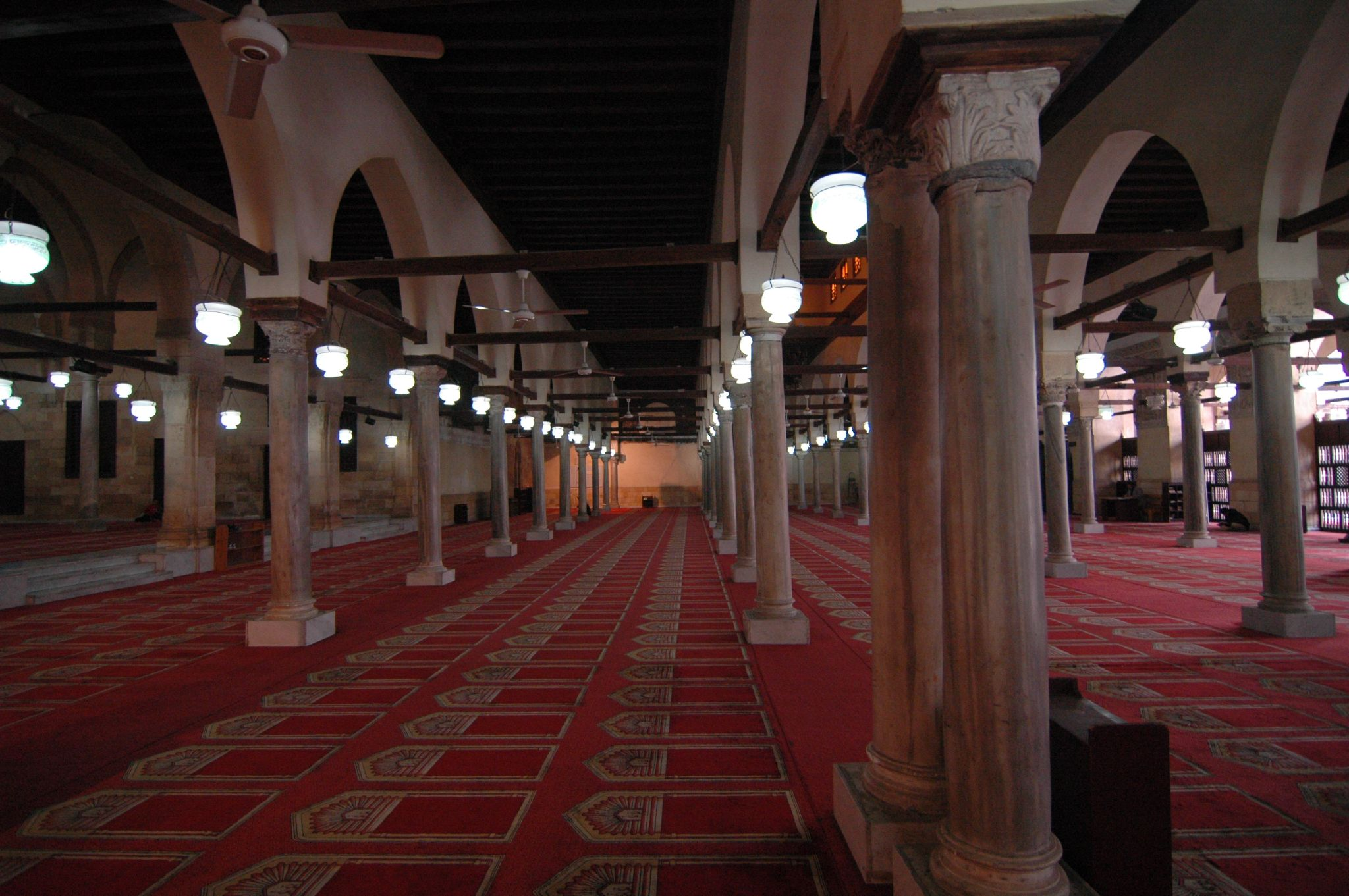
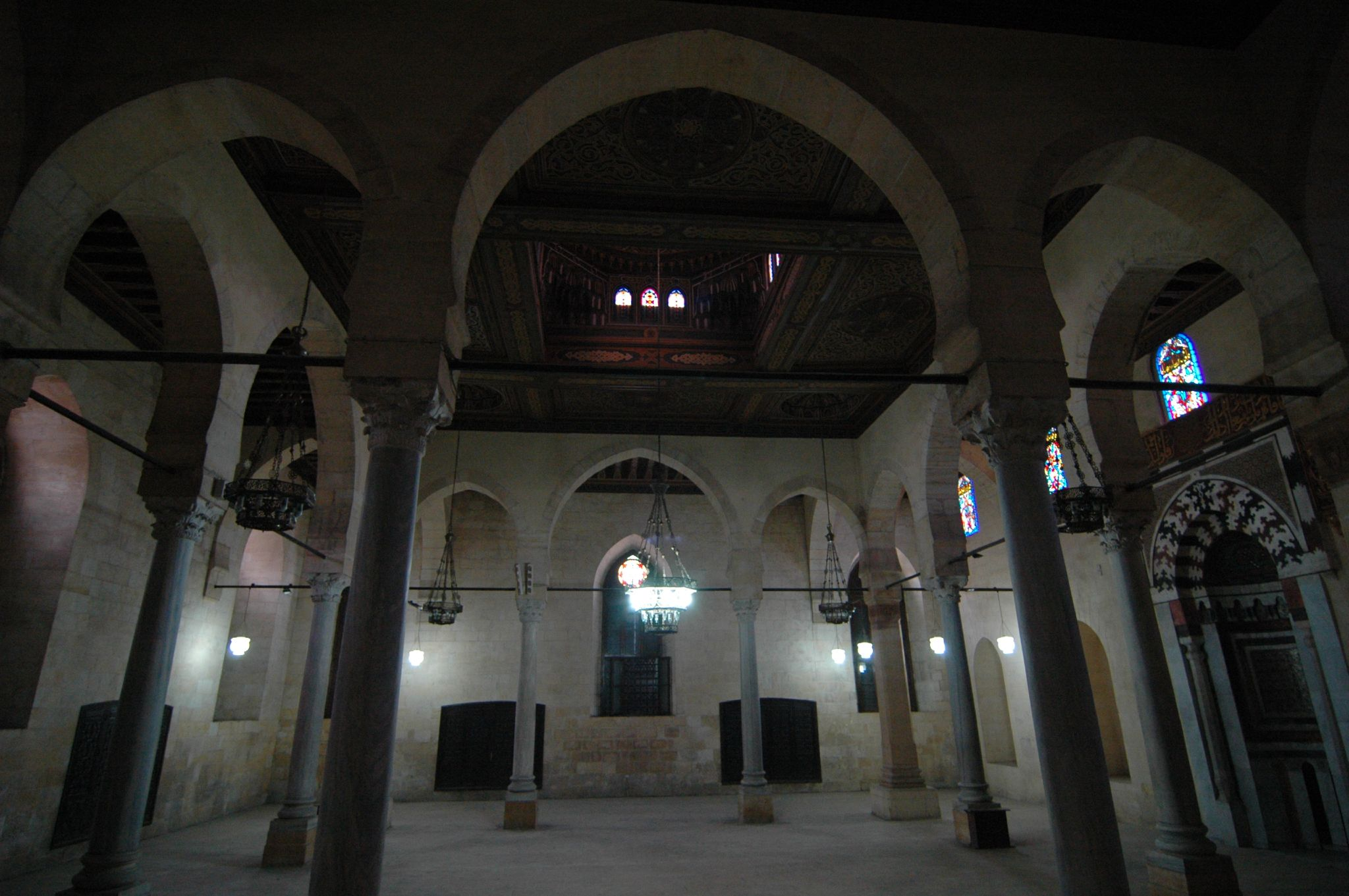
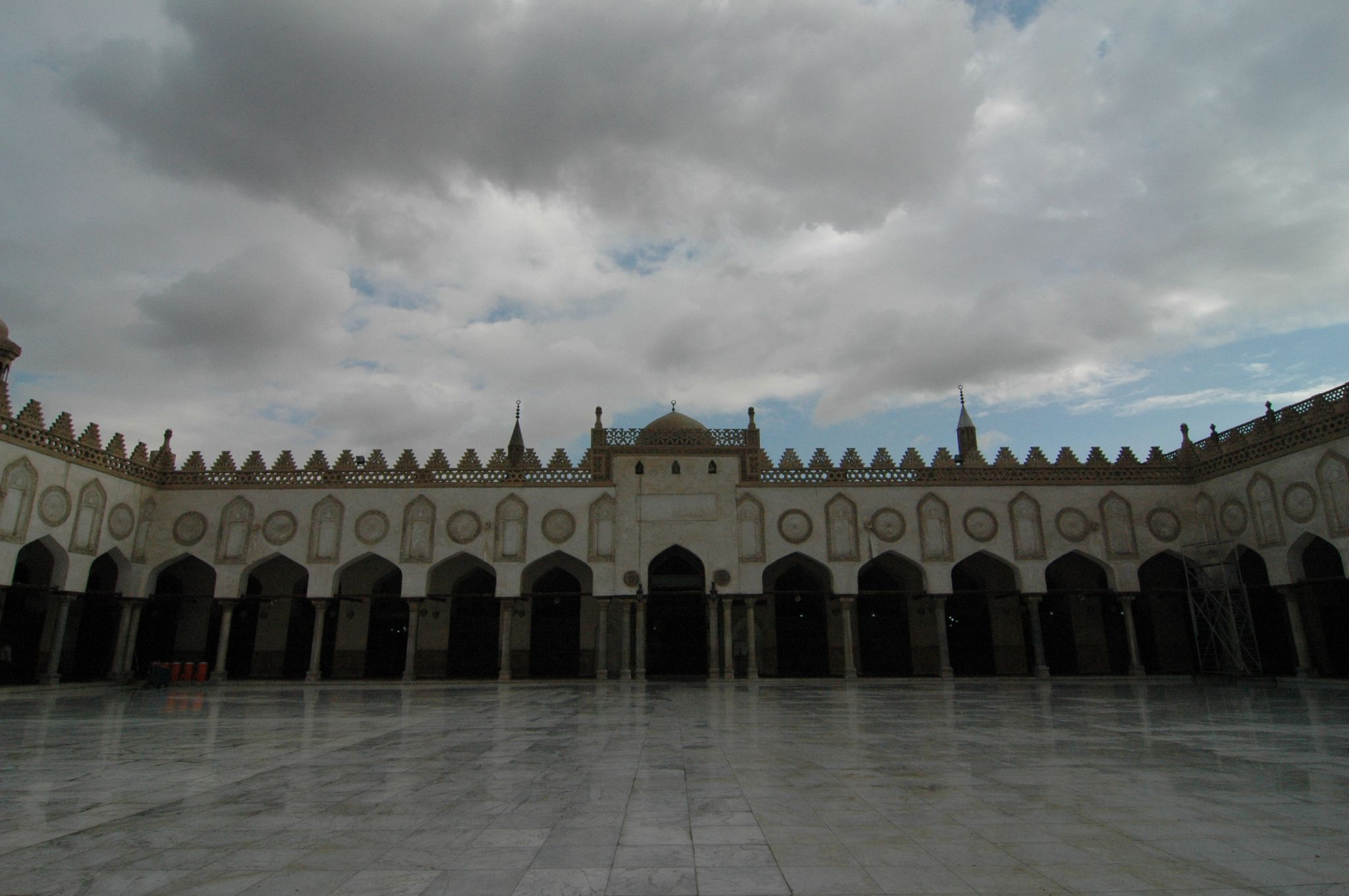
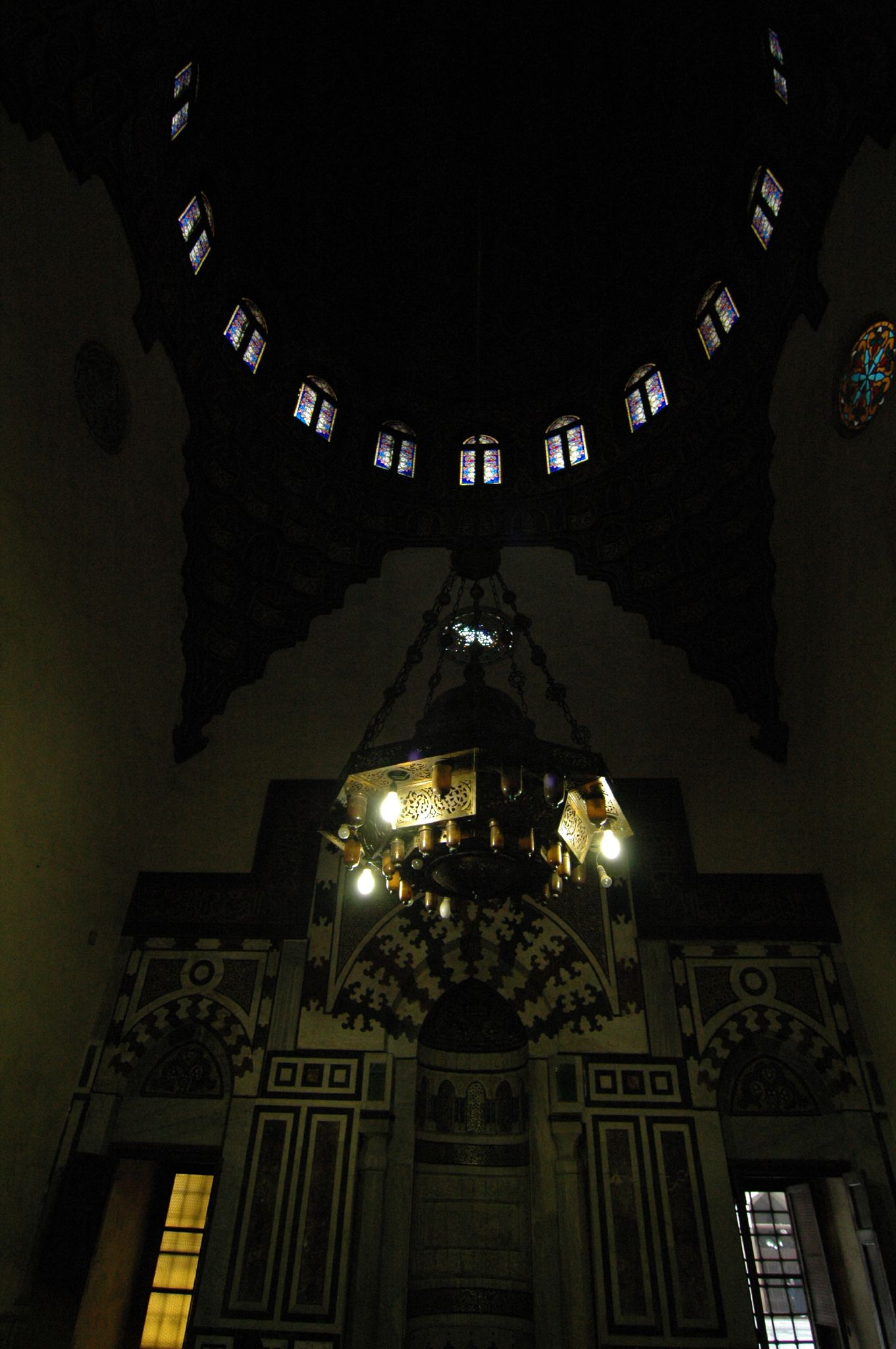
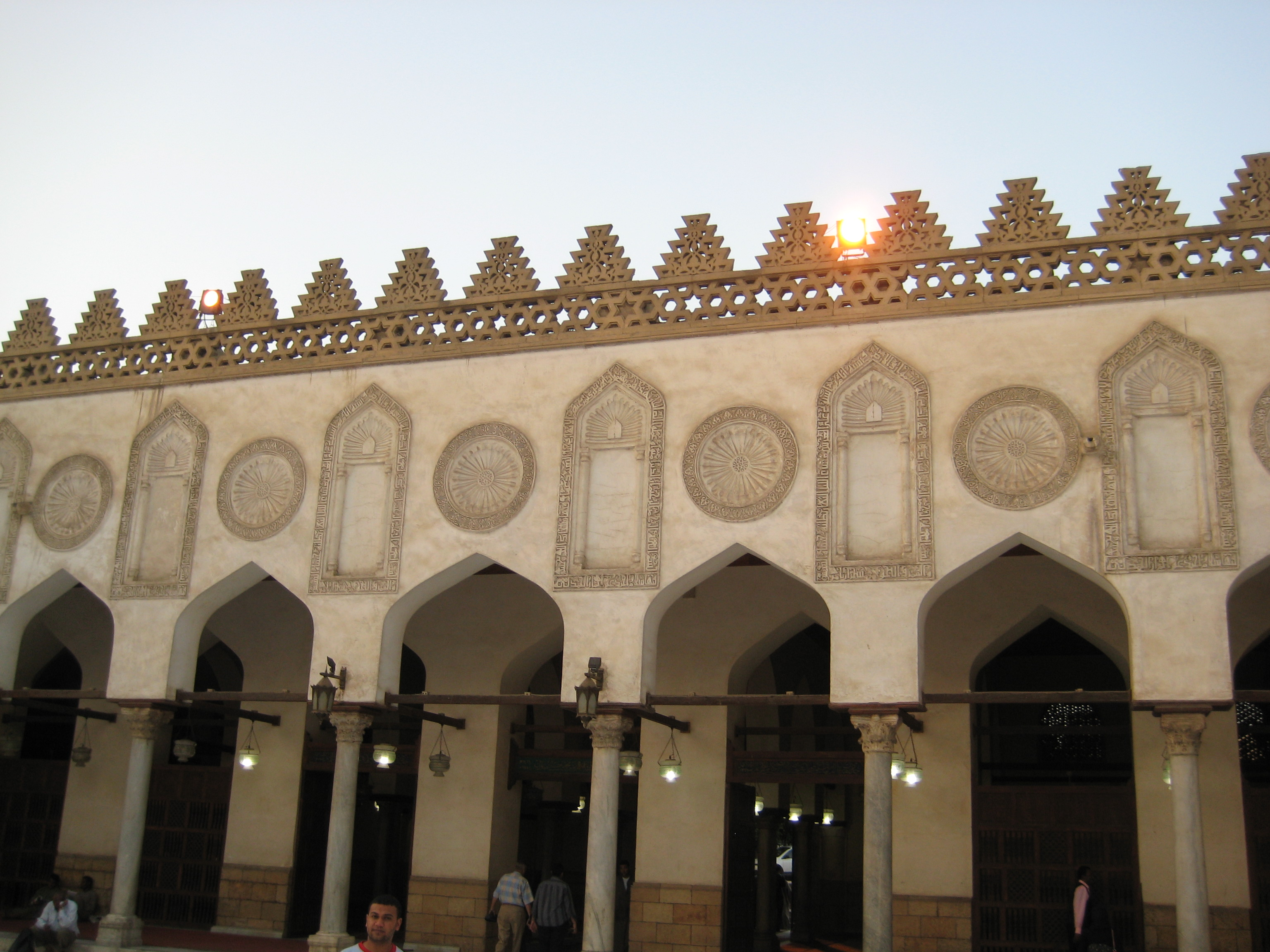
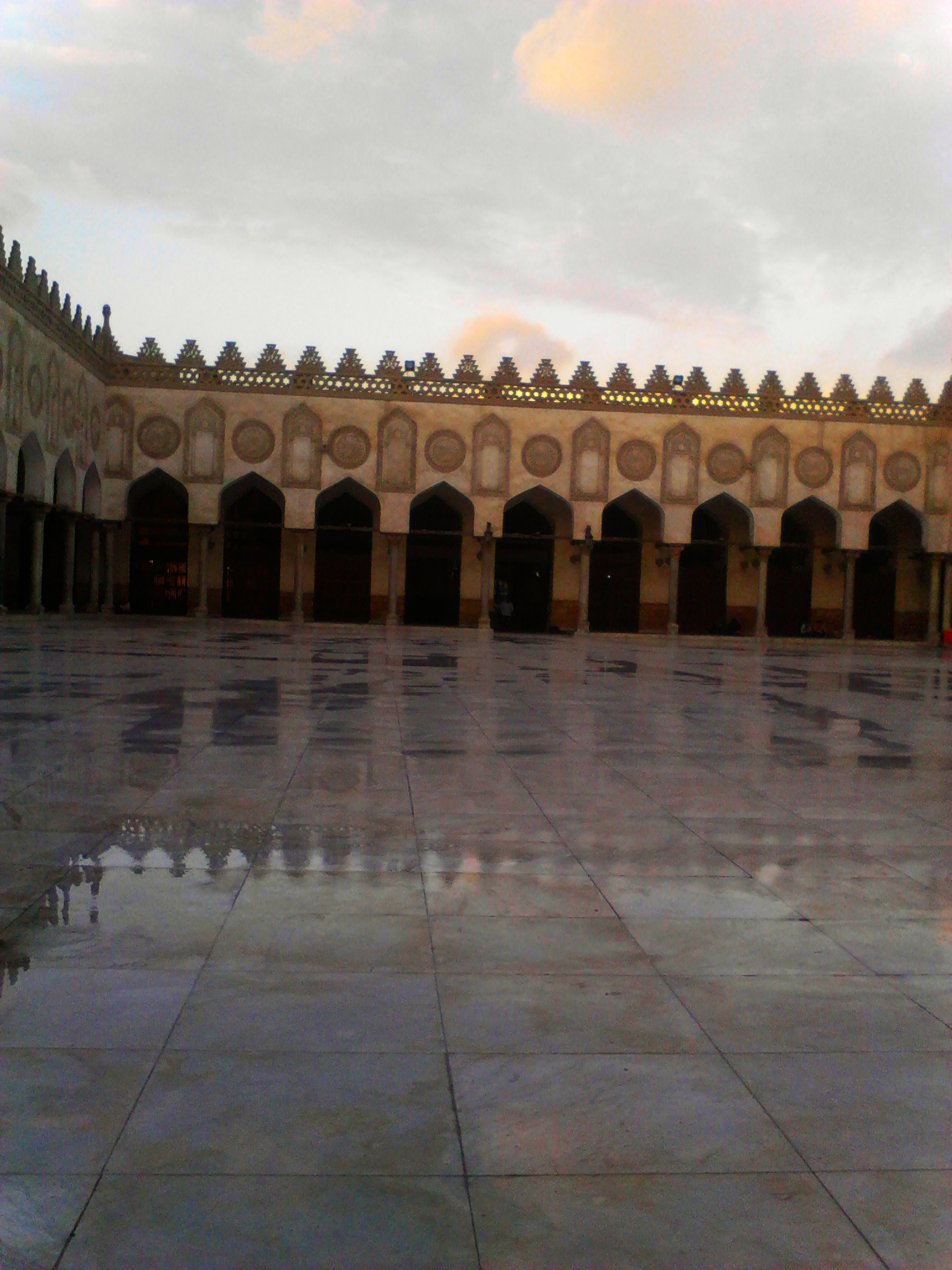
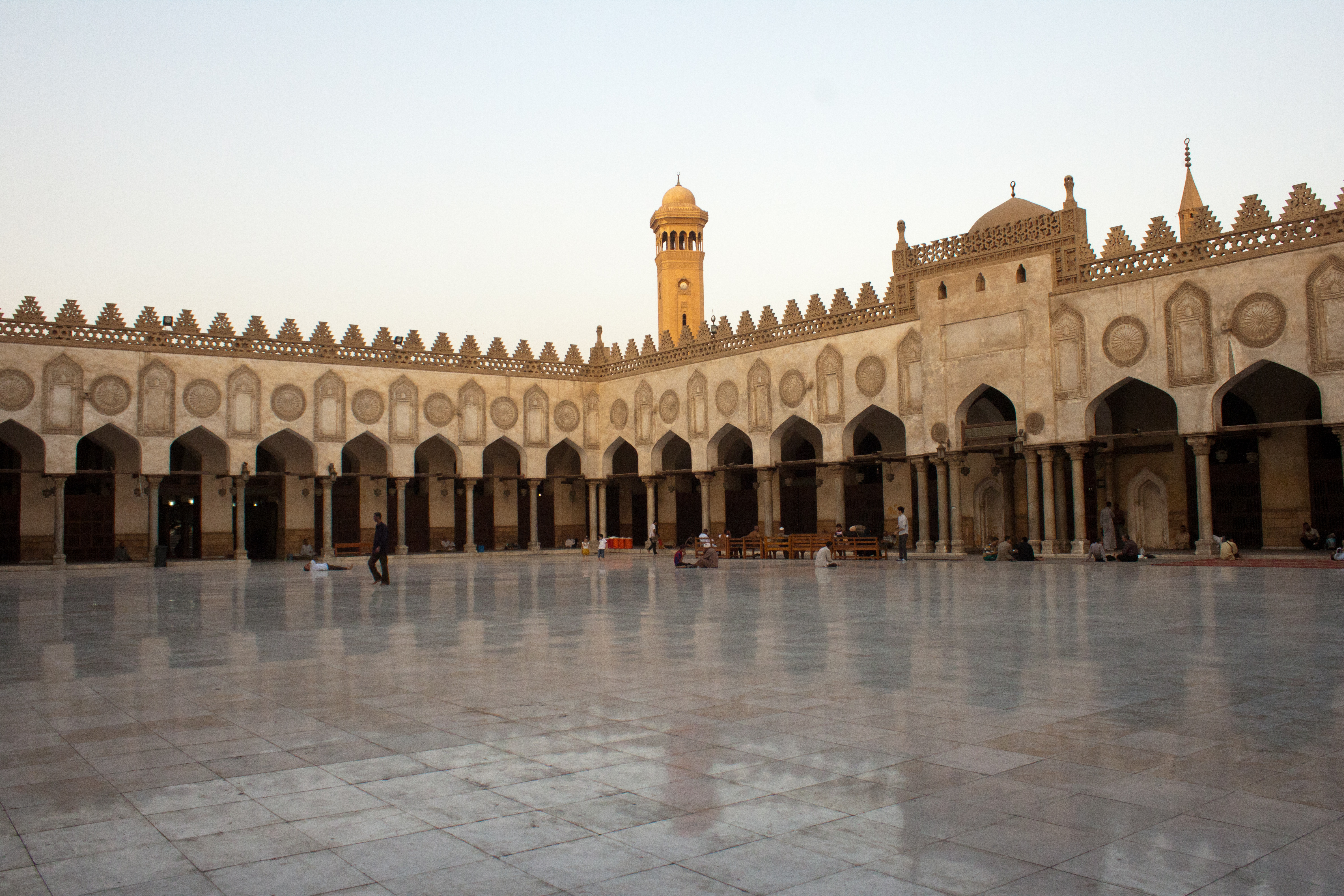
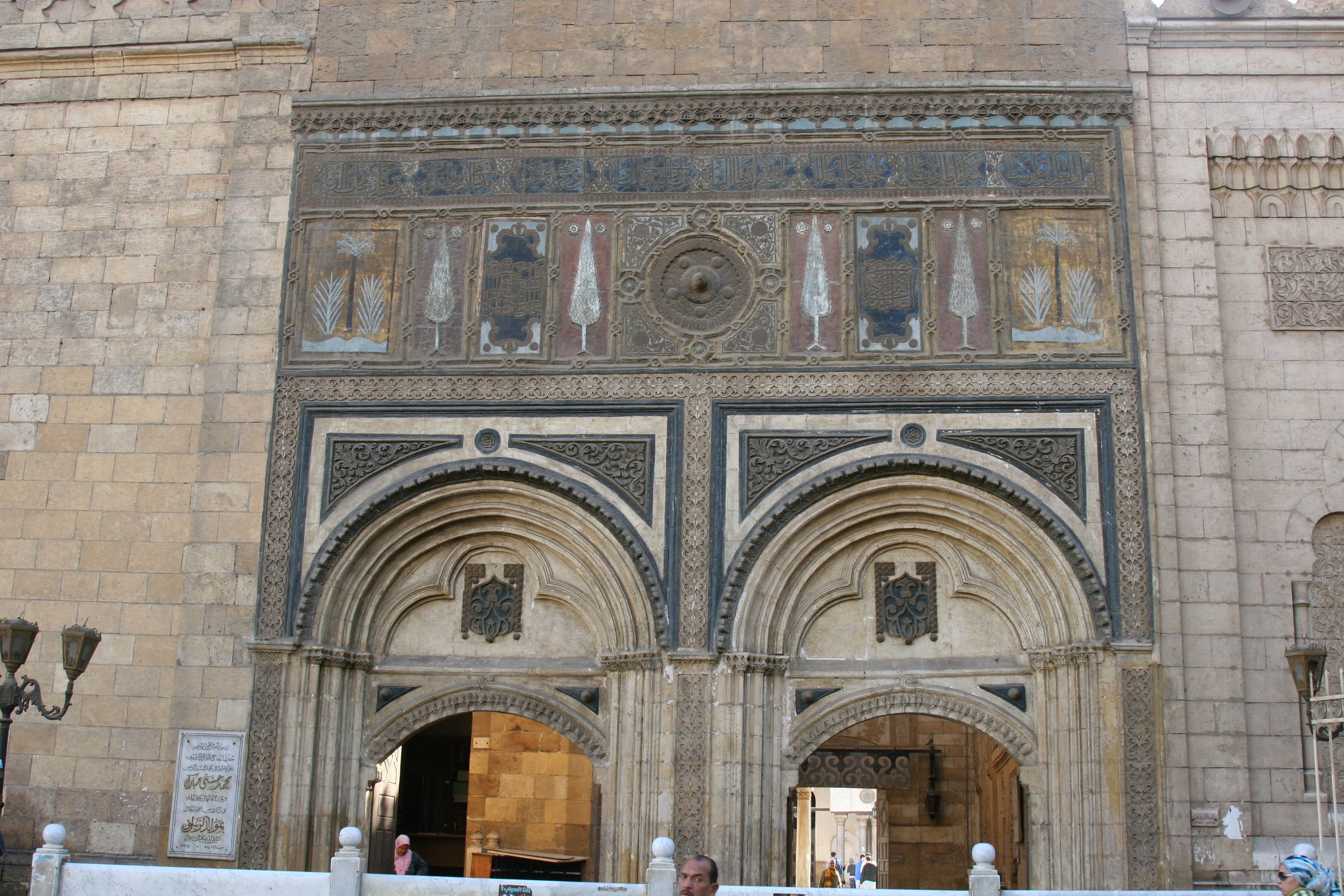
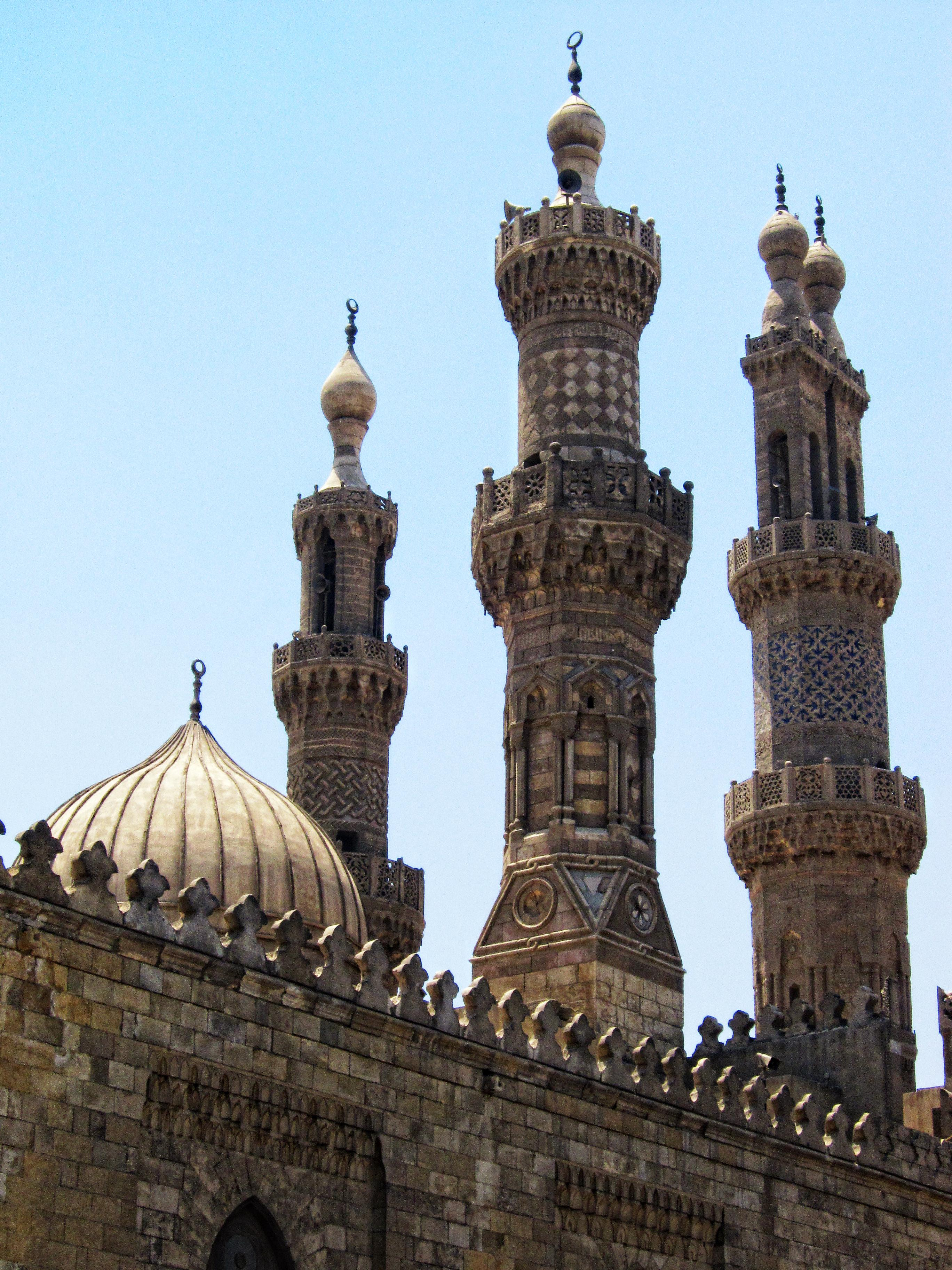
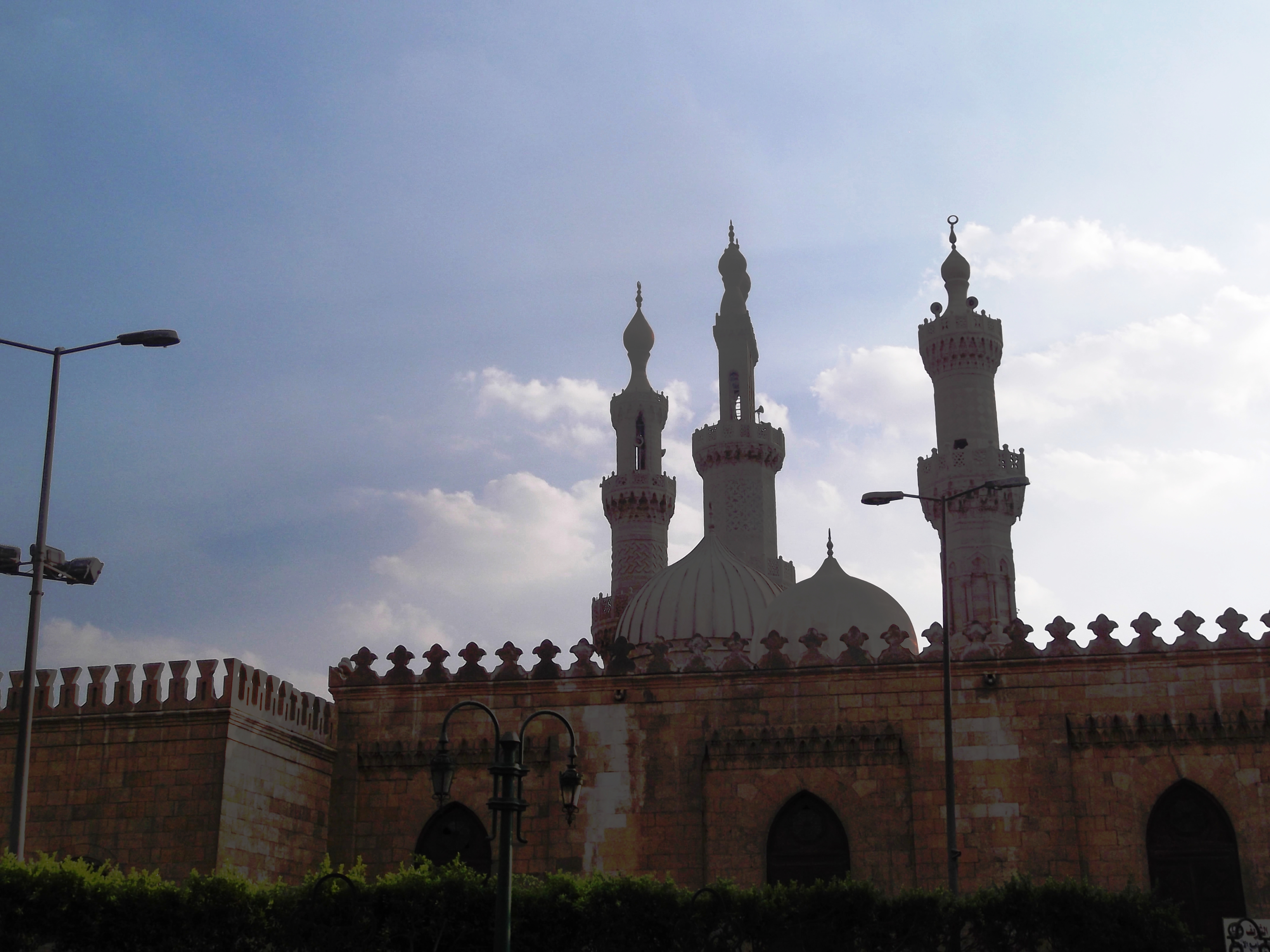
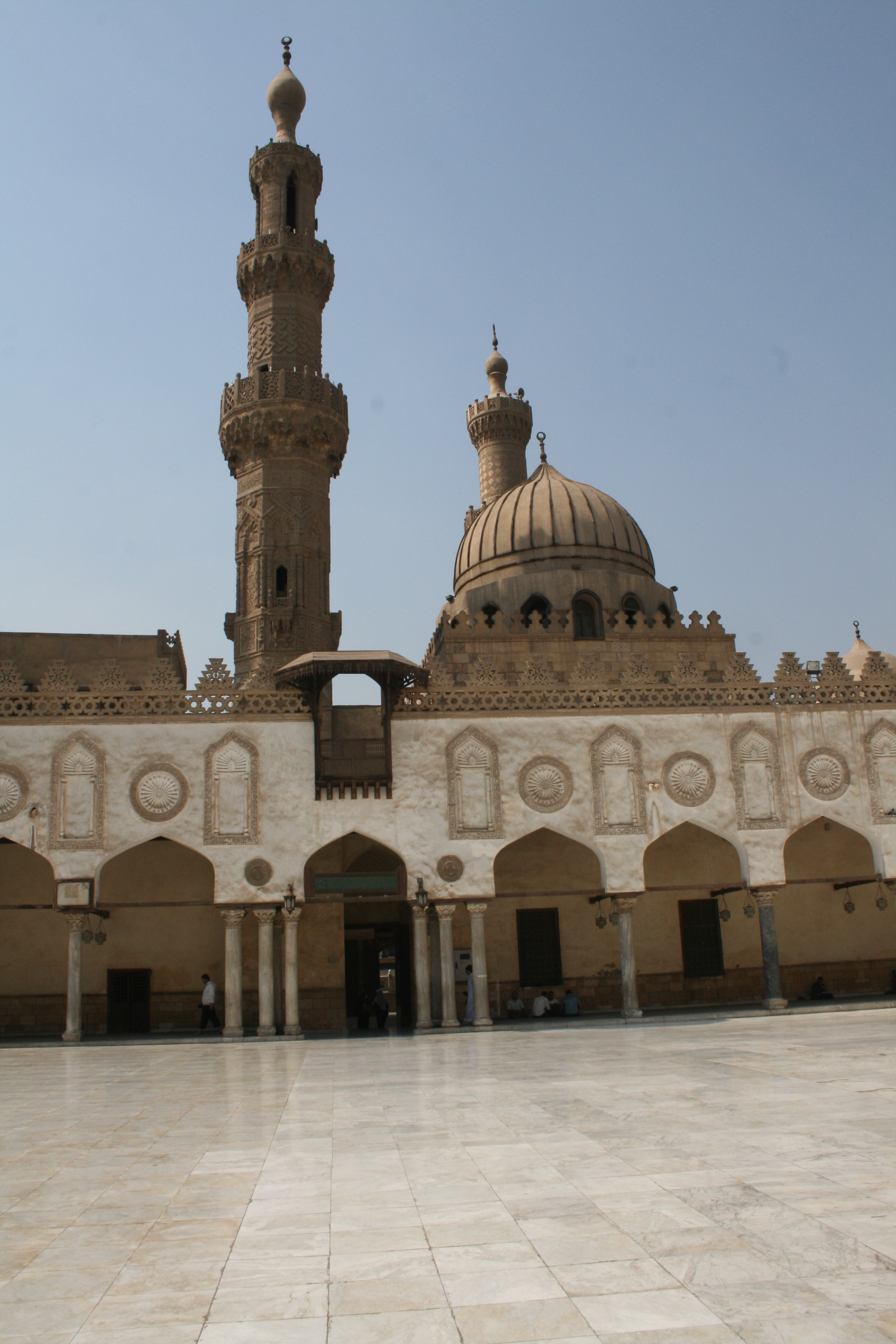
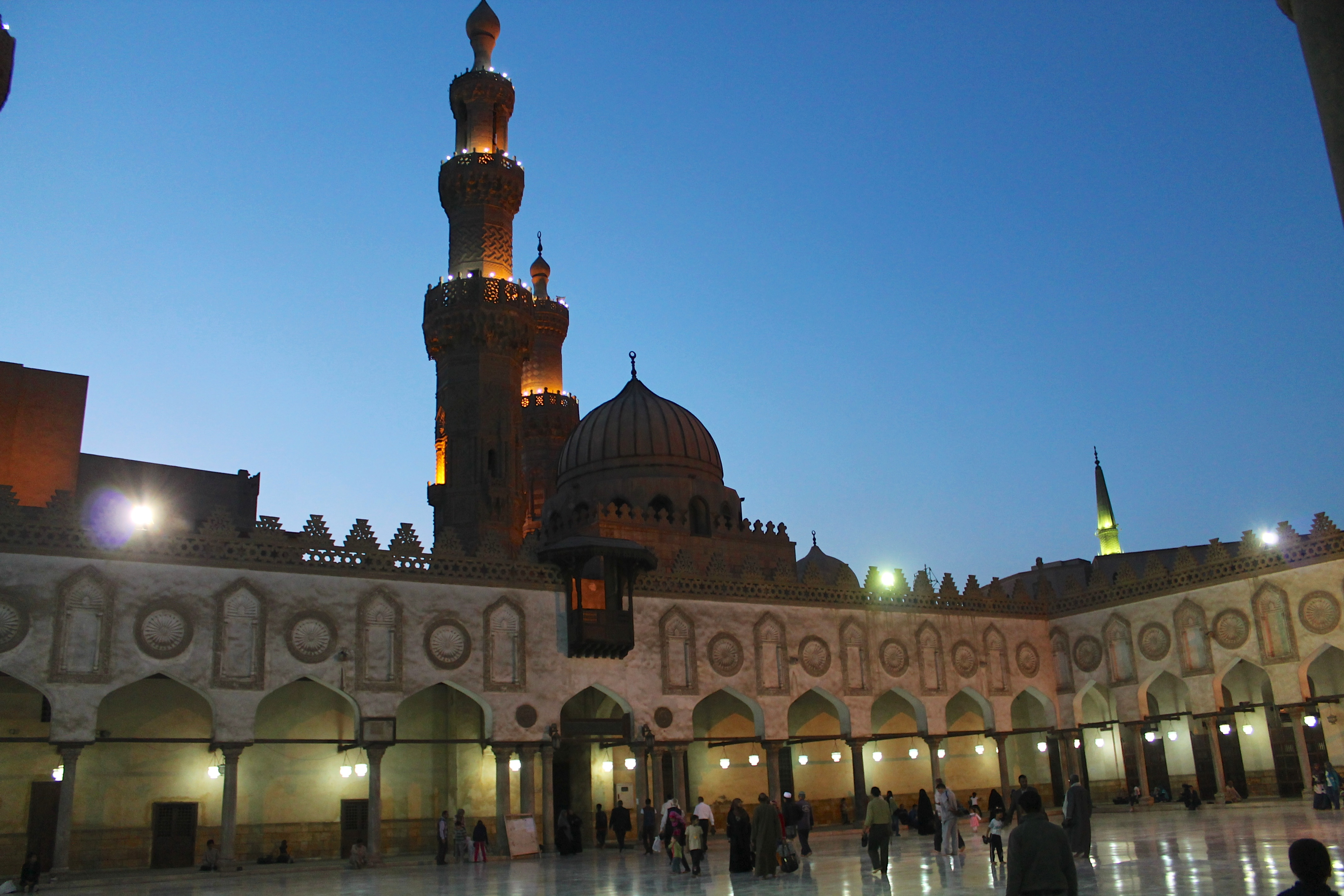
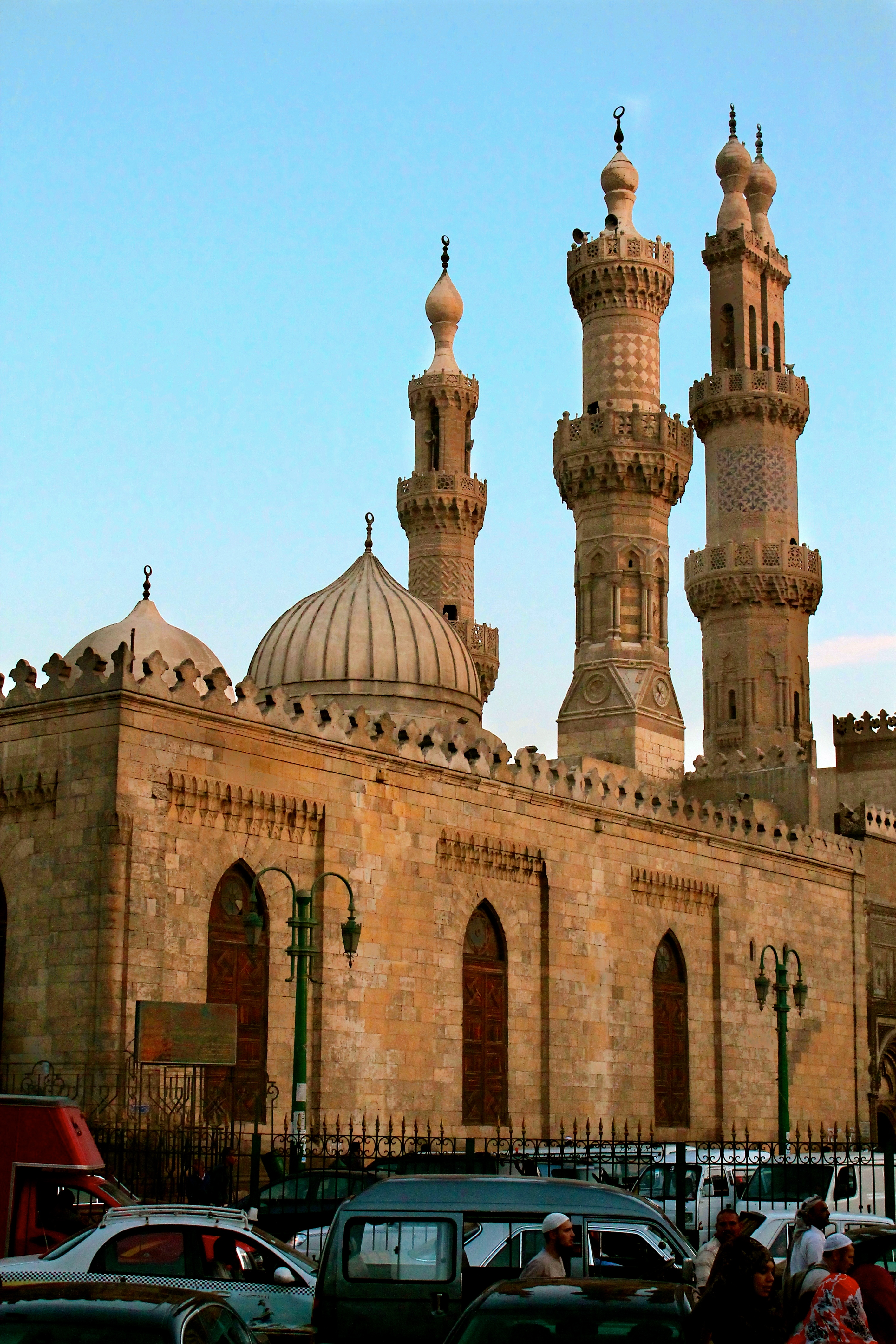
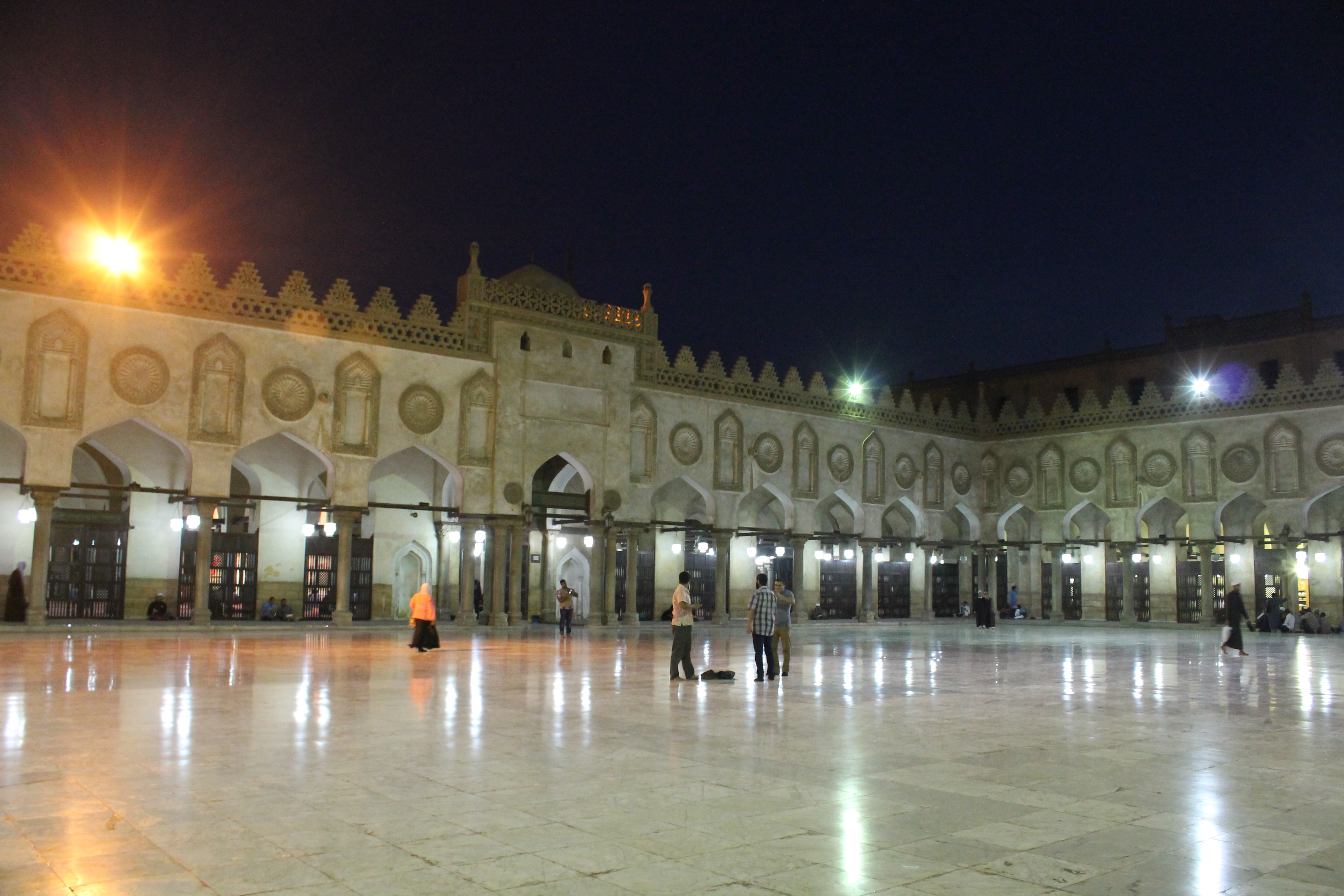
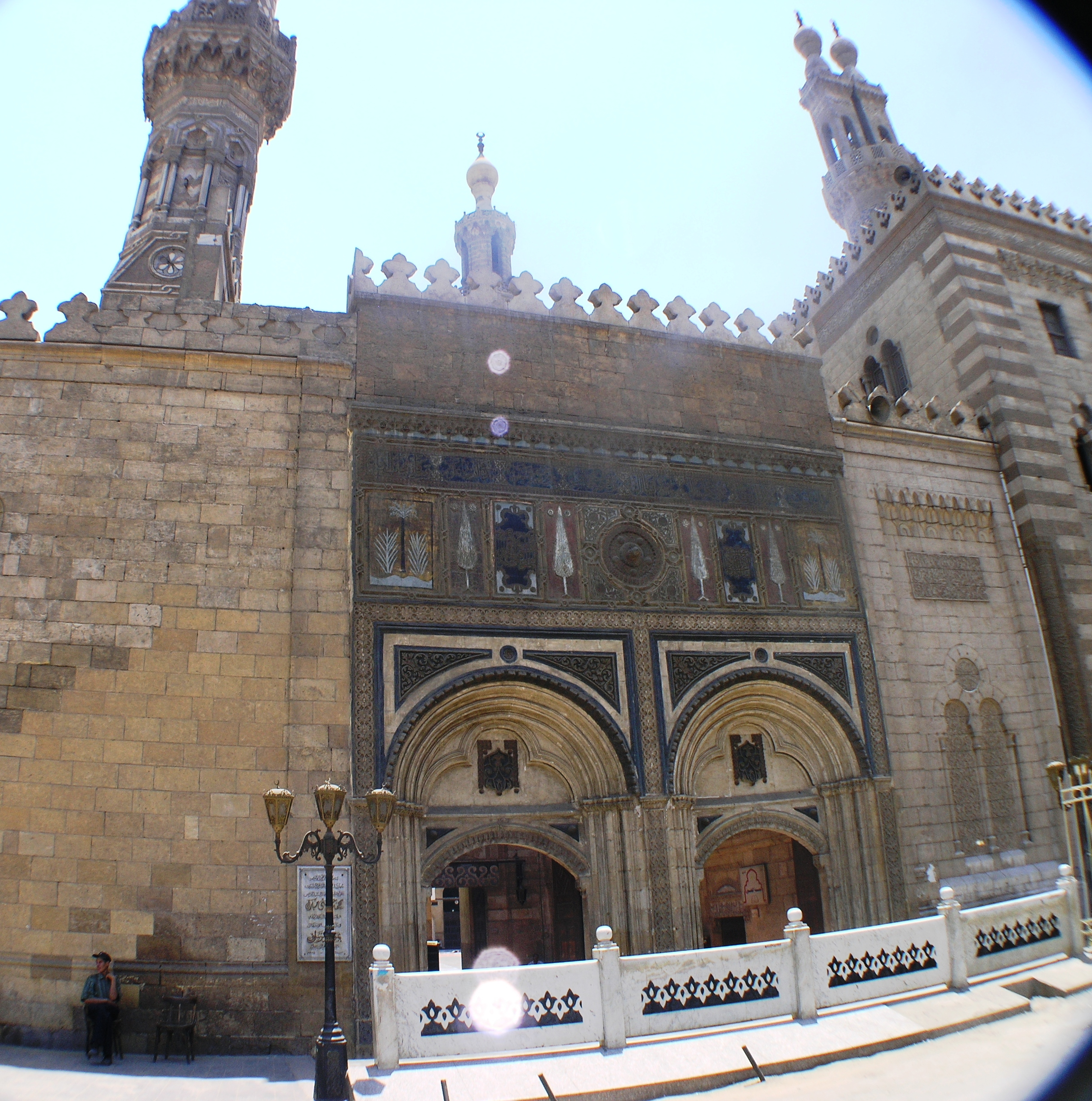
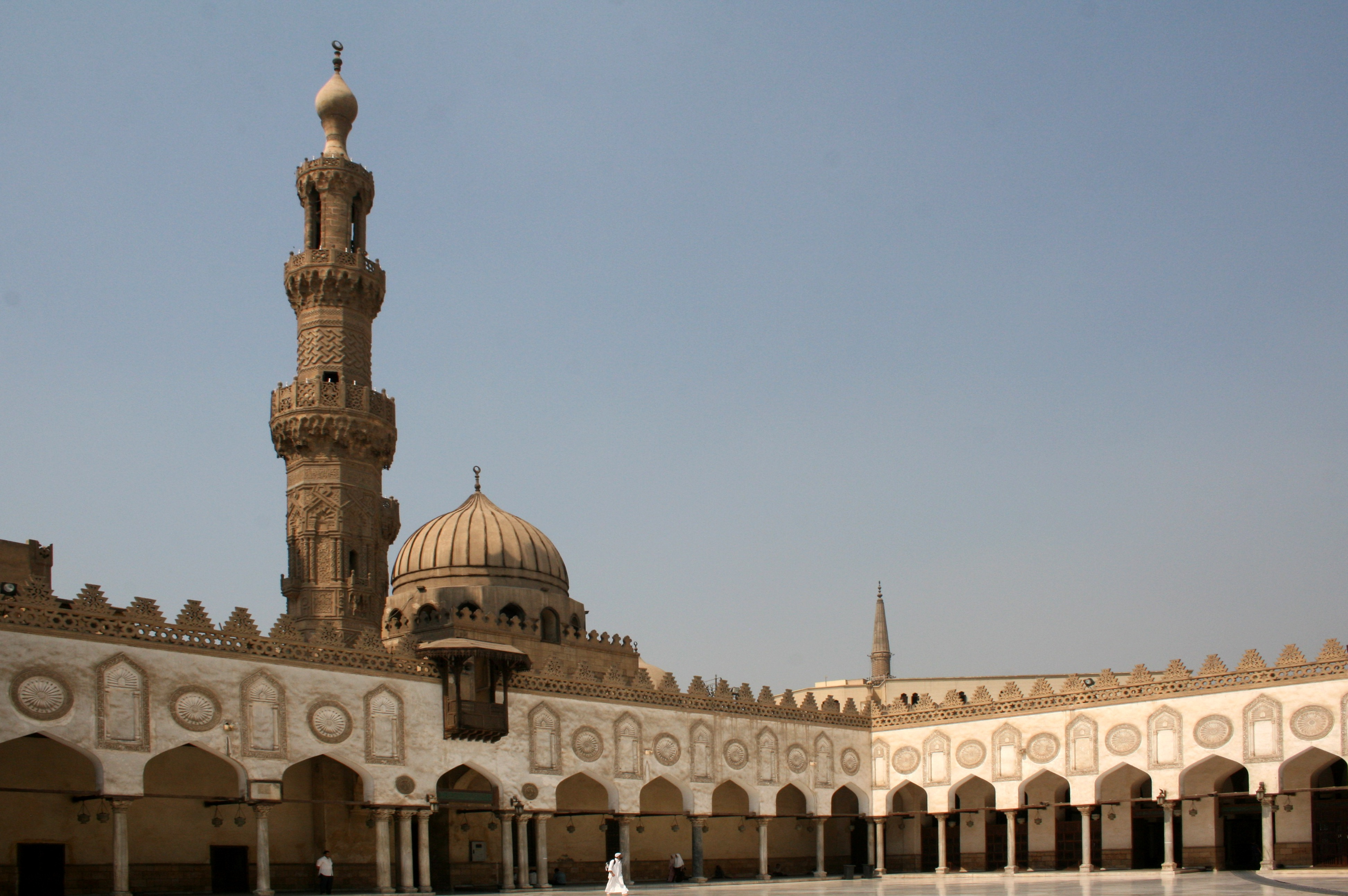
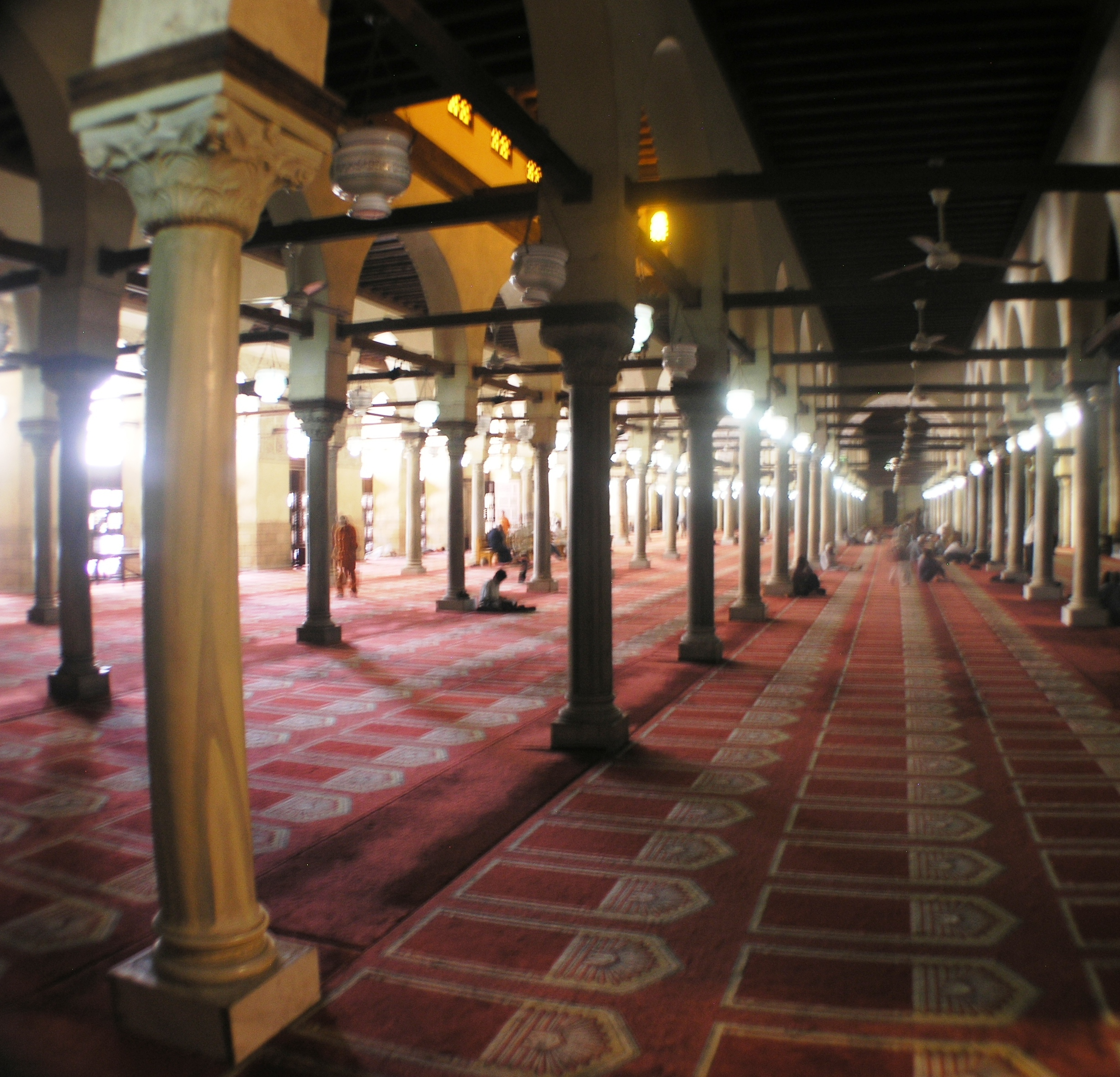
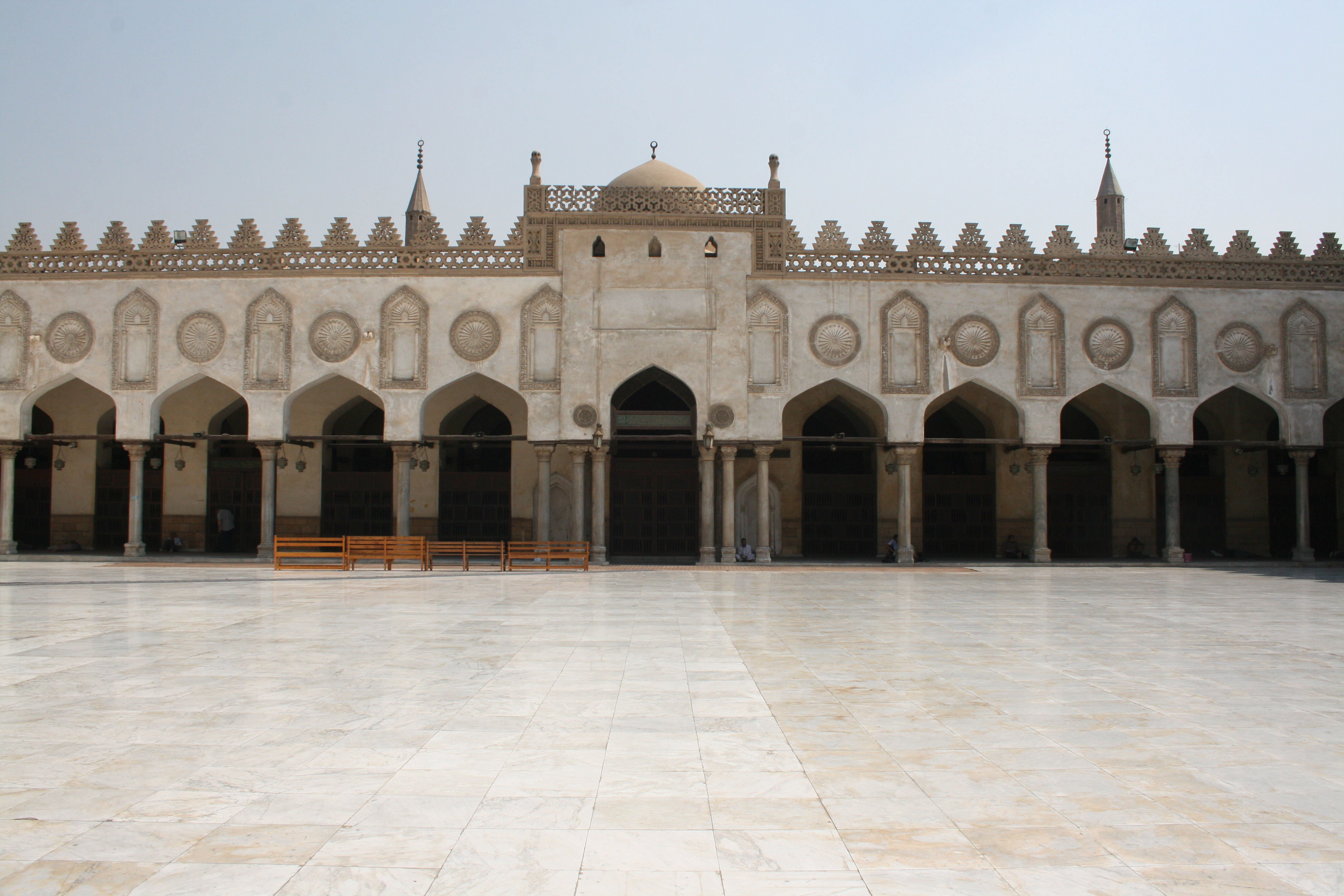
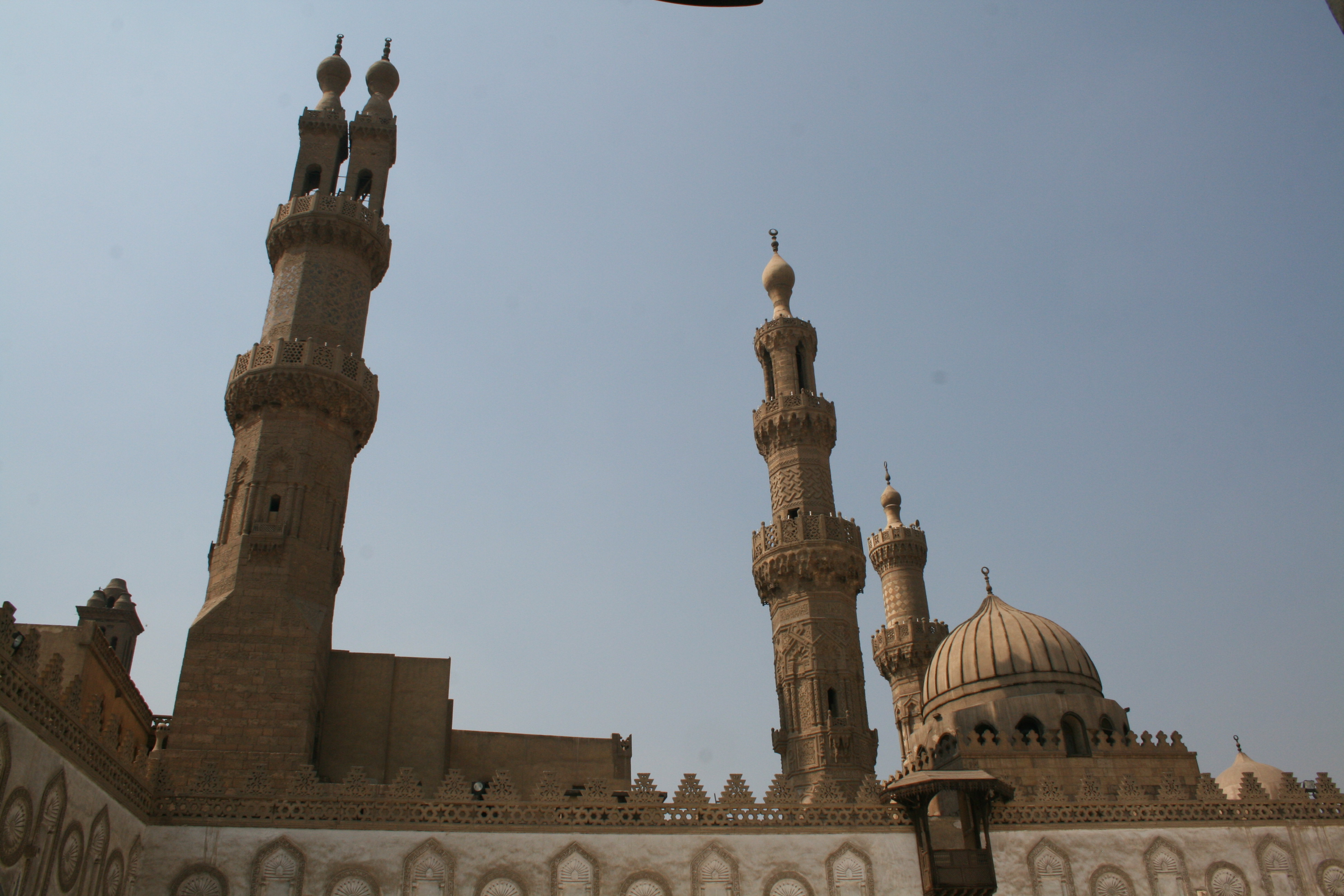
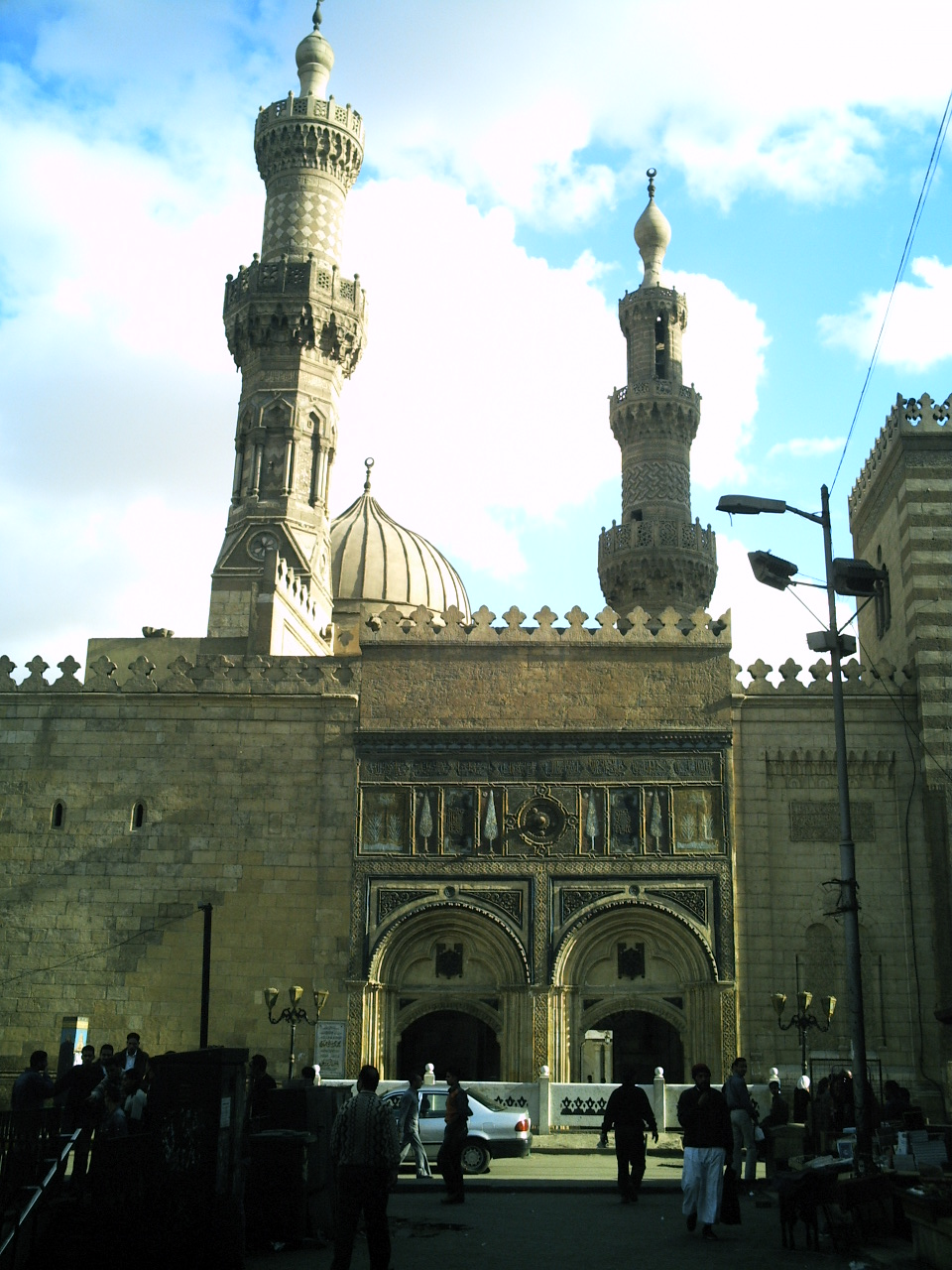
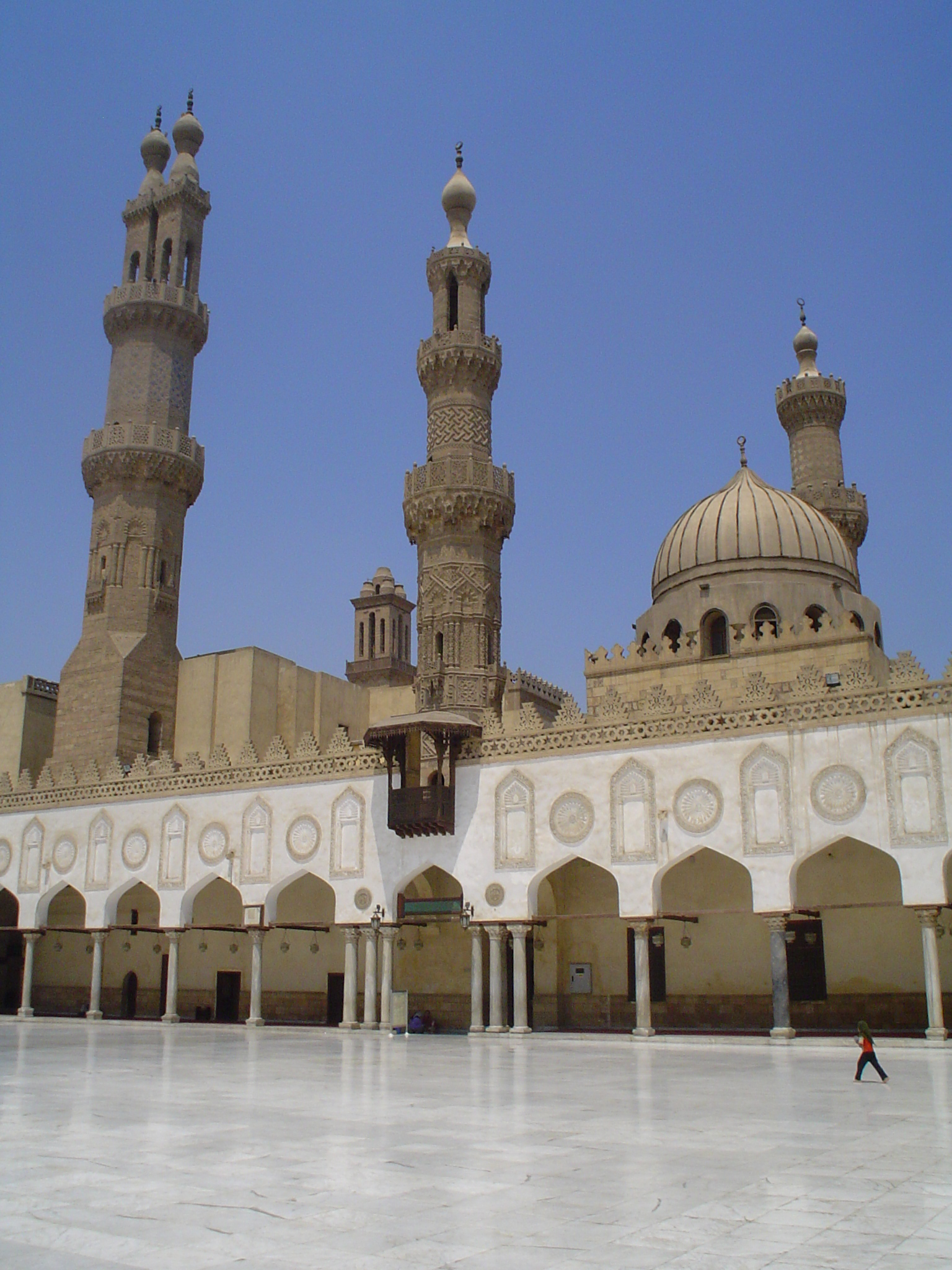
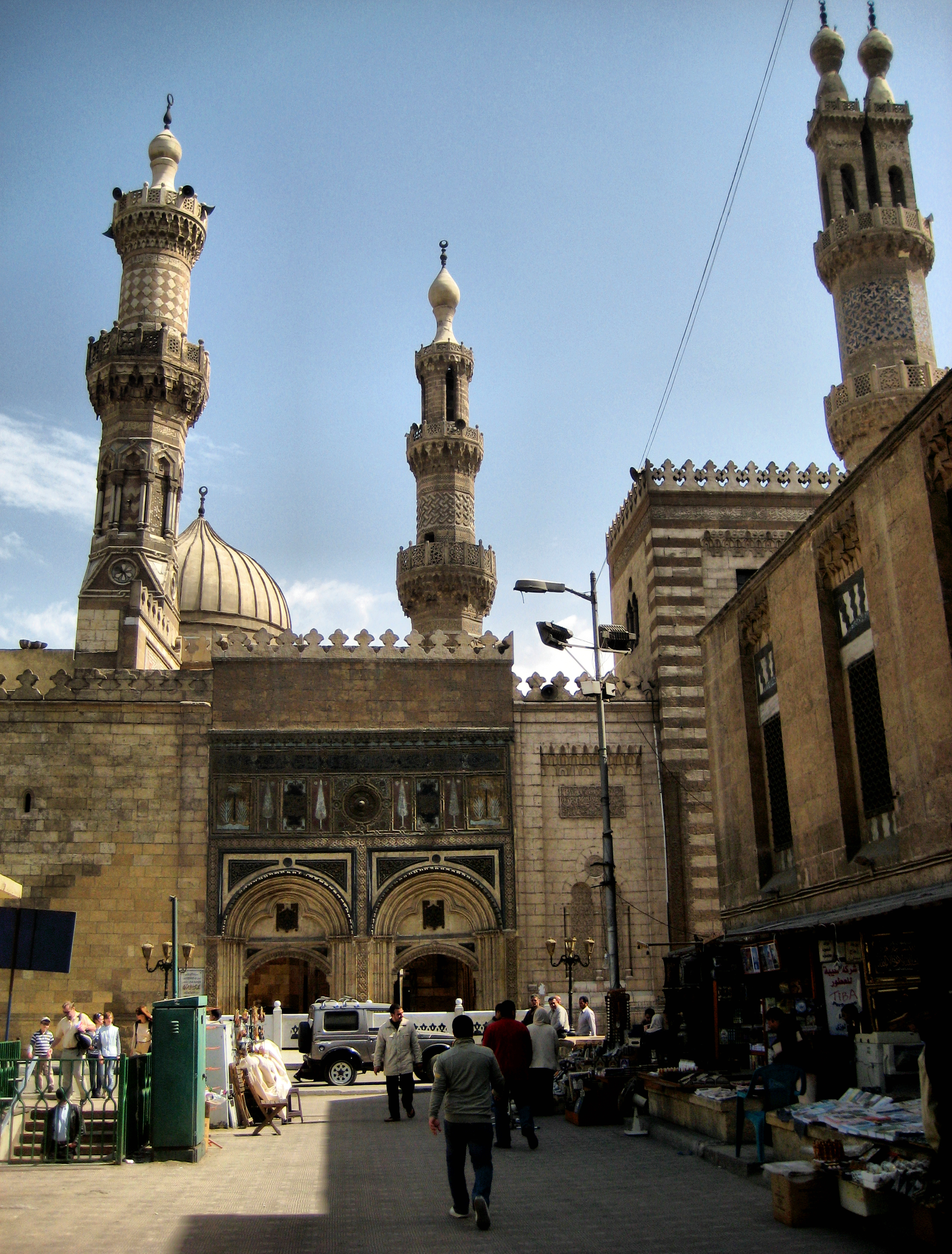
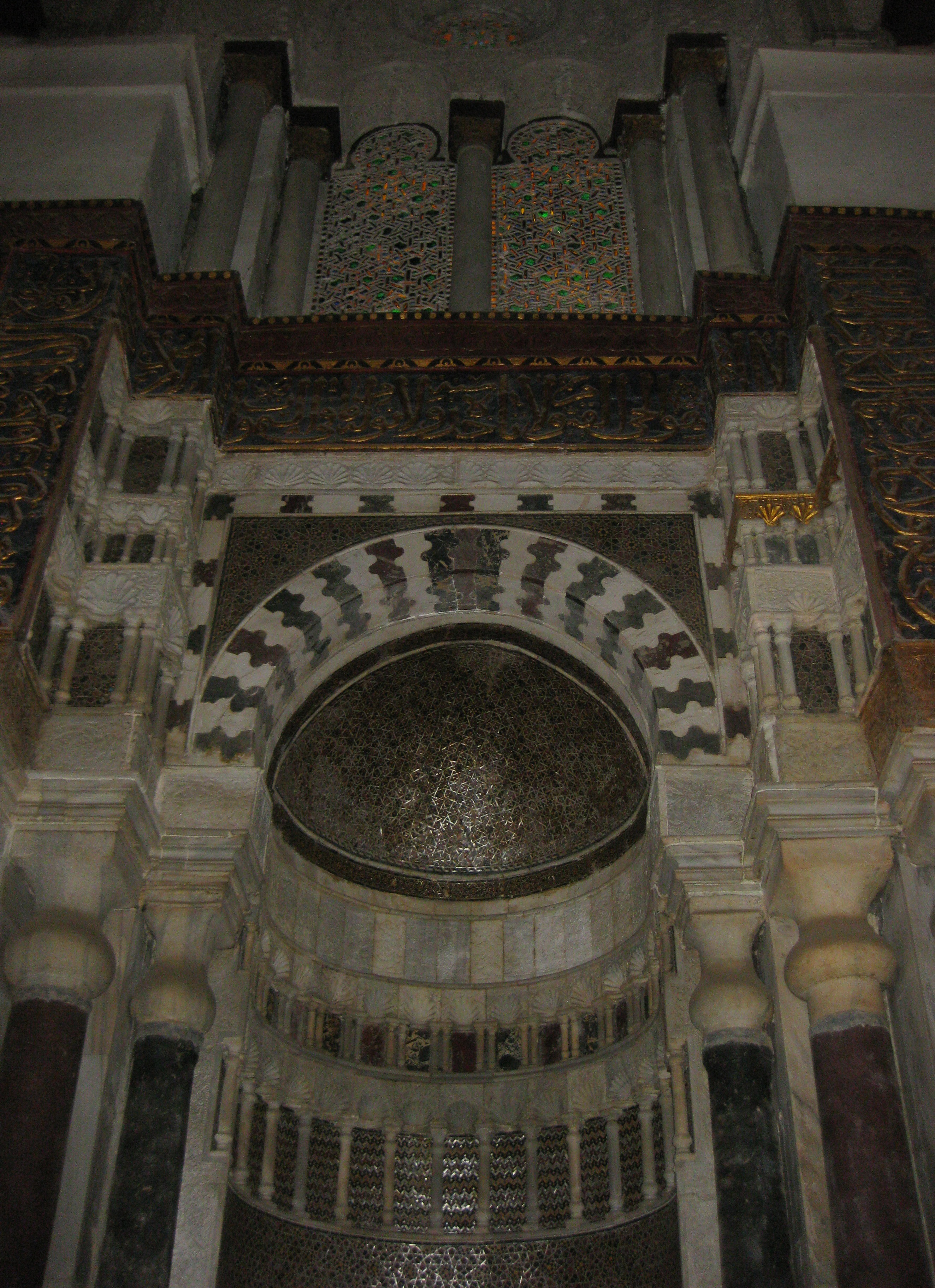
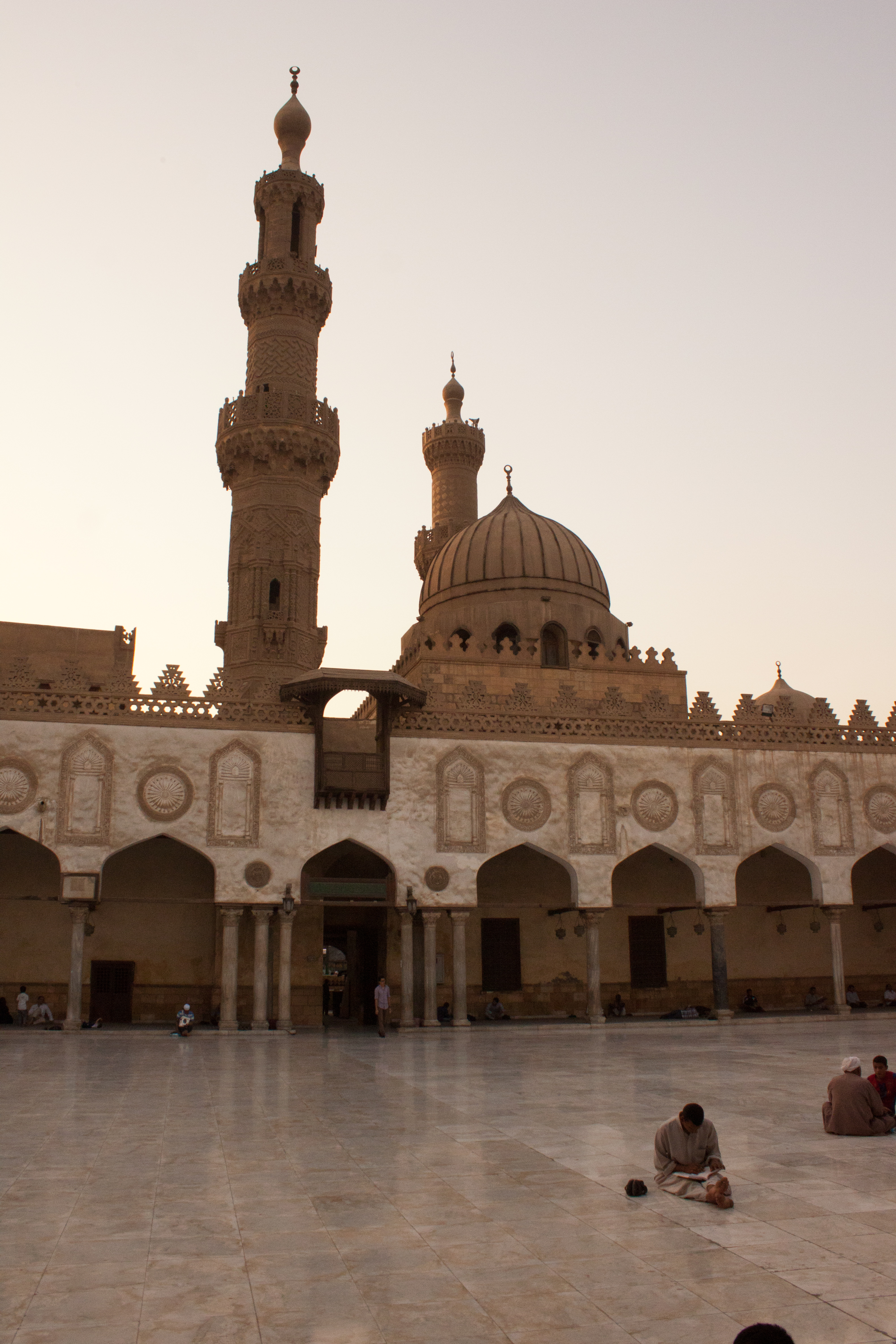
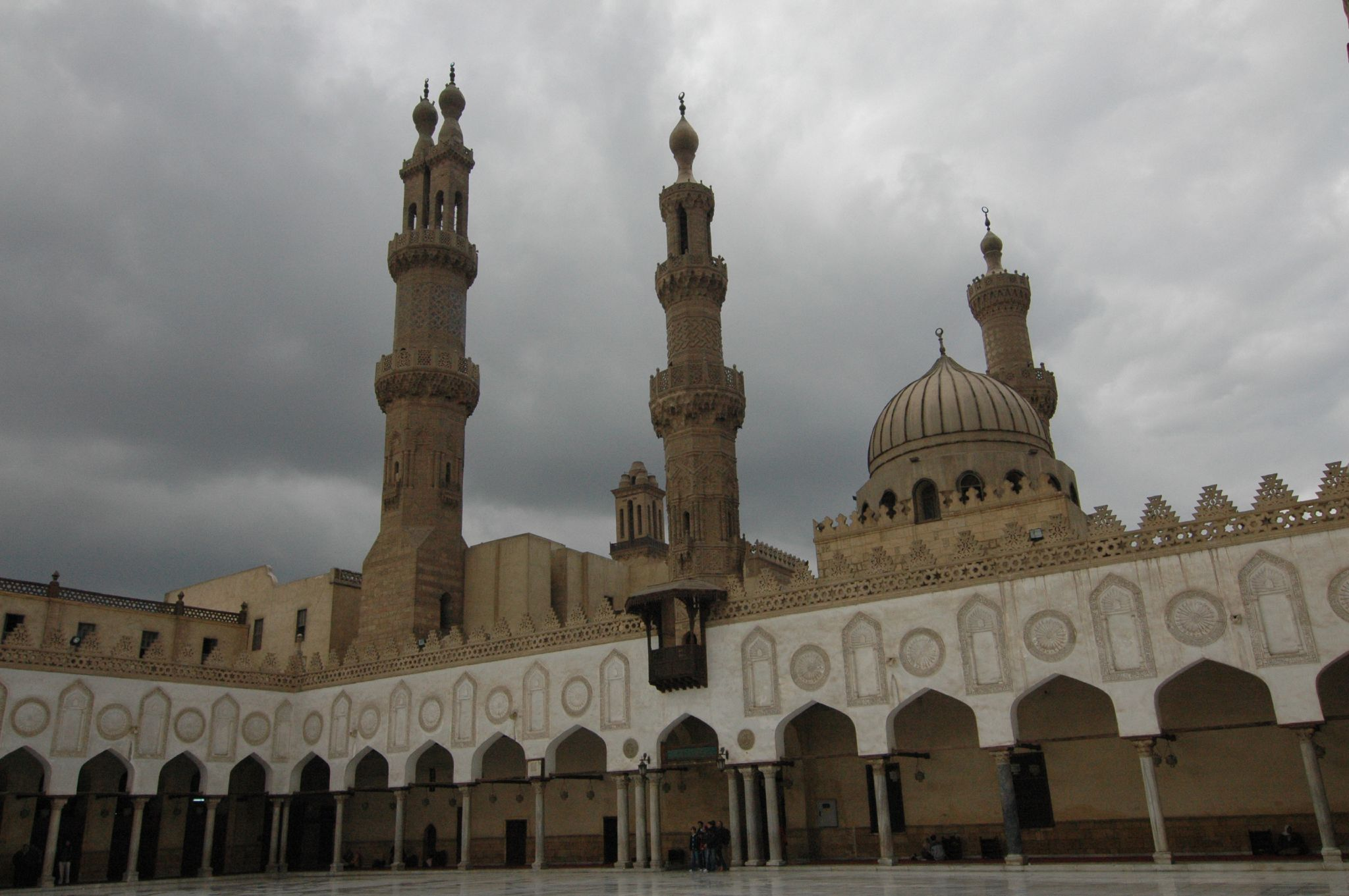